# Lijst van hangmatspinnen
De lijst van springspinnen geeft een overzicht van alle wetenschappelijk beschreven soorten hangmatspinnen (Linyphiidae).

## Abacoproeces
Abacoproeces Simon, 1884
- Abacoproeces molestus Thaler, 1973
- Abacoproeces saltuum (L. Koch, 1872)

## Aberdaria
Aberdaria Holm, 1962
- Aberdaria ligulata Holm, 1962

## Abiskoa
Abiskoa Saaristo & Tanasevitch, 2000
- Abiskoa abiskoensis (Holm, 1945)

## Acartauchenius
Acartauchenius Simon, 1884
- Acartauchenius asiaticus (Tanasevitch, 1989)
- Acartauchenius bedeli (Simon, 1884)
- Acartauchenius derisor (Simon, 1918)
- Acartauchenius desertus (Tanasevitch, 1993)
- Acartauchenius hamulifer (Denis, 1937)
- Acartauchenius himalayensis Tanasevitch, 2011
- Acartauchenius insigniceps (Simon, 1894)
- Acartauchenius leprieuri (O. P.-Cambridge, 1875)
- Acartauchenius minor (Millidge, 1979)
- Acartauchenius monoceros (Tanasevitch, 1989)
- Acartauchenius mutabilis (Denis, 1967)
- Acartauchenius orientalis Wunderlich, 1995
- Acartauchenius planiceps Bosmans, 2002
- Acartauchenius praeceps Bosmans, 2002
- Acartauchenius sardiniensis Wunderlich, 1995
- Acartauchenius scurrilis (O. P.-Cambridge, 1872)
- Acartauchenius simoni Bosmans, 2002

## Acorigone
Acorigone Wunderlich, 2008
- Acorigone acoreensis (Wunderlich, 1992)
- Acorigone zebraneus Wunderlich, 2008

## Adelonetria
Adelonetria Millidge, 1991
- Adelonetria dubiosa Millidge, 1991

## Afribactrus
Afribactrus Wunderlich, 1995
- Afribactrus stylifrons Wunderlich, 1995

## Afromynoglenes
Afromynoglenes Merrett & Russell-Smith, 1996
- Afromynoglenes parkeri Merrett & Russell-Smith, 1996

## Afroneta
Afroneta Holm, 1968
- Afroneta altivaga Holm, 1968
- Afroneta annulata Merrett, 2004
- Afroneta bamilekei Bosmans, 1988
- Afroneta basilewskyi Holm, 1968
- Afroneta blesti Merrett & Russell-Smith, 1996
- Afroneta elgonensis Merrett, 2004
- Afroneta erecta Merrett, 2004
- Afroneta fulva Merrett, 2004
- Afroneta fusca Merrett, 2004
- Afroneta guttata Holm, 1968
- Afroneta immaculata Holm, 1968
- Afroneta immaculoides Merrett, 2004
- Afroneta lativulva Merrett, 2004
- Afroneta lobeliae Merrett, 2004
- Afroneta longipalpis Ledoux & Attié, 2008
- Afroneta longispinosa Holm, 1968
- Afroneta maculata Merrett, 2004
- Afroneta millidgei Merrett & Russell-Smith, 1996
- Afroneta pallens Merrett, 2004
- Afroneta picta Holm, 1968
- Afroneta praticola Holm, 1968
- Afroneta snazelli Merrett & Russell-Smith, 1996
- Afroneta subfusca Holm, 1968
- Afroneta subfuscoides Merrett, 2004
- Afroneta tenuivulva Merrett, 2004
- Afroneta tristis Merrett, 2004

## Agnyphantes
Agnyphantes Hull, 1932
- Agnyphantes arboreus (Emerton, 1915)
- Agnyphantes expunctus (O. P.-Cambridge, 1875)

## Agyneta
Agyneta Hull, 1911
- Agyneta allosubtilis Loksa, 1965
- Agyneta arietans (O. P.-Cambridge, 1872)
- Agyneta breviceps Hippa & Oksala, 1985
- Agyneta bueko Wunderlich, 1983
- Agyneta cauta (O. P.-Cambridge, 1902)
- Agyneta conigera (O. P.-Cambridge, 1863)
- Agyneta decora (O. P.-Cambridge, 1871)
- Agyneta dynica Saaristo & Koponen, 1998
- Agyneta hedini Paquin & Dupérré, 2009
- Agyneta jiriensis Wunderlich, 1983
- Agyneta laetesiformis Wunderlich, 1976
- Agyneta lila (Dönitz & Strand, 1906)
- Agyneta martensi Tanasevitch, 2006
- Agyneta muriensis Wunderlich, 1983
- Agyneta olivacea (Emerton, 1882)
- Agyneta pakistanica Tanasevitch, 2011
- Agyneta ramosa Jackson, 1912
- Agyneta rugosa Wunderlich, 1992
- Agyneta subtilis (O. P.-Cambridge, 1863)
- Agyneta suecica Holm, 1950
- Agyneta trifurcata Hippa & Oksala, 1985
- Agyneta yulungiensis Wunderlich, 1983

## Agyphantes
Agyphantes Saaristo & Marusik, 2004
- Agyphantes sajanensis (Eskov & Marusik, 1994)
- Agyphantes sakhalinensis Saaristo & Marusik, 2004

## Ainerigone
Ainerigone Eskov, 1993
- Ainerigone saitoi (Ono, 1991)

## Alaxchelicera
Alaxchelicera Butler, 1932
- Alaxchelicera ordinaria Butler, 1932

## Alioranus
Alioranus Simon, 1926
- Alioranus avanturus Andreeva & Tyschchenko, 1970
- Alioranus diclivitalis Tanasevitch, 1990
- Alioranus distinctus Caporiacco, 1935
- Alioranus minutissimus Caporiacco, 1935
- Alioranus pastoralis (O. P.-Cambridge, 1872)
- Alioranus pauper (Simon, 1881)

## Allomengea
Allomengea Strand, 1912
- Allomengea beombawigulensis Namkung, 2002
- Allomengea coreana (Paik & Yaginuma, 1969)
- Allomengea dentisetis (Grube, 1861)
- Allomengea niyangensis (Hu, 2001)
- Allomengea scopigera (Grube, 1859)
- Allomengea vidua (L. Koch, 1879)

## Allotiso
Allotiso Tanasevitch, 1990
- Allotiso lancearius (Tanasevitch, 1987)

## Anacornia
Anacornia Chamberlin & Ivie, 1933
- Anacornia microps Chamberlin & Ivie, 1933
- Anacornia proceps Chamberlin, 1949

## Anguliphantes
Anguliphantes Saaristo & Tanasevitch, 1996
- Anguliphantes angulipalpis (Westring, 1851)
- Anguliphantes cerinus (L. Koch, 1879)
- Anguliphantes curvus (Tanasevitch, 1992)
- Anguliphantes dybowskii (O. P.-Cambridge, 1873)
- Anguliphantes karpinskii (O. P.-Cambridge, 1873)
- Anguliphantes maritimus (Tanasevitch, 1988)
- Anguliphantes monticola (Kulczyński, 1881)
- Anguliphantes nasus (Paik, 1965)
- Anguliphantes nepalensis (Tanasevitch, 1987)
- Anguliphantes nepalensoides Tanasevitch, 2011
- Anguliphantes ryvkini Tanasevitch, 2006
- Anguliphantes sibiricus (Tanasevitch, 1986)
- Anguliphantes silli (Weiss, 1987)
- Anguliphantes tripartitus (Miller & Svaton, 1978)
- Anguliphantes ussuricus (Tanasevitch, 1988)
- Anguliphantes zygius (Tanasevitch, 1993)

## Anibontes
Anibontes Chamberlin, 1924
- Anibontes longipes Chamberlin & Ivie, 1944
- Anibontes mimus Chamberlin, 1924

## Annapolis
Annapolis Millidge, 1984
- Annapolis mossi (Muma, 1945)

## Anodoration
Anodoration Millidge, 1991
- Anodoration claviferum Millidge, 1991
- Anodoration tantillum (Millidge, 1991)

## Anthrobia
Anthrobia Tellkampf, 1844
- Anthrobia acuminata (Emerton, 1913)
- Anthrobia coylei Miller, 2005
- Anthrobia monmouthia Tellkampf, 1844
- Anthrobia whiteleyae Miller, 2005

## Antrohyphantes
Antrohyphantes Dumitrescu, 1971
- Antrohyphantes balcanicus (Drensky, 1931)
- Antrohyphantes rhodopensis (Drensky, 1931)
- Antrohyphantes sophianus (Drensky, 1931)

## Aphileta
Aphileta Hull, 1920
- Aphileta centrasiatica Eskov, 1995
- Aphileta microtarsa (Emerton, 1882)
- Aphileta misera (O. P.-Cambridge, 1882)

## Apobrata
Apobrata Miller, 2004
- Apobrata scutila (Simon, 1894)

## Aprifrontalia
Aprifrontalia Oi, 1960
- Aprifrontalia afflata Ma & Zhu, 1991
- Aprifrontalia mascula (Karsch, 1879)

## Arachosinella
Arachosinella Denis, 1958
- Arachosinella oeroegensis Wunderlich, 1995
- Arachosinella strepens Denis, 1958

## Araeoncus
Araeoncus Simon, 1884
- Araeoncus altissimus Simon, 1884
- Araeoncus anguineus (L. Koch, 1869)
- Araeoncus caucasicus Tanasevitch, 1987
- Araeoncus clavatus Tanasevitch, 1987
- Araeoncus clivifrons Deltshev, 1987
- Araeoncus convexus Tullgren, 1955
- Araeoncus crassiceps (Westring, 1861)
- Araeoncus curvatus Tullgren, 1955
- Araeoncus cypriacus Tanasevitch, 2011
- Araeoncus discedens (Simon, 1881)
- Araeoncus dispar Tullgren, 1955
- Araeoncus duriusculus Caporiacco, 1935
- Araeoncus etinde Bosmans & Jocqué, 1983
- Araeoncus femineus (Roewer, 1942)
- Araeoncus galeriformis (Tanasevitch, 1987)
- Araeoncus gertschi Caporiacco, 1949
- Araeoncus hanno Simon, 1884
- Araeoncus humilis (Blackwall, 1841)
- Araeoncus hyalinus Song & Li, 2010
- Araeoncus impolitus Holm, 1962
- Araeoncus longispineus Song & Li, 2010
- Araeoncus longiusculus (O. P.-Cambridge, 1875)
- Araeoncus macrophthalmus Miller, 1970
- Araeoncus malawiensis Jocqué, 1981
- Araeoncus martinae Bosmans, 1996
- Araeoncus mitriformis Tanasevitch, 2008
- Araeoncus obtusus Bosmans & Jocqué, 1983
- Araeoncus picturatus Holm, 1962
- Araeoncus rhodes Tanasevitch, 2011
- Araeoncus sicanus Brignoli, 1979
- Araeoncus subniger Holm, 1962
- Araeoncus tauricus Gnelitsa, 2005
- Araeoncus toubkal Bosmans, 1996
- Araeoncus tuberculatus Tullgren, 1955
- Araeoncus vaporariorum (O. P.-Cambridge, 1875)
- Araeoncus victorianyanzae Berland, 1936
- Araeoncus viphyensis Jocqué, 1981
- Araeoncus vorkutensis Tanasevitch, 1984

## Archaraeoncus
Archaraeoncus Tanasevitch, 1987
- Archaraeoncus alticola Tanasevitch, 2008
- Archaraeoncus hebraeus Tanasevitch, 2011
- Archaraeoncus prospiciens (Thorell, 1875)
- Archaraeoncus sibiricus Eskov, 1988

## Arcterigone
Arcterigone Eskov & Marusik, 1994
- Arcterigone pilifrons (L. Koch, 1879)

## Arcuphantes
Arcuphantes Chamberlin & Ivie, 1943
- Arcuphantes arcuatulus (Roewer, 1942)
- Arcuphantes ashifuensis (Oi, 1960)
- Arcuphantes awanus Ono & Saito, 2001
- Arcuphantes cavaticus Chamberlin & Ivie, 1943
- Arcuphantes chikunii Oi, 1979
- Arcuphantes chinensis Tanasevitch, 2006
- Arcuphantes concheus Ono & Saito, 2001
- Arcuphantes decoratus Chamberlin & Ivie, 1943
- Arcuphantes delicatus (Chikuni, 1955)
- Arcuphantes digitatus Saito, 1992
- Arcuphantes dubiosus Heimer, 1987
- Arcuphantes elephantis Ono & Saito, 2001
- Arcuphantes ephippiatus Paik, 1985
- Arcuphantes fragilis Chamberlin & Ivie, 1943
- Arcuphantes fujiensis Yaginuma, 1972
- Arcuphantes hamadai Oi, 1979
- Arcuphantes hastatus Ono & Saito, 2001
- Arcuphantes hikosanensis Saito, 1992
- Arcuphantes hokkaidanus Saito, 1992
- Arcuphantes iriei Saito, 1992
- Arcuphantes juwangensis Seo, 2006
- Arcuphantes keumsanensis Paik & Seo, 1984
- Arcuphantes kobayashii Oi, 1979
- Arcuphantes longissimus Saito, 1992
- Arcuphantes maritimus Tanasevitch, 2010
- Arcuphantes namhaensis Seo, 2006
- Arcuphantes orbiculatus Saito, 1992
- Arcuphantes osugiensis (Oi, 1960)
- Arcuphantes paiki Saito, 1992
- Arcuphantes pennatus Paik, 1983
- Arcuphantes pictilis Chamberlin & Ivie, 1943
- Arcuphantes potteri Chamberlin & Ivie, 1943
- Arcuphantes pulchellus Paik, 1978
- Arcuphantes rostratus Ono & Saito, 2001
- Arcuphantes saragaminensis Ono & Saito, 2001
- Arcuphantes scitulus Paik, 1974
- Arcuphantes sylvaticus Chamberlin & Ivie, 1943
- Arcuphantes tamaensis (Oi, 1960)
- Arcuphantes troglodytarum (Oi, 1960)
- Arcuphantes tsushimanus Ono & Saito, 2001
- Arcuphantes uenoi Saito, 1992
- Arcuphantes yamakawai (Oi, 1960)

## Ascetophantes
Ascetophantes Tanasevitch & Saaristo, 2006
- Ascetophantes asceticus (Tanasevitch, 1987)

## Asemostera
Asemostera Simon, 1898
- Asemostera arcana (Millidge, 1991)
- Asemostera daedalus Miller, 2007
- Asemostera enkidu Miller, 2007
- Asemostera involuta (Millidge, 1991)
- Asemostera janetae Miller, 2007
- Asemostera latithorax (Keyserling, 1886)
- Asemostera pallida (Millidge, 1991)
- Asemostera tacuapi Rodrigues, 2007

## Asiceratinops
Asiceratinops Eskov, 1992
- Asiceratinops amurensis (Eskov, 1992)
- Asiceratinops kolymensis (Eskov, 1992)

## Asiophantes
Asiophantes Eskov, 1993
- Asiophantes pacificus Eskov, 1993
- Asiophantes sibiricus Eskov, 1993

## Asperthorax
Asperthorax Oi, 1960
- Asperthorax borealis Ono & Saito, 2001
- Asperthorax communis Oi, 1960
- Asperthorax granularis Gao & Zhu, 1989

## Asthenargellus
Asthenargellus Caporiacco, 1949
- Asthenargellus kastoni Caporiacco, 1949
- Asthenargellus meneghettii Caporiacco, 1949

## Asthenargoides
Asthenargoides Eskov, 1993
- Asthenargoides kurenstchikovi Eskov, 1993
- Asthenargoides kurtchevae Eskov, 1993
- Asthenargoides logunovi Eskov, 1993

## Asthenargus
Asthenargus Simon & Fage, 1922
- Asthenargus bracianus Miller, 1938
- Asthenargus brevisetosus Miller, 1970
- Asthenargus carpaticus Weiss, 1998
- Asthenargus caucasicus Tanasevitch, 1987
- Asthenargus conicus Tanasevitch, 2006
- Asthenargus edentulus Tanasevitch, 1989
- Asthenargus expallidus Holm, 1962
- Asthenargus helveticus Schenkel, 1936
- Asthenargus inermis Simon & Fage, 1922
- Asthenargus linguatulus Miller, 1970
- Asthenargus longispinus (Simon, 1914)
- Asthenargus major Holm, 1962
- Asthenargus marginatus Holm, 1962
- Asthenargus matsudae Saito & Ono, 2001
- Asthenargus myrmecophilus Miller, 1970
- Asthenargus niphonius Saito & Ono, 2001
- Asthenargus paganus (Simon, 1884)
- Asthenargus perforatus Schenkel, 1929
- Asthenargus placidus (Simon, 1884)
- Asthenargus thaleri Wunderlich, 1983

## Atypena
Atypena Simon, 1894
- Atypena adelinae Barrion & Litsinger, 1995
- Atypena ellioti Jocqué, 1983
- Atypena simoni Jocqué, 1983
- Atypena superciliosa Simon, 1894
- Atypena thailandica Barrion & Litsinger, 1995

## Australolinyphia
Australolinyphia Wunderlich, 1976
- Australolinyphia remota Wunderlich, 1976

## Bactrogyna
Bactrogyna Millidge, 1991
- Bactrogyna prominens Millidge, 1991

## Baryphyma
Baryphyma Simon, 1884
- Baryphyma gowerense (Locket, 1965)
- Baryphyma insigne (Palmgren, 1976)
- Baryphyma maritimum (Crocker & Parker, 1970)
- Baryphyma pratense (Blackwall, 1861)
- Baryphyma proclive (Simon, 1884)
- Baryphyma trifrons (O. P.-Cambridge, 1863)

## Baryphymula
Baryphymula Eskov, 1992
- Baryphymula kamakuraensis (Oi, 1960)

## Bathylinyphia
Bathylinyphia Eskov, 1992
- Bathylinyphia maior (Kulczyński, 1885)

## Bathyphantes
Bathyphantes Menge, 1866
- Bathyphantes alameda Ivie, 1969
- Bathyphantes alascensis (Banks, 1900)
- Bathyphantes alboventris (Banks, 1892)
- Bathyphantes approximatus (O. P.-Cambridge, 1871)
- Bathyphantes bishopi Ivie, 1969
- Bathyphantes bohuensis Zhu & Zhou, 1983
- Bathyphantes brevipes (Emerton, 1917)
- Bathyphantes brevis (Emerton, 1911)
- Bathyphantes canadensis (Emerton, 1882)
- Bathyphantes chico Ivie, 1969
- Bathyphantes diasosnemis Fage, 1929
- Bathyphantes dubius Locket, 1968
- Bathyphantes enslini Strand, 1910
- Bathyphantes eumenis (L. Koch, 1879)
- Bathyphantes extricatus (O. P.-Cambridge, 1876)
- Bathyphantes fissidens Simon, 1902
- Bathyphantes floralis Tu & Li, 2006
- Bathyphantes glacialis Caporiacco, 1935
- Bathyphantes gracilipes van Helsdingen, 1977
- Bathyphantes gracilis (Blackwall, 1841)
- Bathyphantes gulkana Ivie, 1969
- Bathyphantes helenae van Helsdingen, 1977
- Bathyphantes hirsutus Locket, 1968
- Bathyphantes humilis (L. Koch, 1879)
- Bathyphantes iviei Holm, 1970
- Bathyphantes jeniseicus Eskov, 1979
- Bathyphantes keeni (Emerton, 1917)
- Bathyphantes larvarum Caporiacco, 1935
- Bathyphantes latescens (Chamberlin, 1919)
- Bathyphantes lennoxensis Simon, 1902
- Bathyphantes mainlingensis Hu, 2001
- Bathyphantes malkini Ivie, 1969
- Bathyphantes menyuanensis Hu, 2001
- Bathyphantes minor Millidge & Russell-Smith, 1992
- Bathyphantes montanus Rainbow, 1912
- Bathyphantes nangqianensis Hu, 2001
- Bathyphantes nigrinus (Westring, 1851)
- Bathyphantes ohlerti Simon, 1884
- Bathyphantes orica Ivie, 1969
- Bathyphantes pallidus (Banks, 1892)
- Bathyphantes paradoxus Berland, 1929
- Bathyphantes parvulus (Westring, 1851)
- Bathyphantes pogonias Kulczyński, 1885
- Bathyphantes rainbowi Roewer, 1942
- Bathyphantes reprobus (Kulczyński, 1916)
- Bathyphantes reticularis Caporiacco, 1935
- Bathyphantes robustus Oi, 1960
- Bathyphantes sarasini Berland, 1924
- Bathyphantes setiger F. O. P.-Cambridge, 1894
- Bathyphantes similis Kulczyński, 1894
- Bathyphantes simillimus buchari Ruzicka, 1988
- Bathyphantes tagalogensis Barrion & Litsinger, 1995
- Bathyphantes tongluensis Chen & Song, 1988
- Bathyphantes umiatus Ivie, 1969
- Bathyphantes vittiger Simon, 1884
- Bathyphantes waneta Ivie, 1969
- Bathyphantes weyeri (Emerton, 1875)
- Bathyphantes yodoensis Oi, 1960
- Bathyphantes yukon Ivie, 1969

## Batueta
Batueta Locket, 1982
- Batueta similis Wunderlich & Song, 1995
- Batueta voluta Locket, 1982

## Bifurcia
Bifurcia Saaristo, Tu & Li, 2006
- Bifurcia cucurbita Zhai & Zhu, 2007
- Bifurcia curvata (Sha & Zhu, 1987)
- Bifurcia ramosa (Li & Zhu, 1987)
- Bifurcia songi Zhai & Zhu, 2007

## Birgerius
Birgerius Saaristo, 1973
- Birgerius microps (Simon, 1911)

## Bisetifer
Bisetifer Tanasevitch, 1987
- Bisetifer cephalotus Tanasevitch, 1987

## Bishopiana
Bishopiana Eskov, 1988
- Bishopiana glumacea (Gao, Fei & Zhu, 1992)
- Bishopiana hypoarctica Eskov, 1988

## Blestia
Blestia Millidge, 1993
- Blestia sarcocuon (Crosby & Bishop, 1927)

## Bolephthyphantes
Bolephthyphantes Strand, 1901
- Bolephthyphantes caucasicus (Tanasevitch, 1990)
- Bolephthyphantes index (Thorell, 1856)
- Bolephthyphantes indexoides (Tanasevitch, 1989)

## Bolyphantes
Bolyphantes C. L. Koch, 1837
- Bolyphantes alticeps (Sundevall, 1833)
- Bolyphantes bipartitus (Tanasevitch, 1989)
- Bolyphantes distichoides Tanasevitch, 2000
- Bolyphantes distichus (Tanasevitch, 1986)
- Bolyphantes elburzensis Tanasevitch, 2009
- Bolyphantes kilpisjaerviensis Palmgren, 1975
- Bolyphantes kolosvaryi (Caporiacco, 1936)
- Bolyphantes lagodekhensis (Tanasevitch, 1990)
- Bolyphantes lamellaris Tanasevitch, 1990
- Bolyphantes luteolus (Blackwall, 1833)
- Bolyphantes mongolicus Loksa, 1965
- Bolyphantes nigropictus Simon, 1884
- Bolyphantes punctulatus (Holm, 1939)
- Bolyphantes sacer (Tanasevitch, 1986)
- Bolyphantes severtzovi Tanasevitch, 1989
- Bolyphantes supremus (Tanasevitch, 1986)

## Bordea
Bordea Bosmans, 1995
- Bordea berlandi (Fage, 1931)
- Bordea cavicola (Simon, 1884)
- Bordea negrei (Dresco, 1951)

## Brachycerasphora
Brachycerasphora Denis, 1962
- Brachycerasphora connectens Denis, 1964
- Brachycerasphora convexa (Simon, 1884)
- Brachycerasphora femoralis (O. P.-Cambridge, 1872)
- Brachycerasphora monocerotum Denis, 1962
- Brachycerasphora parvicornis (Simon, 1884)

## Bursellia
Bursellia Holm, 1962
- Bursellia cameroonensis Bosmans & Jocqué, 1983
- Bursellia comata Holm, 1962
  - Bursellia comata kivuensis Holm, 1964
- Bursellia gibbicervix (Denis, 1962)
- Bursellia glabra Holm, 1962
- Bursellia holmi Bosmans, 1977
- Bursellia paghi Jocqué & Scharff, 1986
- Bursellia setifera (Denis, 1962)
- Bursellia unicornis Bosmans, 1988

## Caenonetria
Caenonetria Millidge & Russell-Smith, 1992
- Caenonetria perdita Millidge & Russell-Smith, 1992

## Callitrichia
Callitrichia Fage, 1936
- Callitrichia afromontana Scharff, 1990
- Callitrichia aliena Holm, 1962
- Callitrichia cacuminata Holm, 1962
- Callitrichia crinigera Scharff, 1990
- Callitrichia formosana Oi, 1977
- Callitrichia glabriceps Holm, 1962
- Callitrichia hamifera Fage, 1936
- Callitrichia inacuminata Bosmans, 1977
- Callitrichia incerta Miller, 1970
- Callitrichia kenyae Fage, 1936
- Callitrichia marakweti Fage, 1936
- Callitrichia meruensis Holm, 1962
- Callitrichia mira (Jocqué & Scharff, 1986)
- Callitrichia monticola (Tullgren, 1910)
- Callitrichia obtusifrons Miller, 1970
- Callitrichia paludicola Holm, 1962
- Callitrichia pileata (Jocqué & Scharff, 1986)
- Callitrichia pilosa (Jocqué & Scharff, 1986)
- Callitrichia ruwenzoriensis Holm, 1962
- Callitrichia sellafrontis Scharff, 1990
- Callitrichia silvatica Holm, 1962
- Callitrichia simplex (Jocqué & Scharff, 1986)
- Callitrichia taeniata Holm, 1968
- Callitrichia turrita Holm, 1962

## Cameroneta
Cameroneta Bosmans & Jocqué, 1983
- Cameroneta longiradix Bosmans & Jocqué, 1983

## Canariellanum
Canariellanum Wunderlich, 1987
- Canariellanum albidum Wunderlich, 1987
- Canariellanum arborense Wunderlich, 1987
- Canariellanum hierroense Wunderlich, 1992
- Canariellanum palmense Wunderlich, 1987

## Canariphantes
Canariphantes Wunderlich, 1992
- Canariphantes alpicola Wunderlich, 1992
- Canariphantes atlassahariensis (Bosmans, 1991)
- Canariphantes homonymus (Denis, 1934)
- Canariphantes naili (Bosmans & Bouragba, 1992)
- Canariphantes nanus (Kulczyński, 1898)
- Canariphantes palmaensis Wunderlich, 2011
- Canariphantes zonatus (Simon, 1884)
  - Canariphantes zonatus lucifugus (Simon, 1929)

## Capsulia
Capsulia Saaristo, Tu & Li, 2006
- Capsulia tianmushana (Chen & Song, 1987)

## Caracladus
Caracladus Simon, 1884
- Caracladus avicula (L. Koch, 1869)
- Caracladus leberti (Roewer, 1942)
- Caracladus montanus Sha & Zhu, 1994
- Caracladus tsurusakii Saito, 1988
- Caracladus zamoniensis Frick & Muff, 2009

## Carorita
Carorita Duffey & Merrett, 1963
- Carorita limnaea (Crosby & Bishop, 1927)
- Carorita sibirica Tanasevitch, 2007

## Cassafroneta
Cassafroneta Blest, 1979
- Cassafroneta forsteri Blest, 1979

## Catacercus
Catacercus Millidge, 1985
- Catacercus fuegianus (Tullgren, 1901)

## Catonetria
Catonetria Millidge & Ashmole, 1994
- Catonetria caeca Millidge & Ashmole, 1994

## Caucasopisthes
Caucasopisthes Tanasevitch, 1990
- Caucasopisthes procurvus (Tanasevitch, 1987)

## Cautinella
Cautinella Millidge, 1985
- Cautinella minuta Millidge, 1985

## Caviphantes
Caviphantes Oi, 1960
- Caviphantes dobrogicus (Dumitrescu & Miller, 1962)
- Caviphantes flagellatus (Zhu & Zhou, 1992)
- Caviphantes pseudosaxetorum Wunderlich, 1979
- Caviphantes samensis Oi, 1960
- Caviphantes saxetorum (Hull, 1916)

## Centromerita
Centromerita Dahl, 1912
- Centromerita bicolor (Blackwall, 1833)
- Centromerita concinna (Thorell, 1875)

## Centromerus
Centromerus Dahl, 1886
- Centromerus abditus Gnelitsa, 2007
- Centromerus acutidentatus Deltshev, 2002
- Centromerus albidus Simon, 1929
- Centromerus amurensis Eskov & Marusik, 1992
- Centromerus andrei Dresco, 1952
- Centromerus andriescui Weiss, 1987
- Centromerus anoculus Wunderlich, 1995
- Centromerus arcanus (O. P.-Cambridge, 1873)
- Centromerus balazuci Dresco, 1952
- Centromerus bonaeviae Brignoli, 1979
- Centromerus brevivulvatus Dahl, 1912
- Centromerus bulgarianus (Drensky, 1931)
- Centromerus capucinus (Simon, 1884)
- Centromerus cavernarum (L. Koch, 1872)
- Centromerus chappuisi Fage, 1931
- Centromerus cinctus (Simon, 1884)
- Centromerus clarus (L. Koch, 1879)
- Centromerus cornupalpis (O. P.-Cambridge, 1875)
- Centromerus cottarellii Brignoli, 1979
- Centromerus crinitus Rosca, 1935
- Centromerus dacicus Dumitrescu & Georgescu, 1980
- Centromerus denticulatus (Emerton, 1909)
- Centromerus desmeti Bosmans, 1986
- Centromerus dilutus (O. P.-Cambridge, 1875)
- Centromerus europaeus (Simon, 1911)
- Centromerus fagicola Denis, 1948
- Centromerus fuerteventurensis Wunderlich, 1992
- Centromerus furcatus (Emerton, 1882)
- Centromerus gentilis Dumitrescu & Georgescu, 1980
- Centromerus incilium (L. Koch, 1881)
- Centromerus lakatnikensis (Drensky, 1931)
- Centromerus latidens (Emerton, 1882)
- Centromerus laziensis Hu, 2001
- Centromerus leruthi Fage, 1933
- Centromerus levitarsis (Simon, 1884)
- Centromerus longibulbus (Emerton, 1882)
- Centromerus ludovici Bösenberg, 1899
- Centromerus milleri Deltshev, 1974
- Centromerus minor Tanasevitch, 1990
- Centromerus minutissimus Merrett & Powell, 1993
- Centromerus obenbergeri Kratochvíl & Miller, 1938
- Centromerus obscurus Bösenberg, 1902
- Centromerus pabulator (O. P.-Cambridge, 1875)
- Centromerus pacificus Eskov & Marusik, 1992
- Centromerus paradoxus (Simon, 1884)
- Centromerus pasquinii Brignoli, 1971
- Centromerus persimilis (O. P.-Cambridge, 1912)
- Centromerus persolutus (O. P.-Cambridge, 1875)
- Centromerus phoceorum Simon, 1929
- Centromerus piccolo Weiss, 1996
- Centromerus pratensis Gnelitsa & Ponomarev, 2010
- Centromerus prudens (O. P.-Cambridge, 1873)
  - Centromerus prudens electus (Simon, 1884)
- Centromerus puddui Brignoli, 1979
- Centromerus qinghaiensis Hu, 2001
- Centromerus qingzangensis Hu, 2001
- Centromerus remotus Roewer, 1938
- Centromerus satyrus (Simon, 1884)
- Centromerus sellarius (Simon, 1884)
- Centromerus semiater (L. Koch, 1879)
- Centromerus serbicus Deltshev, 2002
- Centromerus serratus (O. P.-Cambridge, 1875)
- Centromerus setosus Miller & Kratochvíl, 1940
- Centromerus sexoculatus Wunderlich, 1992
- Centromerus silvicola (Kulczyński, 1887)
- Centromerus sinuatus Bosmans, 1986
- Centromerus sinus (Simon, 1884)
- Centromerus subalpinus Lessert, 1907
- Centromerus subcaecus Kulczyński, 1914
- Centromerus succinus (Simon, 1884)
- Centromerus sylvaticus (Blackwall, 1841)
  - Centromerus sylvaticus paucidentatus Deltshev, 1983
- Centromerus tennapex (Barrows, 1940)
- Centromerus terrigenus Yaginuma, 1972
- Centromerus timidus (Simon, 1884)
- Centromerus tridentinus Caporiacco, 1952
- Centromerus trilobus Tao, Li & Zhu, 1995
- Centromerus truki Millidge, 1991
- Centromerus turcicus Wunderlich, 1995
- Centromerus unctus (L. Koch, 1870)
- Centromerus unicolor Roewer, 1959
- Centromerus ussuricus Eskov & Marusik, 1992
- Centromerus valkanovi Deltshev, 1983
- Centromerus variegatus Denis, 1962
- Centromerus viduus Fage, 1931
- Centromerus yadongensis Hu & Li, 1987

## Centrophantes
Centrophantes Miller & Polenec, 1975
- Centrophantes crosbyi (Fage & Kratochvíl, 1933)
- Centrophantes roeweri (Wiehle, 1961)

## Ceraticelus
Ceraticelus Simon, 1884
- Ceraticelus agathus Chamberlin, 1949
- Ceraticelus albus (Fox, 1891)
- Ceraticelus alticeps (Fox, 1891)
- Ceraticelus artemisiae Prentice & Redak, 2009
- Ceraticelus atriceps (O. P.-Cambridge, 1874)
- Ceraticelus berthoudi Dondale, 1958
- Ceraticelus bryantae Kaston, 1945
- Ceraticelus bulbosus (Emerton, 1882)
- Ceraticelus carinatus (Emerton, 1911)
- Ceraticelus crassiceps Chamberlin & Ivie, 1939
- Ceraticelus creolus Chamberlin, 1925
- Ceraticelus emertoni (O. P.-Cambridge, 1874)
- Ceraticelus fastidiosus Crosby & Bishop, 1925
- Ceraticelus fissiceps (O. P.-Cambridge, 1874)
- Ceraticelus innominabilis Crosby, 1905
- Ceraticelus laetabilis (O. P.-Cambridge, 1874)
  - Ceraticelus laetabilis pisga Chamberlin, 1949
- Ceraticelus laetus (O. P.-Cambridge, 1874)
- Ceraticelus laticeps (Emerton, 1894)
  - Ceraticelus laticeps bucephalus Chamberlin & Ivie, 1944
- Ceraticelus limnologicus Crosby & Bishop, 1925
- Ceraticelus micropalpis (Emerton, 1882)
- Ceraticelus minutus (Emerton, 1882)
- Ceraticelus nigripes Bryant, 1940
- Ceraticelus orientalis Eskov, 1987
- Ceraticelus paludigenus Crosby & Bishop, 1925
- Ceraticelus paschalis Crosby & Bishop, 1925
- Ceraticelus phylax Ivie & Barrows, 1935
- Ceraticelus pygmaeus (Emerton, 1882)
- Ceraticelus rowensis Levi & Levi, 1955
- Ceraticelus savannus Chamberlin & Ivie, 1944
- Ceraticelus silus Dondale, 1958
- Ceraticelus similis (Banks, 1892)
- Ceraticelus subniger Chamberlin, 1949
- Ceraticelus tibialis (Fox, 1891)
- Ceraticelus tumidus Bryant, 1940
- Ceraticelus vesperus Chamberlin & Ivie, 1939

## Ceratinella
Ceratinella Emerton, 1882
- Ceratinella acerea Chamberlin & Ivie, 1933
- Ceratinella alaskae Chamberlin & Ivie, 1947
- Ceratinella apollonii Caporiacco, 1938
- Ceratinella brevipes (Westring, 1851)
- Ceratinella brevis (Wider, 1834)
- Ceratinella brunnea Emerton, 1882
- Ceratinella buna Chamberlin, 1949
- Ceratinella diversa Chamberlin, 1949
- Ceratinella fumifera Saito, 1939
- Ceratinella hemetha Chamberlin, 1949
- Ceratinella holocerea Chamberlin, 1949
- Ceratinella kenaba Chamberlin, 1949
- Ceratinella kurenshchikovi Marusik & Gnelitsa, 2009
- Ceratinella major Kulczyński, 1894
- Ceratinella marcui Rosca, 1932
- Ceratinella ornatula (Crosby & Bishop, 1925)
  - Ceratinella ornatula alaskana Chamberlin, 1949
- Ceratinella parvula (Fox, 1891)
- Ceratinella plancyi (Simon, 1880)
- Ceratinella playa Cokendolpher et al., 2007
- Ceratinella rosea Oliger, 1985
- Ceratinella rotunda (Menge, 1868)
- Ceratinella scabrosa (O. P.-Cambridge, 1871)
- Ceratinella sibirica Strand, 1903
- Ceratinella subulata Bösenberg & Strand, 1906
- Ceratinella sydneyensis Wunderlich, 1976
- Ceratinella tigana Chamberlin, 1949
- Ceratinella tosior Chamberlin, 1949
- Ceratinella wideri (Thorell, 1871)

## Ceratinops
Ceratinops Banks, 1905
- Ceratinops annulipes (Banks, 1892)
- Ceratinops carolinus (Banks, 1911)
- Ceratinops crenatus (Emerton, 1882)
- Ceratinops inflatus (Emerton, 1923)
- Ceratinops latus (Emerton, 1882)
- Ceratinops littoralis (Emerton, 1913)
- Ceratinops obscurus (Chamberlin & Ivie, 1939)
- Ceratinops rugosus (Emerton, 1909)
- Ceratinops sylvaticus (Emerton, 1913)
- Ceratinops uintanus Chamberlin, 1949

## Ceratinopsidis
Ceratinopsidis Bishop & Crosby, 1930
- Ceratinopsidis formosa (Banks, 1892)

## Ceratinopsis
Ceratinopsis Emerton, 1882
- Ceratinopsis acripes (Denis, 1962)
- Ceratinopsis africana (Holm, 1962)
- Ceratinopsis atolma Chamberlin, 1925
- Ceratinopsis auriculata Emerton, 1909
- Ceratinopsis benoiti (Holm, 1968)
- Ceratinopsis bicolor Banks, 1896
- Ceratinopsis blesti Locket, 1982
- Ceratinopsis bona Chamberlin & Ivie, 1944
- Ceratinopsis crosbyi Chamberlin, 1949
- Ceratinopsis delicata Chamberlin & Ivie, 1939
- Ceratinopsis dippenaari Jocqué, 1984
- Ceratinopsis disparata (Dondale, 1959)
- Ceratinopsis fako Bosmans & Jocqué, 1983
- Ceratinopsis georgiana Chamberlin & Ivie, 1944
- Ceratinopsis gosibia Chamberlin, 1949
- Ceratinopsis guerrerensis Gertsch & Davis, 1937
- Ceratinopsis holmi Jocqué, 1981
- Ceratinopsis idanrensis Locket & Russell-Smith, 1980
- Ceratinopsis infuscata (Denis, 1962)
- Ceratinopsis interpres (O. P.-Cambridge, 1874)
- Ceratinopsis interventa Chamberlin, 1949
- Ceratinopsis labradorensis Emerton, 1925
- Ceratinopsis laticeps Emerton, 1882
- Ceratinopsis locketi Millidge, 1995
- Ceratinopsis machadoi (Miller, 1970)
- Ceratinopsis mbamensis Bosmans, 1988
- Ceratinopsis monticola (Simon, 1894)
- Ceratinopsis munda (O. P.-Cambridge, 1896)
- Ceratinopsis nigriceps Emerton, 1882
- Ceratinopsis nigripalpis Emerton, 1882
- Ceratinopsis nitida (Holm, 1964)
- Ceratinopsis oregonicola Chamberlin, 1949
- Ceratinopsis orientalis Locket, 1982
- Ceratinopsis palomara Chamberlin, 1949
- Ceratinopsis raboeli Scharff, 1989
- Ceratinopsis rosea Banks, 1898
- Ceratinopsis ruberrima Franganillo, 1926
- Ceratinopsis secuta Chamberlin, 1949
- Ceratinopsis setoensis (Oi, 1960)
- Ceratinopsis sinuata Bosmans, 1988
- Ceratinopsis sutoris Bishop & Crosby, 1930
- Ceratinopsis swanea Chamberlin & Ivie, 1944
- Ceratinopsis sylvania Chamberlin & Ivie, 1944
- Ceratinopsis watsinga Chamberlin, 1949
- Ceratinopsis xanthippe (Keyserling, 1886)
- Ceratinopsis yola Chamberlin & Ivie, 1939

## Ceratocyba
Ceratocyba Holm, 1962
- Ceratocyba umbilicaris Holm, 1962

## Cheniseo
Cheniseo Bishop & Crosby, 1935
- Cheniseo fabulosa Bishop & Crosby, 1935
- Cheniseo faceta Bishop & Crosby, 1935
- Cheniseo recurvata (Banks, 1900)
- Cheniseo sphagnicultor Bishop & Crosby, 1935

## Chenisides
Chenisides Denis, 1962
- Chenisides bispinigera Denis, 1962
- Chenisides monospina Russell-Smith & Jocqué, 1986

## Cherserigone
Cherserigone Denis, 1954
- Cherserigone gracilipes Denis, 1954

## Chiangmaia
Chiangmaia Millidge, 1995
- Chiangmaia rufula Millidge, 1995
- Chiangmaia sawetamali Millidge, 1995

## Chthiononetes
Chthiononetes Millidge, 1993
- Chthiononetes tenuis Millidge, 1993

## Cinetata
Cinetata Wunderlich, 1995
- Cinetata gradata (Simon, 1881)

## Claviphantes
Claviphantes Tanasevitch & Saaristo, 2006
- Claviphantes bifurcatoides (Tanasevitch, 1987)
- Claviphantes bifurcatus (Tanasevitch, 1987)

## Cnephalocotes
Cnephalocotes Simon, 1884
- Cnephalocotes obscurus (Blackwall, 1834)
- Cnephalocotes simpliciceps Simon, 1900
- Cnephalocotes tristis Denis, 1954

## Collinsia
Collinsia O. P.-Cambridge, 1913
- Collinsia borea (L. Koch, 1879)
- Collinsia caliginosa (L. Koch, 1879)
  - Collinsia caliginosa nemenziana Thaler, 1980
- Collinsia clypiella (Chamberlin, 1920)
- Collinsia crassipalpis (Caporiacco, 1935)
- Collinsia dentata Eskov, 1990
- Collinsia despaxi (Denis, 1950)
- Collinsia distincta (Simon, 1884)
- Collinsia ezoensis (Saito, 1986)
- Collinsia hibernica (Simon, 1926)
- Collinsia holmgreni (Thorell, 1871)
- Collinsia holmi Eskov, 1990
- Collinsia inerrans (O. P.-Cambridge, 1885)
- Collinsia ksenia (Crosby & Bishop, 1928)
- Collinsia oatimpa (Chamberlin, 1949)
- Collinsia oxypaederotipus (Crosby, 1905)
- Collinsia palmeni Hackman, 1954
- Collinsia perplexa (Keyserling, 1886)
- Collinsia pertinens (O. P.-Cambridge, 1875)
- Collinsia plumosa (Emerton, 1882)
- Collinsia probata (O. P.-Cambridge, 1874)
- Collinsia sachalinensis Eskov, 1990
- Collinsia spetsbergensis (Thorell, 1871)
- Collinsia stylifera (Chamberlin, 1949)
- Collinsia thulensis (Jackson, 1934)
- Collinsia tianschanica Tanasevitch, 1989

## Coloncus
Coloncus Chamberlin, 1949
- Coloncus americanus (Chamberlin & Ivie, 1944)
- Coloncus cascadeus Chamberlin, 1949
- Coloncus ocala Chamberlin, 1949
- Coloncus pius Chamberlin, 1949
- Coloncus siou Chamberlin, 1949

## Comorella
Comorella Jocqué, 1985
- Comorella spectabilis Jocqué, 1985

## Concavocephalus
Concavocephalus Eskov, 1989
- Concavocephalus eskovi Marusik & Tanasevitch, 2003
- Concavocephalus rubens Eskov, 1989

## Connithorax
Connithorax Eskov, 1993
- Connithorax barbatus (Eskov, 1988)

## Coreorgonal
Coreorgonal Bishop & Crosby, 1935
- Coreorgonal bicornis (Emerton, 1923)
- Coreorgonal monoceros (Keyserling, 1884)
- Coreorgonal petulcus (Millidge, 1981)

## Cornicephalus
Cornicephalus Saaristo & Wunderlich, 1995
- Cornicephalus jilinensis Saaristo & Wunderlich, 1995

## Cresmatoneta
Cresmatoneta Simon, 1929
- Cresmatoneta eleonorae (Costa, 1883)
- Cresmatoneta leucophthalma (Fage, 1946)
- Cresmatoneta mutinensis (Canestrini, 1868)
  - Cresmatoneta mutinensis orientalis (Strand, 1914)
- Cresmatoneta nipponensis Saito, 1988

## Crispiphantes
Crispiphantes Tanasevitch, 1992
- Crispiphantes biseulsanensis (Paik, 1985)
- Crispiphantes rhomboideus (Paik, 1985)

## Crosbyarachne
Crosbyarachne Charitonov, 1937
- Crosbyarachne bukovskyi Charitonov, 1937
- Crosbyarachne silvestris (Georgescu, 1973)

## Crosbylonia
Crosbylonia Eskov, 1988
- Crosbylonia borealis Eskov, 1988

## Cryptolinyphia
Cryptolinyphia Millidge, 1991
- Cryptolinyphia sola Millidge, 1991

## Ctenophysis
Ctenophysis Millidge, 1985
- Ctenophysis chilensis Millidge, 1985

## Cyphonetria
Cyphonetria Millidge, 1995
- Cyphonetria thaia Millidge, 1995

## Dactylopisthes
Dactylopisthes Simon, 1884
- Dactylopisthes digiticeps (Simon, 1881)
- Dactylopisthes diphyus (Heimer, 1987)
- Dactylopisthes locketi (Tanasevitch, 1983)
- Dactylopisthes mirabilis (Tanasevitch, 1985)
- Dactylopisthes mirificus (Georgescu, 1976)
- Dactylopisthes video (Chamberlin & Ivie, 1947)

## Dactylopisthoides
Dactylopisthoides Eskov, 1990
- Dactylopisthoides hyperboreus Eskov, 1990

## Decipiphantes
Decipiphantes Saaristo & Tanasevitch, 1996
- Decipiphantes decipiens (L. Koch, 1879)

## Deelemania
Deelemania Jocqué & Bosmans, 1983
- Deelemania gabonensis Jocqué, 1983
- Deelemania malawiensis Jocqué & Russell-Smith, 1984
- Deelemania manensis Jocqué & Bosmans, 1983
- Deelemania nasuta Bosmans, 1988

## Dendronetria
Dendronetria Millidge & Russell-Smith, 1992
- Dendronetria humilis Millidge & Russell-Smith, 1992
- Dendronetria obscura Millidge & Russell-Smith, 1992

## Denisiphantes
Denisiphantes Tu, Li & Rollard, 2005
- Denisiphantes denisi (Schenkel, 1963)

## Diastanillus
Diastanillus Simon, 1926
- Diastanillus pecuarius (Simon, 1884)

## Dicornua
Dicornua Oi, 1960
- Dicornua hikosanensis Oi, 1960

## Dicymbium
Dicymbium Menge, 1868
- Dicymbium elongatum (Emerton, 1882)
- Dicymbium facetum (L. Koch, 1879)
- Dicymbium libidinosum (Kulczyński, 1926)
- Dicymbium nigrum (Blackwall, 1834)
  - Dicymbium nigrum brevisetosum Locket, 1962
- Dicymbium salaputium Saito, 1986
- Dicymbium sinofacetum Tanasevitch, 2006
- Dicymbium tibiale (Blackwall, 1836)
- Dicymbium yaginumai Eskov & Marusik, 1994

## Didectoprocnemis
Didectoprocnemis Denis, 1949
- Didectoprocnemis cirtensis (Simon, 1884)

## Diechomma
Diechomma Millidge, 1991
- Diechomma exiguum (Millidge, 1991)
- Diechomma pretiosum Millidge, 1991

## Diplocentria
Diplocentria Hull, 1911
- Diplocentria bidentata (Emerton, 1882)
- Diplocentria changajensis Wunderlich, 1995
- Diplocentria forsslundi Holm, 1939
- Diplocentria hiberna (Barrows, 1945)
- Diplocentria mediocris (Simon, 1884)
- Diplocentria perplexa (Chamberlin & Ivie, 1939)
- Diplocentria rectangulata (Emerton, 1915)
- Diplocentria retinax (Crosby & Bishop, 1936)

## Diplocephaloides
Diplocephaloides Oi, 1960
- Diplocephaloides saganus (Bösenberg & Strand, 1906)
- Diplocephaloides uncatus Song & Li, 2010

## Diplocephalus
Diplocephalus Bertkau, 1883
- Diplocephalus algericus Bosmans, 1996
- Diplocephalus alpinus (O. P.-Cambridge, 1872)
  - Diplocephalus alpinus strandi Kolosváry, 1937
  - Diplocephalus alpinus subrufus Rosca, 1935
- Diplocephalus altimontanus Deltshev, 1984
- Diplocephalus arnoi Isaia, 2005
- Diplocephalus arvernus Denis, 1948
- Diplocephalus barbiger (Roewer, 1955)
- Diplocephalus bicephalus (Simon, 1884)
- Diplocephalus bicurvatus Bösenberg & Strand, 1906
- Diplocephalus bifurcatus Tanasevitch, 1989
- Diplocephalus caecus Denis, 1952
- Diplocephalus caucasicus Tanasevitch, 1987
- Diplocephalus connatus Bertkau, 1889
  - Diplocephalus connatus jacksoni O. P.-Cambridge, 1903
- Diplocephalus crassilobus (Simon, 1884)
- Diplocephalus cristatus (Blackwall, 1833)
- Diplocephalus culminicola Simon, 1884
- Diplocephalus dentatus Tullgren, 1955
- Diplocephalus foraminifer (O. P.-Cambridge, 1875)
  - Diplocephalus foraminifer thyrsiger (Simon, 1884)
- Diplocephalus graecus (O. P.-Cambridge, 1872)
- Diplocephalus gravidus Strand, 1906
- Diplocephalus helleri (L. Koch, 1869)
- Diplocephalus hispidulus Saito & Ono, 2001
- Diplocephalus hungaricus Kulczyński, 1915
- Diplocephalus lancearius (Simon, 1884)
- Diplocephalus latifrons (O. P.-Cambridge, 1863)
- Diplocephalus longicarpus (Simon, 1884)
- Diplocephalus lusiscus (Simon, 1872)
- Diplocephalus machadoi Bosmans & Cardoso, 2010
- Diplocephalus marijae Bosmans, 2010
- Diplocephalus marusiki Eskov, 1988
- Diplocephalus mirabilis Eskov, 1988
- Diplocephalus montaneus Tanasevitch, 1992
- Diplocephalus montanus Eskov, 1988
- Diplocephalus mystacinus (Simon, 1884)
- Diplocephalus parentalis Song & Li, 2010
- Diplocephalus pavesii Pesarini, 1996
- Diplocephalus permixtus (O. P.-Cambridge, 1871)
- Diplocephalus picinus (Blackwall, 1841)
- Diplocephalus procer (Simon, 1884)
- Diplocephalus protuberans (O. P.-Cambridge, 1875)
- Diplocephalus pseudocrassilobus Gnelitsa, 2006
- Diplocephalus pullinus Simon, 1918
- Diplocephalus rectilobus (Simon, 1884)
- Diplocephalus rostratus Schenkel, 1934
- Diplocephalus semiglobosus (Westring, 1861)
- Diplocephalus sphagnicola Eskov, 1988
- Diplocephalus subrostratus (O. P.-Cambridge, 1873)
- Diplocephalus tiberinus (Caporiacco, 1936)
- Diplocephalus toscanaensis Wunderlich, 2011
- Diplocephalus transcaucasicus Tanasevitch, 1990
- Diplocephalus turcicus Brignoli, 1972
- Diplocephalus uliginosus Eskov, 1988

## Diploplecta
Diploplecta Millidge, 1988
- Diploplecta adjacens Millidge, 1988
- Diploplecta communis Millidge, 1988
- Diploplecta duplex Millidge, 1988
- Diploplecta nuda Millidge, 1988
- Diploplecta opaca Millidge, 1988
- Diploplecta proxima Millidge, 1988
- Diploplecta simplex Millidge, 1988

## Diplostyla
Diplostyla Emerton, 1882
- Diplostyla concolor (Wider, 1834)

## Diplothyron
Diplothyron Millidge, 1991
- Diplothyron fuscus Millidge, 1991

## Disembolus
Disembolus Chamberlin & Ivie, 1933
- Disembolus alpha (Chamberlin, 1949)
- Disembolus amoenus Millidge, 1981
- Disembolus anguineus Millidge, 1981
- Disembolus bairdi Edwards, 1999
- Disembolus beta Millidge, 1981
- Disembolus concinnus Millidge, 1981
- Disembolus convolutus Millidge, 1981
- Disembolus corneliae (Chamberlin & Ivie, 1944)
- Disembolus galeatus Millidge, 1981
- Disembolus hyalinus Millidge, 1981
- Disembolus implexus Millidge, 1981
- Disembolus implicatus Millidge, 1981
- Disembolus kesimbus (Chamberlin, 1949)
- Disembolus lacteus Millidge, 1981
- Disembolus lacunatus Millidge, 1981
- Disembolus phanus (Chamberlin, 1949)
- Disembolus procerus Millidge, 1981
- Disembolus sacerdotalis (Crosby & Bishop, 1933)
- Disembolus sinuosus Millidge, 1981
- Disembolus solanus Millidge, 1981
- Disembolus stridulans Chamberlin & Ivie, 1933
- Disembolus torquatus Millidge, 1981
- Disembolus vicinus Millidge, 1981
- Disembolus zygethus Chamberlin, 1949

## Dismodicus
Dismodicus Simon, 1884
- Dismodicus alticeps Chamberlin & Ivie, 1947
- Dismodicus bifrons (Blackwall, 1841)
- Dismodicus decemoculatus (Emerton, 1882)
- Dismodicus elevatus (C. L. Koch, 1838)
- Dismodicus fungiceps Denis, 1944
- Dismodicus modicus Chamberlin & Ivie, 1947

## Doenitzius
Doenitzius Oi, 1960
- Doenitzius peniculus Oi, 1960
- Doenitzius pruvus Oi, 1960

## Dolabritor
Dolabritor Millidge, 1991
- Dolabritor ascifer Millidge, 1991
- Dolabritor spineus Millidge, 1991

## Donacochara
Donacochara Simon, 1884
- Donacochara deminuta Locket, 1968
- Donacochara speciosa (Thorell, 1875)

## Drapetisca
Drapetisca Menge, 1866
- Drapetisca alteranda Chamberlin, 1909
- Drapetisca australis Forster, 1955
- Drapetisca bicruris Tu & Li, 2006
- Drapetisca oteroana Gertsch, 1951
- Drapetisca socialis (Sundevall, 1833)

## Drepanotylus
Drepanotylus Holm, 1945
- Drepanotylus aduncus Sha & Zhu, 1995
- Drepanotylus borealis Holm, 1945
- Drepanotylus holmi (Eskov, 1981)
- Drepanotylus pirinicus Deltshev, 1992
- Drepanotylus uncatus (O. P.-Cambridge, 1873)

## Dresconella
Dresconella Denis, 1950
- Dresconella nivicola (Simon, 1884)

## Dubiaranea
Dubiaranea Mello-Leitão, 1943
- Dubiaranea abjecta Millidge, 1991
- Dubiaranea abundans Millidge, 1991
- Dubiaranea affinis Millidge, 1991
- Dubiaranea albodorsata Millidge, 1991
- Dubiaranea albolineata Millidge, 1991
- Dubiaranea amoena Millidge, 1991
- Dubiaranea argentata Millidge, 1991
- Dubiaranea argenteovittata Mello-Leitão, 1943
- Dubiaranea atra Millidge, 1991
- Dubiaranea atriceps Millidge, 1991
- Dubiaranea atripalpis Millidge, 1991
- Dubiaranea atrolineata Millidge, 1991
- Dubiaranea aureola Millidge, 1991
- Dubiaranea bacata Millidge, 1991
- Dubiaranea brevis Millidge, 1991
- Dubiaranea caeca Millidge, 1991
- Dubiaranea caledonica (Millidge, 1985)
- Dubiaranea castanea Millidge, 1991
- Dubiaranea cekalovici (Millidge, 1985)
- Dubiaranea cerea (Millidge, 1985)
- Dubiaranea colombiana Millidge, 1991
- Dubiaranea concors Millidge, 1991
- Dubiaranea congruens Millidge, 1991
- Dubiaranea crebra Millidge, 1991
- Dubiaranea decora Millidge, 1991
- Dubiaranea decurtata Millidge, 1991
- Dubiaranea deelemanae Millidge, 1995
- Dubiaranea difficilis (Mello-Leitão, 1944)
- Dubiaranea discolor Millidge, 1991
- Dubiaranea distincta (Nicolet, 1849)
- Dubiaranea distracta Millidge, 1991
- Dubiaranea elegans Millidge, 1991
- Dubiaranea fagicola Millidge, 1991
- Dubiaranea falcata (Millidge, 1985)
- Dubiaranea festiva (Millidge, 1985)
- Dubiaranea fruticola Millidge, 1991
- Dubiaranea fulgens (Millidge, 1985)
- Dubiaranea fulvolineata Millidge, 1991
- Dubiaranea furva Millidge, 1991
- Dubiaranea fusca Millidge, 1991
- Dubiaranea gilva Millidge, 1991
- Dubiaranea gloriosa Millidge, 1991
- Dubiaranea grandicula Millidge, 1991
- Dubiaranea gregalis Millidge, 1991
- Dubiaranea habilis Millidge, 1991
- Dubiaranea inquilina (Millidge, 1985)
- Dubiaranea insignita Millidge, 1991
- Dubiaranea insulana Millidge, 1991
- Dubiaranea insulsa Millidge, 1991
- Dubiaranea lepida Millidge, 1991
- Dubiaranea levii Millidge, 1991
- Dubiaranea longa Millidge, 1991
- Dubiaranea longiscapa (Millidge, 1985)
- Dubiaranea luctuosa Millidge, 1991
- Dubiaranea lugubris Millidge, 1991
- Dubiaranea maculata (Millidge, 1985)
- Dubiaranea manufera (Millidge, 1985)
- Dubiaranea margaritata Millidge, 1991
- Dubiaranea media Millidge, 1991
- Dubiaranea mediocris Millidge, 1991
- Dubiaranea melanocephala Millidge, 1991
- Dubiaranea melica Millidge, 1991
- Dubiaranea mirabilis Millidge, 1991
- Dubiaranea modica Millidge, 1991
- Dubiaranea morata Millidge, 1991
- Dubiaranea nivea Millidge, 1991
- Dubiaranea opaca Millidge, 1991
- Dubiaranea orba Millidge, 1991
- Dubiaranea ornata Millidge, 1991
- Dubiaranea penai (Millidge, 1985)
- Dubiaranea persimilis Millidge, 1991
- Dubiaranea procera Millidge, 1991
- Dubiaranea propinquua (Millidge, 1985)
- Dubiaranea propria Millidge, 1991
- Dubiaranea proxima Millidge, 1991
- Dubiaranea pulchra Millidge, 1991
- Dubiaranea pullata Millidge, 1991
- Dubiaranea remota Millidge, 1991
- Dubiaranea rufula Millidge, 1991
- Dubiaranea saucia Millidge, 1991
- Dubiaranea setigera Millidge, 1991
- Dubiaranea signifera Millidge, 1991
- Dubiaranea silvae Millidge, 1991
- Dubiaranea silvicola Millidge, 1991
- Dubiaranea similis Millidge, 1991
- Dubiaranea solita Millidge, 1991
- Dubiaranea speciosa Millidge, 1991
- Dubiaranea stellata (Millidge, 1985)
- Dubiaranea subtilis (Keyserling, 1886)
- Dubiaranea teres Millidge, 1991
- Dubiaranea tridentata Millidge, 1993
- Dubiaranea tristis (Mello-Leitão, 1941)
- Dubiaranea truncata Millidge, 1991
- Dubiaranea turbidula (Keyserling, 1886)
- Dubiaranea usitata Millidge, 1991
- Dubiaranea varia Millidge, 1991
- Dubiaranea variegata Millidge, 1991
- Dubiaranea versicolor Millidge, 1991
- Dubiaranea veterana Millidge, 1991
- Dubiaranea vetusta Millidge, 1991

## Dumoga
Dumoga Millidge & Russell-Smith, 1992
- Dumoga arboricola Millidge & Russell-Smith, 1992
- Dumoga complexipalpis Millidge & Russell-Smith, 1992

## Dunedinia
Dunedinia Millidge, 1988
- Dunedinia decolor Millidge, 1988
- Dunedinia denticulata Millidge, 1988
- Dunedinia occidentalis Millidge, 1993
- Dunedinia opaca Millidge, 1993
- Dunedinia pullata Millidge, 1988

## Eborilaira
Eborilaira Eskov, 1989
- Eborilaira alpina Eskov, 1989

## Eldonnia
Eldonnia Tanasevitch, 2008
- Eldonnia kayaensis (Paik, 1965)

## Emenista
Emenista Simon, 1894
- Emenista bisinuosa Simon, 1894

## Enguterothrix
Enguterothrix Denis, 1962
- Enguterothrix crinipes Denis, 1962
- Enguterothrix fuscipalpis Denis, 1962
- Enguterothrix tenuipalpis Holm, 1968

## Entelecara
Entelecara Simon, 1884
- Entelecara acuminata (Wider, 1834)
- Entelecara aestiva Simon, 1918
- Entelecara aurea Gao & Zhu, 1993
- Entelecara cacuminum Denis, 1954
- Entelecara congenera (O. P.-Cambridge, 1879)
- Entelecara dabudongensis Paik, 1983
- Entelecara errata O. P.-Cambridge, 1913
- Entelecara erythropus (Westring, 1851)
- Entelecara flavipes (Blackwall, 1834)
- Entelecara forsslundi Tullgren, 1955
- Entelecara helfridae Tullgren, 1955
- Entelecara italica Thaler, 1984
- Entelecara klefbecki Tullgren, 1955
- Entelecara media Kulczyński, 1887
- Entelecara obscura Miller, 1971
- Entelecara omissa O. P.-Cambridge, 1902
- Entelecara schmitzi Kulczyński, 1905
- Entelecara sombra (Chamberlin & Ivie, 1947)
- Entelecara strandi Kolosváry, 1934
- Entelecara tanikawai Tazoe, 1993
- Entelecara truncatifrons (O. P.-Cambridge, 1875)
- Entelecara turbinata Simon, 1918

## Eordea
Eordea Simon, 1899
- Eordea bicolor Simon, 1899

## Epibellowia
Epibellowia Tanasevitch, 1996
- Epibellowia enormita (Tanasevitch, 1988)
- Epibellowia pacifica (Eskov & Marusik, 1992)
- Epibellowia septentrionalis (Oi, 1960)

## Epiceraticelus
Epiceraticelus Crosby & Bishop, 1931
- Epiceraticelus fluvialis Crosby & Bishop, 1931

## Epigyphantes
Epigyphantes Saaristo & Tanasevitch, 2004
- Epigyphantes epigynatus (Tanasevitch, 1988)

## Epigytholus
Epigytholus Tanasevitch, 1996
- Epigytholus kaszabi (Wunderlich, 1995)

## Episolder
Episolder Tanasevitch, 1996
- Episolder finitimus Tanasevitch, 1996

## Epiwubana
Epiwubana Millidge, 1991
- Epiwubana jucunda Millidge, 1991

## Eridantes
Eridantes Crosby & Bishop, 1933
- Eridantes erigonoides (Emerton, 1882)
- Eridantes utibilis Crosby & Bishop, 1933

## Erigone
Erigone Audouin, 1826
- Erigone albescens Banks, 1898
- Erigone aletris Crosby & Bishop, 1928
- Erigone allani Chamberlin & Ivie, 1947
- Erigone alsaida Crosby & Bishop, 1928
- Erigone angela Chamberlin & Ivie, 1939
- Erigone antarctica Simon, 1884
- Erigone antegona Chickering, 1970
- Erigone aptuna Chickering, 1970
- Erigone arctica (White, 1852)
  - Erigone arctica maritima Kulczyński, 1902
  - Erigone arctica palaearctica Braendegaard, 1934
  - Erigone arctica sibirica Kulczyński, 1908
  - Erigone arctica soerenseni Holm, 1956
- Erigone arcticola Chamberlin & Ivie, 1947
- Erigone arctophylacis Crosby & Bishop, 1928
- Erigone aspura Chamberlin & Ivie, 1939
- Erigone atra Blackwall, 1833
- Erigone autumnalis Emerton, 1882
- Erigone barrowsi Crosby & Bishop, 1928
- Erigone benes Chamberlin & Ivie, 1939
- Erigone bereta Chickering, 1970
- Erigone bifurca Locket, 1982
- Erigone blaesa Crosby & Bishop, 1928
- Erigone brevipes Tu & Li, 2004
- Erigone canthognatha Chamberlin & Ivie, 1935
- Erigone clavipalpis Millidge, 1991
- Erigone coloradensis Keyserling, 1886
- Erigone convalescens Jocqué, 1985
- Erigone cristatopalpus Simon, 1884
- Erigone crosbyi Schenkel, 1950
- Erigone decens Thorell, 1871
- Erigone dentichelis Miller, 1970
- Erigone denticulata Chamberlin & Ivie, 1939
- Erigone dentigera O. P.-Cambridge, 1874
- Erigone dentipalpis (Wider, 1834)
  - Erigone dentipalpis syriaca O. P.-Cambridge, 1872
- Erigone dentosa O. P.-Cambridge, 1894
- Erigone digena Chickering, 1970
- Erigone dipona Chickering, 1970
- Erigone dumitrescuae Georgescu, 1969
- Erigone edentata Saito & Ono, 2001
- Erigone eisenschmidti Wunderlich, 1976
- Erigone ephala Crosby & Bishop, 1928
- Erigone fellita Keyserling, 1886
- Erigone fluctuans O. P.-Cambridge, 1875
- Erigone fluminea Millidge, 1991
- Erigone grandidens Tu & Li, 2004
- Erigone himeshimensis Strand, 1918
- Erigone hydrophytae Ivie & Barrows, 1935
- Erigone hypenema Crosby & Bishop, 1928
- Erigone hypoarctica Eskov, 1989
- Erigone infernalis Keyserling, 1886
- Erigone irrita Jocqué, 1984
- Erigone jaegeri Baehr, 1984
- Erigone jugorum Simon, 1884
- Erigone koratensis Strand, 1918
- Erigone koshiensis Oi, 1960
- Erigone lata Song & Li, 2008
- Erigone longipalpis (Sundevall, 1830)
  - Erigone longipalpis meridionalis Simon, 1926
  - Erigone longipalpis pirini Deltshev, 1983
- Erigone malvari Barrion & Litsinger, 1995
- Erigone marina L. Koch, 1882
- Erigone matanuskae Chamberlin & Ivie, 1947
- Erigone miniata Baert, 1990
- Erigone monterreyensis Gertsch & Davis, 1937
- Erigone neocaledonica Kritscher, 1966
- Erigone nepalensis Wunderlich, 1983
- Erigone nigrimana Thorell, 1875
- Erigone nitidithorax Miller, 1970
- Erigone ostiaria Crosby & Bishop, 1928
- Erigone palustris Millidge, 1991
- Erigone paradisicola Crosby & Bishop, 1928
- Erigone pauperula (Bösenberg & Strand, 1906)
- Erigone personata Gertsch & Davis, 1936
- Erigone poeyi Simon, 1897
- Erigone praecursa Chamberlin & Ivie, 1939
- Erigone prominens Bösenberg & Strand, 1906
- Erigone promiscua (O. P.-Cambridge, 1873)
- Erigone pseudovagans Caporiacco, 1935
- Erigone psychrophila Thorell, 1871
- Erigone reducta Schenkel, 1950
- Erigone remota L. Koch, 1869
  - Erigone remota dentigera Simon, 1926
- Erigone rohtangensis Tikader, 1981
- Erigone rutila Millidge, 1995
- Erigone sagibia Strand, 1918
- Erigone sagicola Dönitz & Strand, 1906
- Erigone sinensis Schenkel, 1936
- Erigone sirimonensis Bosmans, 1977
- Erigone spadix Thorell, 1875
- Erigone strandi Kolosváry, 1934
- Erigone stygia Gertsch, 1973
- Erigone svenssoni Holm, 1975
- Erigone tamazunchalensis Gertsch & Davis, 1937
- Erigone tanana Chamberlin & Ivie, 1947
- Erigone tenuimana Simon, 1884
- Erigone tepena Chickering, 1970
- Erigone tirolensis L. Koch, 1872
- Erigone tolucana Gertsch & Davis, 1937
- Erigone tristis (Banks, 1892)
- Erigone uintana Chamberlin & Ivie, 1935
- Erigone uliginosa Millidge, 1991
- Erigone watertoni Simon, 1897
- Erigone welchi Jackson, 1911
- Erigone whitneyana Chamberlin & Ivie, 1935
- Erigone whymperi O. P.-Cambridge, 1877
  - Erigone whymperi minor Jackson, 1933
- Erigone wiltoni Locket, 1973
- Erigone zabluta Keyserling, 1886
- Erigone zheduoshanensis Song & Li, 2008

## Erigonella
Erigonella Dahl, 1901
- Erigonella groenlandica Strand, 1905
- Erigonella hiemalis (Blackwall, 1841)
- Erigonella ignobilis (O. P.-Cambridge, 1871)
- Erigonella stubbei Heimer, 1987
- Erigonella subelevata (L. Koch, 1869)
  - Erigonella subelevata pyrenaea Denis, 1964

## Erigonoploides
Erigonoploides Eskov, 1989
- Erigonoploides cardiratus Eskov, 1989

## Erigonoplus
Erigonoplus Simon, 1884
- Erigonoplus castellanus (O. P.-Cambridge, 1875)
- Erigonoplus depressifrons (Simon, 1884)
- Erigonoplus dilatus (Denis, 1949)
- Erigonoplus globipes (L. Koch, 1872)
- Erigonoplus inclarus (Simon, 1881)
- Erigonoplus inspinosus Wunderlich, 1995
- Erigonoplus jarmilae (Miller, 1943)
- Erigonoplus justus (O. P.-Cambridge, 1875)
- Erigonoplus kirghizicus Tanasevitch, 1989
- Erigonoplus latefissus (Denis, 1968)
- Erigonoplus minaretifer Eskov, 1986
- Erigonoplus nasutus (O. P.-Cambridge, 1879)
- Erigonoplus nigrocaeruleus (Simon, 1881)
- Erigonoplus ninae Tanasevitch & Fet, 1986
- Erigonoplus nobilis Thaler, 1991
- Erigonoplus sengleti Tanasevitch, 2008
- Erigonoplus setosus Wunderlich, 1995
- Erigonoplus sibiricus Eskov & Marusik, 1997
- Erigonoplus simplex Millidge, 1979
- Erigonoplus spinifemuralis Dimitrov, 2003
- Erigonoplus turriger (Simon, 1881)
- Erigonoplus zagros Tanasevitch, 2009

## Erigonops
Erigonops Scharff, 1990
- Erigonops littoralis (Hewitt, 1915)

## Erigophantes
Erigophantes Wunderlich, 1995
- Erigophantes borneoensis Wunderlich, 1995

## Eskovia
Eskovia Marusik & Saaristo, 1999
- Eskovia exarmata (Eskov, 1989)
- Eskovia mongolica Marusik & Saaristo, 1999

## Eskovina
Eskovina Kocak & Kemal, 2006
- Eskovina clava (Zhu & Wen, 1980)

## Estrandia
Estrandia Blauvelt, 1936
- Estrandia grandaeva (Keyserling, 1886)

## Eulaira
Eulaira Chamberlin & Ivie, 1933
- Eulaira altura Chamberlin & Ivie, 1945
- Eulaira arctoa Holm, 1960
- Eulaira chelata Chamberlin & Ivie, 1939
- Eulaira dela Chamberlin & Ivie, 1933
- Eulaira delana Chamberlin & Ivie, 1939
- Eulaira hidalgoana Gertsch & Davis, 1937
- Eulaira kaiba Chamberlin, 1949
- Eulaira mana Chamberlin & Ivie, 1935
- Eulaira obscura Chamberlin & Ivie, 1945
- Eulaira schediana Chamberlin & Ivie, 1933
  - Eulaira schediana nigrescens Chamberlin & Ivie, 1945
- Eulaira simplex (Chamberlin, 1919)
- Eulaira suspecta Gertsch & Mulaik, 1936
- Eulaira thumbia Chamberlin & Ivie, 1945
- Eulaira wioma Chamberlin, 1949

## Eurymorion
Eurymorion Millidge, 1993
- Eurymorion insigne (Millidge, 1991)
- Eurymorion mourai Rodrigues & Ott, 2010
- Eurymorion murici Rodrigues & Ott, 2010
- Eurymorion nobile (Millidge, 1991)
- Eurymorion triunfo Rodrigues & Ott, 2010

## Evansia
Evansia O. P.-Cambridge, 1900
- Evansia merens O. P.-Cambridge, 1900

## Exechopsis
Exechopsis Millidge, 1991
- Exechopsis conspicua Millidge, 1991
- Exechopsis versicolor Millidge, 1991

## Exocora
Exocora Millidge, 1991
- Exocora pallida Millidge, 1991
- Exocora proba Millidge, 1991

## Fageiella
Fageiella Kratochvíl, 1934
- Fageiella ensigera Deeleman-Reinhold, 1974
- Fageiella patellata (Kulczyński, 1913)

## Falklandoglenes
Falklandoglenes Usher, 1983
- Falklandoglenes spinosa Usher, 1983

## Fissiscapus
Fissiscapus Millidge, 1991
- Fissiscapus attercop Miller, 2007
- Fissiscapus fractus Millidge, 1991
- Fissiscapus pusillus Millidge, 1991

## Fistulaphantes
Fistulaphantes Tanasevitch & Saaristo, 2006
- Fistulaphantes canalis Tanasevitch & Saaristo, 2006

## Flagelliphantes
Flagelliphantes Saaristo & Tanasevitch, 1996
- Flagelliphantes bergstromi (Schenkel, 1931)
- Flagelliphantes flagellifer (Tanasevitch, 1988)
- Flagelliphantes sterneri (Eskov & Marusik, 1994)

## Floricomus
Floricomus Crosby & Bishop, 1925
- Floricomus bishopi Ivie & Barrows, 1935
- Floricomus crosbyi Ivie & Barrows, 1935
- Floricomus littoralis Chamberlin & Ivie, 1935
- Floricomus mulaiki Gertsch & Davis, 1936
- Floricomus nasutus (Emerton, 1911)
- Floricomus nigriceps (Banks, 1906)
- Floricomus ornatulus Gertsch & Ivie, 1936
- Floricomus plumalis (Crosby, 1905)
- Floricomus praedesignatus Bishop & Crosby, 1935
- Floricomus pythonicus Crosby & Bishop, 1925
- Floricomus rostratus (Emerton, 1882)
- Floricomus setosus Chamberlin & Ivie, 1944
- Floricomus tallulae Chamberlin & Ivie, 1944

## Florinda
Florinda O. P.-Cambridge, 1896
- Florinda coccinea (Hentz, 1850)

## Floronia
Floronia Simon, 1887
- Floronia annulipes Berland, 1913
- Floronia bucculenta (Clerck, 1757)
- Floronia exornata (L. Koch, 1878)
- Floronia hunanensis Li & Song, 1993
- Floronia jiuhuensis Li & Zhu, 1987
- Floronia zhejiangensis Zhu, Chen & Sha, 1987

## Formiphantes
Formiphantes Saaristo & Tanasevitch, 1996
- Formiphantes lephthyphantiformis (Strand, 1907)

## Frederickus
Frederickus Paquin et al., 2008
- Frederickus coylei Paquin et al., 2008
- Frederickus wilburi (Levi & Levi, 1955)

## Frontella
Frontella Kulczyński, 1908
- Frontella pallida Kulczyński, 1908

## Frontinella
Frontinella F. O. P.-Cambridge, 1902
- Frontinella bella Bryant, 1948
- Frontinella communis (Hentz, 1850)
- Frontinella huachuca Gertsch & Davis, 1946
  - Frontinella huachuca benevola Gertsch & Davis, 1946
- Frontinella hubeiensis Li & Song, 1993
- Frontinella laeta (O. P.-Cambridge, 1898)
- Frontinella omega Kraus, 1955
- Frontinella potosia Gertsch & Davis, 1946
- Frontinella tibialis F. O. P.-Cambridge, 1902
- Frontinella zhui Li & Song, 1993

## Frontinellina
Frontinellina van Helsdingen, 1969
- Frontinellina dearmata (Kulczyński, 1899)
- Frontinellina frutetorum (C. L. Koch, 1834)
- Frontinellina locketi van Helsdingen, 1970

## Frontiphantes
Frontiphantes Wunderlich, 1987
- Frontiphantes fulgurenotatus (Schenkel, 1938)

## Fusciphantes
Fusciphantes Oi, 1960
- Fusciphantes hibanus (Saito, 1992)
- Fusciphantes iharai (Saito, 1992)
- Fusciphantes longiscapus Oi, 1960
- Fusciphantes nojimai (Ihara, 1995)
- Fusciphantes okiensis (Ihara, 1995)
- Fusciphantes saitoi (Ihara, 1995)
- Fusciphantes setouchi (Ihara, 1995)
- Fusciphantes tsurusakii (Ihara, 1995)

## Gibbafroneta
Gibbafroneta Merrett, 2004
- Gibbafroneta gibbosa Merrett, 2004

## Gibothorax
Gibothorax Eskov, 1989
- Gibothorax tchernovi Eskov, 1989

## Gigapassus
Gigapassus Miller, 2007
- Gigapassus octarine Miller, 2007

## Glyphesis
Glyphesis Simon, 1926
- Glyphesis asiaticus Eskov, 1989
- Glyphesis cottonae (La Touche, 1946)
- Glyphesis idahoanus (Chamberlin, 1949)
- Glyphesis nemoralis Esyunin & Efimik, 1994
- Glyphesis scopulifer (Emerton, 1882)
- Glyphesis servulus (Simon, 1881)
- Glyphesis taoplesius Wunderlich, 1969

## Gnathonargus
Gnathonargus Bishop & Crosby, 1935
- Gnathonargus unicorn (Banks, 1892)

## Gnathonarium
Gnathonarium Karsch, 1881
- Gnathonarium biconcavum Tu & Li, 2004
- Gnathonarium dentatum (Wider, 1834)
  - Gnathonarium dentatum orientale (O. P.-Cambridge, 1872)
- Gnathonarium exsiccatum (Bösenberg & Strand, 1906)
- Gnathonarium gibberum Oi, 1960
- Gnathonarium suppositum (Kulczyński, 1885)
- Gnathonarium taczanowskii (O. P.-Cambridge, 1873)

## Gnathonaroides
Gnathonaroides Bishop & Crosby, 1938
- Gnathonaroides pedalis (Emerton, 1923)

## Gonatium
Gonatium Menge, 1868
- Gonatium arimaense Oi, 1960
- Gonatium biimpressum Simon, 1884
- Gonatium cappadocium Millidge, 1981
- Gonatium crassipalpum Bryant, 1933
- Gonatium dayense Simon, 1884
- Gonatium ensipotens (Simon, 1881)
- Gonatium fuscum Bösenberg, 1902
- Gonatium geniculosum Simon, 1918
- Gonatium gilbum Bösenberg, 1902
- Gonatium hilare (Thorell, 1875)
- Gonatium japonicum Simon, 1906
- Gonatium nemorivagum (O. P.-Cambridge, 1875)
- Gonatium nipponicum Millidge, 1981
- Gonatium occidentale Simon, 1918
- Gonatium orientale Fage, 1931
- Gonatium pacificum Eskov, 1989
- Gonatium pallidum Bösenberg, 1902
- Gonatium paradoxum (L. Koch, 1869)
- Gonatium petrunkewitschi Caporiacco, 1949
- Gonatium rubellum (Blackwall, 1841)
- Gonatium rubens (Blackwall, 1833)
- Gonatium strugaense Drensky, 1929

## Gonatoraphis
Gonatoraphis Millidge, 1991
- Gonatoraphis aenea Millidge, 1991
- Gonatoraphis lobata Millidge, 1991
- Gonatoraphis lysistrata Miller, 2007

## Goneatara
Goneatara Bishop & Crosby, 1935
- Goneatara eranistes (Crosby & Bishop, 1927)
- Goneatara nasutus (Barrows, 1943)
- Goneatara platyrhinus (Crosby & Bishop, 1927)
- Goneatara plausibilis Bishop & Crosby, 1935

## Gongylidiellum
Gongylidiellum Simon, 1884
- Gongylidiellum blandum Miller, 1970
- Gongylidiellum chiardolae Caporiacco, 1935
- Gongylidiellum compar (Westring, 1861)
- Gongylidiellum confusum Thaler, 1987
- Gongylidiellum crassipes Denis, 1952
- Gongylidiellum edentatum Miller, 1951
- Gongylidiellum hipponense (Simon, 1926)
- Gongylidiellum kathmanduense Wunderlich, 1983
- Gongylidiellum latebricola (O. P.-Cambridge, 1871)
- Gongylidiellum linguiformis Tu & Li, 2004
- Gongylidiellum minutum (Banks, 1892)
- Gongylidiellum murcidum Simon, 1884
- Gongylidiellum nepalense Wunderlich, 1983
- Gongylidiellum nigrolimbatum Caporiacco, 1935
- Gongylidiellum orduense Wunderlich, 1995
- Gongylidiellum tennesseense Petrunkevitch, 1925
- Gongylidiellum vivum (O. P.-Cambridge, 1875)

## Gongylidioides
Gongylidioides Oi, 1960
- Gongylidioides acmodontus Tu & Li, 2006
- Gongylidioides angustus Tu & Li, 2006
- Gongylidioides communis Saito & Ono, 2001
- Gongylidioides cucullatus Oi, 1960
- Gongylidioides diellipticus Song & Li, 2008
- Gongylidioides foratus (Ma & Zhu, 1990)
- Gongylidioides galeritus Saito & Ono, 2001
- Gongylidioides griseolineatus (Schenkel, 1936)
- Gongylidioides kaihotsui Saito & Ono, 2001
- Gongylidioides keralaensis Tanasevitch, 2011
- Gongylidioides kouqianensis Tu & Li, 2006
- Gongylidioides monocornis Saito & Ono, 2001
- Gongylidioides onoi Tazoe, 1994
- Gongylidioides pectinatus Tanasevitch, 2011
- Gongylidioides rimatus (Ma & Zhu, 1990)
- Gongylidioides ussuricus Eskov, 1992

## Gongylidium
Gongylidium Menge, 1868
- Gongylidium baltoroi Caporiacco, 1935
- Gongylidium gebhardti Kolosváry, 1934
- Gongylidium rufipes (Linnaeus, 1758)
- Gongylidium rugulosum Song & Li, 2010
- Gongylidium soror Thaler, 1993

## Gorbothorax
Gorbothorax Tanasevitch, 1998
- Gorbothorax comatus Tanasevitch, 1998
- Gorbothorax conicus Tanasevitch, 1998
- Gorbothorax setifer Tanasevitch, 1998
- Gorbothorax ungibbus Tanasevitch, 1998
- Gorbothorax wunderlichi (Brignoli, 1983)

## Grammonota
Grammonota Emerton, 1882
- Grammonota angusta Dondale, 1959
- Grammonota barnesi Dondale, 1959
- Grammonota calcarata Bryant, 1948
- Grammonota capitata Emerton, 1924
- Grammonota chamberlini Ivie & Barrows, 1935
- Grammonota coloradensis Dondale, 1959
- Grammonota culebra Müller & Heimer, 1991
- Grammonota dalunda Chickering, 1970
- Grammonota dubia (O. P.-Cambridge, 1898)
- Grammonota electa Bishop & Crosby, 1933
- Grammonota emertoni Bryant, 1940
- Grammonota gentilis Banks, 1898
- Grammonota gigas (Banks, 1896)
- Grammonota innota Chickering, 1970
- Grammonota inornata Emerton, 1882
- Grammonota insana (Banks, 1898)
- Grammonota inusiata Bishop & Crosby, 1933
- Grammonota jamaicensis Dondale, 1959
- Grammonota kincaidi (Banks, 1906)
- Grammonota lutacola Chickering, 1970
- Grammonota maculata Banks, 1896
- Grammonota maritima Emerton, 1925
- Grammonota nigriceps Banks, 1898
- Grammonota nigrifrons Gertsch & Mulaik, 1936
- Grammonota ornata (O. P.-Cambridge, 1875)
- Grammonota pallipes Banks, 1895
- Grammonota pergrata (O. P.-Cambridge, 1894)
- Grammonota pictilis (O. P.-Cambridge, 1875)
- Grammonota salicicola Chamberlin, 1949
- Grammonota samariensis Müller & Heimer, 1991
- Grammonota secata Chickering, 1970
- Grammonota semipallida Emerton, 1919
- Grammonota subarctica Dondale, 1959
- Grammonota suspiciosa Gertsch & Mulaik, 1936
- Grammonota tabuna Chickering, 1970
- Grammonota teresta Chickering, 1970
- Grammonota texana (Banks, 1899)
- Grammonota trivittata Banks, 1895
  - Grammonota trivittata georgiana Chamberlin & Ivie, 1944
- Grammonota vittata Barrows, 1919
- Grammonota zephyra Dondale, 1959

## Graphomoa
Graphomoa Chamberlin, 1924
- Graphomoa theridioides Chamberlin, 1924

## Gravipalpus
Gravipalpus Millidge, 1991
- Gravipalpus callosus Millidge, 1991
- Gravipalpus crassus Millidge, 1991
- Gravipalpus standifer Miller, 2007

## Habreuresis
Habreuresis Millidge, 1991
- Habreuresis falcata Millidge, 1991
- Habreuresis recta Millidge, 1991

## Halorates
Halorates Hull, 1911
- Halorates concavus Tanasevitch, 2011
- Halorates reprobus (O. P.-Cambridge, 1879)
- Halorates sexastriatus Fei, Gao & Chen, 1997

## Haplinis
Haplinis Simon, 1894
- Haplinis abbreviata (Blest, 1979)
- Haplinis alticola Blest & Vink, 2002
- Haplinis anomala Blest & Vink, 2003
- Haplinis antipodiana Blest & Vink, 2002
- Haplinis attenuata Blest & Vink, 2002
- Haplinis australis Blest & Vink, 2003
- Haplinis banksi (Blest, 1979)
- Haplinis brevipes (Blest, 1979)
- Haplinis chiltoni (Hogg, 1911)
- Haplinis contorta (Blest, 1979)
- Haplinis diloris (Urquhart, 1886)
- Haplinis dunstani (Blest, 1979)
- Haplinis exigua Blest & Vink, 2002
- Haplinis fluviatilis (Blest, 1979)
- Haplinis fucatinia (Urquhart, 1894)
- Haplinis fulvolineata Blest & Vink, 2002
- Haplinis horningi (Blest, 1979)
- Haplinis inexacta (Blest, 1979)
- Haplinis innotabilis (Blest, 1979)
- Haplinis insignis (Blest, 1979)
- Haplinis major (Blest, 1979)
- Haplinis marplesi Blest & Vink, 2003
- Haplinis minutissima (Blest, 1979)
- Haplinis morainicola Blest & Vink, 2002
- Haplinis mundenia (Urquhart, 1894)
- Haplinis paradoxa (Blest, 1979)
- Haplinis redacta (Blest, 1979)
- Haplinis rufocephala (Urquhart, 1888)
- Haplinis rupicola (Blest, 1979)
- Haplinis silvicola (Blest, 1979)
- Haplinis similis (Blest, 1979)
- Haplinis subclathrata Simon, 1894
- Haplinis subdola (O. P.-Cambridge, 1879)
- Haplinis subtilis Blest & Vink, 2002
- Haplinis taranakii (Blest, 1979)
- Haplinis tegulata (Blest, 1979)
- Haplinis titan (Blest, 1979)
- Haplinis tokaanuae Blest & Vink, 2002
- Haplinis wairarapa Blest & Vink, 2002

## Haplomaro
Haplomaro Miller, 1970
- Haplomaro denisi Miller, 1970

## Helophora
Helophora Menge, 1866
- Helophora insignis (Blackwall, 1841)
- Helophora kueideensis Hu, 2001
- Helophora orinoma (Chamberlin, 1919)
- Helophora reducta (Keyserling, 1886)
- Helophora tunagyna Chamberlin & Ivie, 1943

## Helsdingenia
Helsdingenia Saaristo & Tanasevitch, 2003
- Helsdingenia ceylonica (van Helsdingen, 1985)
- Helsdingenia extensa (Locket, 1968)
- Helsdingenia hebes (Locket & Russell-Smith, 1980)
- Helsdingenia hebesoides Saaristo & Tanasevitch, 2003

## Herbiphantes
Herbiphantes Tanasevitch, 1992
- Herbiphantes cericeus (Saito, 1934)
- Herbiphantes longiventris Tanasevitch, 1992
- Herbiphantes pratensis Tanasevitch, 1992

## Heterolinyphia
Heterolinyphia Wunderlich, 1973
- Heterolinyphia secunda Thaler, 1999
- Heterolinyphia tarakotensis Wunderlich, 1973

## Heterotrichoncus
Heterotrichoncus Wunderlich, 1970
- Heterotrichoncus pusillus (Miller, 1958)

## Hilaira
Hilaira Simon, 1884
- Hilaira asiatica Eskov, 1987
- Hilaira banini Marusik & Tanasevitch, 2003
- Hilaira canaliculata (Emerton, 1915)
- Hilaira dapaensis Wunderlich, 1983
- Hilaira devitata Eskov, 1987
- Hilaira excisa (O. P.-Cambridge, 1871)
- Hilaira gertschi Holm, 1960
- Hilaira gibbosa Tanasevitch, 1982
- Hilaira glacialis (Thorell, 1871)
- Hilaira herniosa (Thorell, 1875)
- Hilaira incondita (L. Koch, 1879)
- Hilaira jamalensis Eskov, 1981
- Hilaira marusiki Eskov, 1987
- Hilaira minuta Eskov, 1979
- Hilaira nivalis Holm, 1937
- Hilaira nubigena Hull, 1911
- Hilaira pelikena Eskov, 1987
- Hilaira pervicax Hull, 1908
- Hilaira proletaria (L. Koch, 1879)
- Hilaira sibirica Eskov, 1987
- Hilaira syrojeczkovskii Eskov, 1981
- Hilaira tuberculifera Sha & Zhu, 1995
- Hilaira vexatrix (O. P.-Cambridge, 1877)

## Himalaphantes
Himalaphantes Tanasevitch, 1992
- Himalaphantes azumiensis (Oi, 1979)
- Himalaphantes grandiculus (Tanasevitch, 1987)
- Himalaphantes magnus (Tanasevitch, 1987)
- Himalaphantes martensi (Thaler, 1987)

## Holma
Holma Locket, 1974
- Holma bispicata Locket, 1974

## Holmelgonia
Holmelgonia Jocqué & Scharff, 2007
- Holmelgonia annemetteae (Scharff, 1990)
- Holmelgonia annulata (Jocqué & Scharff, 1986)
- Holmelgonia basalis (Jocqué & Scharff, 1986)
- Holmelgonia brachystegiae (Jocqué, 1981)
- Holmelgonia falciformis (Scharff, 1990)
- Holmelgonia hirsuta (Miller, 1970)
- Holmelgonia holmi (Miller, 1970)
- Holmelgonia limpida (Miller, 1970)
- Holmelgonia nemoralis (Holm, 1962)
- Holmelgonia perturbatrix (Jocqué & Scharff, 1986)
- Holmelgonia producta (Bosmans, 1988)
- Holmelgonia projecta (Jocqué & Scharff, 1986)
- Holmelgonia rungwensis (Jocqué & Scharff, 1986)
- Holmelgonia stoltzei (Jocqué & Scharff, 1986)

## Holminaria
Holminaria Eskov, 1991
- Holminaria pallida Eskov, 1991
- Holminaria prolata (O. P.-Cambridge, 1873)
- Holminaria sibirica Eskov, 1991

## Horcotes
Horcotes Crosby & Bishop, 1933
- Horcotes quadricristatus (Emerton, 1882)
- Horcotes strandi (Sytshevskaja, 1935)
- Horcotes uncinatus Barrows, 1945

## Houshenzinus
Houshenzinus Tanasevitch, 2006
- Houshenzinus rimosus Tanasevitch, 2006

## Hubertella
Hubertella Platnick, 1989
- Hubertella orientalis (Georgescu, 1977)
- Hubertella thankurensis (Wunderlich, 1983)

## Hybauchenidium
Hybauchenidium Holm, 1973
- Hybauchenidium aquilonare (L. Koch, 1879)
- Hybauchenidium cymbadentatum (Crosby & Bishop, 1935)
- Hybauchenidium ferrumequinum (Grube, 1861)
- Hybauchenidium gibbosum (Sørensen, 1898)

## Hybocoptus
Hybocoptus Simon, 1884
- Hybocoptus corrugis (O. P.-Cambridge, 1875)
- Hybocoptus dubius Denis, 1950
- Hybocoptus ericicola (Simon, 1881)

## Hylyphantes
Hylyphantes Simon, 1884
- Hylyphantes birmanicus (Thorell, 1895)
- Hylyphantes geniculatus Tu & Li, 2003
- Hylyphantes graminicola (Sundevall, 1830)
- Hylyphantes nigritus (Simon, 1881)
- Hylyphantes spirellus Tu & Li, 2005
- Hylyphantes tanikawai Ono & Saito, 2001

## Hyperafroneta
Hyperafroneta Blest, 1979
- Hyperafroneta obscura Blest, 1979

## Hypomma
Hypomma Dahl, 1886
- Hypomma affine Schenkel, 1930
- Hypomma bituberculatum (Wider, 1834)
- Hypomma brevitibiale (Wunderlich, 1980)
- Hypomma clypeatum Roewer, 1942
- Hypomma coalescera (Kritscher, 1966)
- Hypomma cornutum (Blackwall, 1833)
- Hypomma fulvum (Bösenberg, 1902)
- Hypomma marxi (Keyserling, 1886)
- Hypomma nordlandicum Chamberlin & Ivie, 1947
- Hypomma subarcticum Chamberlin & Ivie, 1947

## Hypselistes
Hypselistes Simon, 1894
- Hypselistes acutidens Gao, Sha & Zhu, 1989
- Hypselistes asiaticus Bösenberg & Strand, 1906
- Hypselistes australis Saito & Ono, 2001
- Hypselistes basarukini Marusik & Leech, 1993
- Hypselistes florens (O. P.-Cambridge, 1875)
  - Hypselistes florens bulbiceps Chamberlin & Ivie, 1935
- Hypselistes fossilobus Fei & Zhu, 1993
- Hypselistes jacksoni (O. P.-Cambridge, 1902)
- Hypselistes kolymensis Marusik & Leech, 1993
- Hypselistes paludicola Tullgren, 1955
- Hypselistes semiflavus (L. Koch, 1879)

## Hypselocara
Hypselocara Millidge, 1991
- Hypselocara altissimum (Simon, 1894)

## Hypsocephalus
Hypsocephalus Millidge, 1978
- Hypsocephalus huberti (Millidge, 1975)
- Hypsocephalus nesiotes (Simon, 1914)
- Hypsocephalus paulae (Simon, 1918)
- Hypsocephalus pusillus (Menge, 1869)

## Ibadana
Ibadana Locket & Russell-Smith, 1980
- Ibadana cuspidata Locket & Russell-Smith, 1980

## Iberoneta
Iberoneta Deeleman-Reinhold, 1984
- Iberoneta nasewoa Deeleman-Reinhold, 1984

## Icariella
Icariella Brignoli, 1979
- Icariella hauseri Brignoli, 1979

## Idionella
Idionella Banks, 1893
- Idionella anomala (Gertsch & Ivie, 1936)
- Idionella deserta (Gertsch & Ivie, 1936)
- Idionella formosa (Banks, 1892)
  - Idionella formosa pista (Chamberlin, 1949)
- Idionella nesiotes (Crosby, 1924)
- Idionella rugosa (Crosby, 1905)
- Idionella sclerata (Ivie & Barrows, 1935)
- Idionella titivillitium (Crosby & Bishop, 1925)
- Idionella tugana (Chamberlin, 1949)

## Improphantes
Improphantes Saaristo & Tanasevitch, 1996
- Improphantes biconicus (Tanasevitch, 1992)
- Improphantes complicatus (Emerton, 1882)
- Improphantes contus Tanasevitch & Piterkina, 2007
- Improphantes cypriot Tanasevitch, 2011
- Improphantes decolor (Westring, 1861)
- Improphantes djazairi (Bosmans, 1985)
- Improphantes falcatus (Bosmans, 1979)
- Improphantes flexilis (Tanasevitch, 1986)
- Improphantes furcabilis (Wunderlich, 1987)
- Improphantes geniculatus (Kulczyński, 1898)
- Improphantes holmi (Kronestedt, 1975)
- Improphantes improbulus (Simon, 1929)
- Improphantes mauensis (Caporiacco, 1949)
- Improphantes multidentatus (Wunderlich, 1987)
- Improphantes nitidus (Thorell, 1875)
- Improphantes pamiricus (Tanasevitch, 1989)
- Improphantes potanini (Tanasevitch, 1989)
- Improphantes turok Tanasevitch, 2011

## Incestophantes
Incestophantes Tanasevitch, 1992
- Incestophantes altaicus Tanasevitch, 2000
- Incestophantes amotus (Tanasevitch, 1990)
- Incestophantes ancus Tanasevitch, 1996
- Incestophantes annulatus (Kulczyński, 1882)
- Incestophantes australis Gnelitsa, 2009
- Incestophantes bonus Tanasevitch, 1996
- Incestophantes camtchadalicus (Tanasevitch, 1988)
- Incestophantes crucifer (Menge, 1866)
- Incestophantes cymbialis (Tanasevitch, 1988)
- Incestophantes duplicatus (Emerton, 1913)
- Incestophantes frigidus (Simon, 1884)
- Incestophantes incestoides (Tanasevitch & Eskov, 1987)
- Incestophantes incestus (L. Koch, 1879)
- Incestophantes khakassicus Tanasevitch, 1996
- Incestophantes kochiellus (Strand, 1900)
- Incestophantes kotulai (Kulczyński, 1905)
- Incestophantes lamprus (Chamberlin, 1920)
- Incestophantes laricetorum (Tanasevitch & Eskov, 1987)
- Incestophantes logunovi Tanasevitch, 1996
- Incestophantes mercedes (Chamberlin & Ivie, 1943)
- Incestophantes tuvensis Tanasevitch, 1996
- Incestophantes washingtoni (Zorsch, 1937)

## Indophantes
Indophantes Saaristo & Tanasevitch, 2003
- Indophantes agamus Tanasevitch & Saaristo, 2006
- Indophantes barat Saaristo & Tanasevitch, 2003
- Indophantes bengalensis Saaristo & Tanasevitch, 2003
- Indophantes digitulus (Thaler, 1987)
- Indophantes halonatus (Li & Zhu, 1995)
- Indophantes kalimantanus Saaristo & Tanasevitch, 2003
- Indophantes kinabalu Saaristo & Tanasevitch, 2003
- Indophantes lehtineni Saaristo & Tanasevitch, 2003
- Indophantes pallidus Saaristo & Tanasevitch, 2003
- Indophantes ramosus Tanasevitch, 2006
- Indophantes sumatera Saaristo & Tanasevitch, 2003
- Indophantes tonglu Tanasevitch, 2011

## Intecymbium
Intecymbium Miller, 2007
- Intecymbium antarcticum (Simon, 1895)

## Ipa
Ipa Saaristo, 2007
- Ipa keyserlingi (Ausserer, 1867)
- Ipa pepticus (Tanasevitch, 1988)
- Ipa spasskyi (Tanasevitch, 1986)
- Ipa terrenus (L. Koch, 1879)

## Ipaoides
Ipaoides Tanasevitch, 2008
- Ipaoides saaristoi Tanasevitch, 2008

## Islandiana
Islandiana Braendegaard, 1932
- Islandiana cavealis Ivie, 1965
- Islandiana coconino Ivie, 1965
- Islandiana cristata Eskov, 1987
- Islandiana falsifica (Keyserling, 1886)
- Islandiana flaveola (Banks, 1892)
- Islandiana flavoides Ivie, 1965
- Islandiana holmi Ivie, 1965
- Islandiana lasalana (Chamberlin & Ivie, 1935)
- Islandiana longisetosa (Emerton, 1882)
- Islandiana mimbres Ivie, 1965
- Islandiana muma Ivie, 1965
- Islandiana princeps Braendegaard, 1932
- Islandiana speophila Ivie, 1965
- Islandiana unicornis Ivie, 1965

## Ivielum
Ivielum Eskov, 1988
- Ivielum sibiricum Eskov, 1988

## Jacksonella
Jacksonella Millidge, 1951
- Jacksonella bidens Tanasevitch, 2011
- Jacksonella falconeri (Jackson, 1908)
- Jacksonella sexoculata Paik & Yaginuma, 1969

## Jalapyphantes
Jalapyphantes Gertsch & Davis, 1946
- Jalapyphantes cuernavaca Gertsch & Davis, 1946
- Jalapyphantes minoratus Gertsch & Davis, 1946
- Jalapyphantes obscurus Millidge, 1991
- Jalapyphantes puebla Gertsch & Davis, 1946

## Janetschekia
Janetschekia Schenkel, 1939
- Janetschekia monodon (O. P.-Cambridge, 1872)
- Janetschekia necessaria Tanasevitch, 1985

## Johorea
Johorea Locket, 1982
- Johorea decorata Locket, 1982

## Juanfernandezia
Juanfernandezia Koçak & Kemal, 2008
- Juanfernandezia melanocephala (Millidge, 1991)

## Kaestneria
Kaestneria Wiehle, 1956
- Kaestneria bicultrata Chen & Yin, 2000
- Kaestneria dorsalis (Wider, 1834)
- Kaestneria longissima (Zhu & Wen, 1983)
- Kaestneria minima Locket, 1982
- Kaestneria pullata (O. P.-Cambridge, 1863)
- Kaestneria rufula (Hackman, 1954)
- Kaestneria torrentum (Kulczyński, 1882)

## Kagurargus
Kagurargus Ono, 2007
- Kagurargus kikuyai Ono, 2007

## Karita
Karita Tanasevitch, 2007
- Karita paludosa (Duffey, 1971)

## Kenocymbium
Kenocymbium Millidge & Russell-Smith, 1992
- Kenocymbium deelemanae Millidge & Russell-Smith, 1992
- Kenocymbium simile Millidge & Russell-Smith, 1992

## Ketambea
Ketambea Millidge & Russell-Smith, 1992
- Ketambea permixta Millidge & Russell-Smith, 1992
- Ketambea rostrata Millidge & Russell-Smith, 1992
- Ketambea vermiformis Millidge & Russell-Smith, 1992

## Kikimora
Kikimora Eskov, 1988
- Kikimora palustris Eskov, 1988

## Knischatiria
Knischatiria Wunderlich, 1976
- Knischatiria abnormis Wunderlich, 1976
- Knischatiria longispina Wunderlich, 1995
- Knischatiria tuberosa Wunderlich, 1995

## Koinothrix
Koinothrix Jocqué, 1981
- Koinothrix pequenops Jocqué, 1981

## Kolymocyba
Kolymocyba Eskov, 1989
- Kolymocyba petrophila Eskov, 1989

## Kratochviliella
Kratochviliella Miller, 1938
- Kratochviliella bicapitata Miller, 1938

## Labicymbium
Labicymbium Millidge, 1991
- Labicymbium ambiguum Millidge, 1991
- Labicymbium auctum Millidge, 1991
- Labicymbium avium Millidge, 1991
- Labicymbium breve Millidge, 1991
- Labicymbium cognatum Millidge, 1991
- Labicymbium cordiforme Millidge, 1991
- Labicymbium curitiba Rodrigues, 2008
- Labicymbium dentichele Millidge, 1991
- Labicymbium exiguum Millidge, 1991
- Labicymbium fuscum Millidge, 1991
- Labicymbium jucundum Millidge, 1991
- Labicymbium majus Millidge, 1991
- Labicymbium montanum Millidge, 1991
- Labicymbium nigrum Millidge, 1991
- Labicymbium opacum Millidge, 1991
- Labicymbium otti Rodrigues, 2008
- Labicymbium rancho Ott & Lise, 1997
- Labicymbium rusticulum (Keyserling, 1891)
- Labicymbium sturmi Millidge, 1991
- Labicymbium sublestum Millidge, 1991

## Labulla
Labulla Simon, 1884
- Labulla flahaulti Simon, 1914
- Labulla machadoi Hormiga & Scharff, 2005
- Labulla nepula Tikader, 1970
- Labulla thoracica (Wider, 1834)

## Labullinyphia
Labullinyphia van Helsdingen, 1985
- Labullinyphia tersa (Simon, 1894)

## Labullula
Labullula Strand, 1913
- Labullula annulipes Strand, 1913

## Laetesia
Laetesia Simon, 1908
- Laetesia amoena Millidge, 1988
- Laetesia asiatica Millidge, 1995
- Laetesia aucklandensis (Forster, 1964)
- Laetesia bellissima Millidge, 1988
- Laetesia chathami Millidge, 1988
- Laetesia distincta Millidge, 1988
- Laetesia egregia Simon, 1908
- Laetesia forsteri Wunderlich, 1976
- Laetesia germana Millidge, 1988
- Laetesia intermedia Blest & Vink, 2003
- Laetesia leo van Helsdingen, 1972
- Laetesia minor Millidge, 1988
- Laetesia mollita Simon, 1908
- Laetesia nornalupiensis Wunderlich, 1976
- Laetesia oceaniae (Berland, 1938)
- Laetesia olvidada Blest & Vink, 2003
- Laetesia paragermana Blest & Vink, 2003
- Laetesia peramoena (O. P.-Cambridge, 1879)
- Laetesia prominens Millidge, 1988
- Laetesia pseudamoena Blest & Vink, 2003
- Laetesia pulcherrima Blest & Vink, 2003
- Laetesia trispathulata (Urquhart, 1886)
- Laetesia weburdi (Urquhart, 1890)
- Laetesia woomeraensis Wunderlich, 1976

## Laminacauda
Laminacauda Millidge, 1985
- Laminacauda aluminensis Millidge, 1991
- Laminacauda amabilis (Keyserling, 1886)
- Laminacauda ansoni Millidge, 1991
- Laminacauda argentinensis Millidge, 1985
- Laminacauda baerti Miller, 2007
- Laminacauda boliviensis Millidge, 1985
- Laminacauda cognata Millidge, 1991
- Laminacauda defoei (F. O. P.-Cambridge, 1899)
- Laminacauda dentichelis (Berland, 1913)
- Laminacauda diffusa Millidge, 1985
- Laminacauda dysphorica (Keyserling, 1886)
- Laminacauda expers Millidge, 1991
- Laminacauda fuegiana (Tullgren, 1901)
- Laminacauda gigas Millidge, 1991
- Laminacauda grata Millidge, 1991
- Laminacauda insulana Millidge, 1985
- Laminacauda luscinia Millidge, 1985
- Laminacauda magna Millidge, 1991
- Laminacauda malkini Millidge, 1991
- Laminacauda maxima Millidge, 1985
- Laminacauda montevidensis (Keyserling, 1878)
- Laminacauda monticola Millidge, 1985
- Laminacauda nana Millidge, 1991
- Laminacauda newtoni Millidge, 1985
- Laminacauda orina (Chamberlin, 1916)
- Laminacauda pacifica (Berland, 1924)
- Laminacauda parvipalpis Millidge, 1985
- Laminacauda peruensis Millidge, 1985
- Laminacauda plagiata (Tullgren, 1901)
- Laminacauda propinqua Millidge, 1991
- Laminacauda rubens Millidge, 1991
- Laminacauda sacra Millidge, 1991
- Laminacauda salsa Millidge, 1991
- Laminacauda suavis Millidge, 1991
- Laminacauda sublimis Millidge, 1991
- Laminacauda thayerae Millidge, 1985
- Laminacauda tristani Millidge, 1985
- Laminacauda tuberosa Millidge, 1991
- Laminacauda tucumani Millidge, 1991
- Laminacauda vicana (Keyserling, 1886)
- Laminacauda villagra Millidge, 1991

## Laminafroneta
Laminafroneta Merrett, 2004
- Laminafroneta bidentata (Holm, 1968)
- Laminafroneta brevistyla (Holm, 1968)
- Laminafroneta locketi (Merrett & Russell-Smith, 1996)

## Laperousea
Laperousea Dalmas, 1917
- Laperousea blattifera (Urquhart, 1887)
- Laperousea quindecimpunctata (Urquhart, 1893)

## Lasiargus
Lasiargus Kulczyński, 1894
- Lasiargus hirsutoides Wunderlich, 1995
- Lasiargus hirsutus (Menge, 1869)
- Lasiargus pilipes (Kulczyński, 1908)
- Lasiargus zhui Eskov & Marusik, 1994

## Lepthyphantes
Lepthyphantes Menge, 1866
- Lepthyphantes abditus Tanasevitch, 1986
- Lepthyphantes aberdarensis Russell-Smith & Jocqué, 1986
- Lepthyphantes acoreensis Wunderlich, 1992
- Lepthyphantes acuminifrons Bosmans, 1978
- Lepthyphantes aegeus Caporiacco, 1948
- Lepthyphantes aelleni Denis, 1957
- Lepthyphantes afer (Simon, 1913)
- Lepthyphantes agnellus Maurer & Thaler, 1988
- Lepthyphantes ajoti Bosmans, 1991
- Lepthyphantes albimaculatus (O. P.-Cambridge, 1873)
- Lepthyphantes albuloides (O. P.-Cambridge, 1872)
- Lepthyphantes aldersoni Levi & Levi, 1955
- Lepthyphantes allegrii Caporiacco, 1935
- Lepthyphantes alpinus (Emerton, 1882)
- Lepthyphantes altissimus Hu, 2001
- Lepthyphantes annulipes Caporiacco, 1935
- Lepthyphantes arcticus (Keyserling, 1886)
- Lepthyphantes badhkyzensis Tanasevitch, 1986
- Lepthyphantes bakeri Scharff, 1990
- Lepthyphantes balearicus Denis, 1961
- Lepthyphantes bamboutensis Bosmans, 1986
- Lepthyphantes bamilekei Bosmans, 1986
- Lepthyphantes beckeri Wunderlich, 1973
- Lepthyphantes beroni Deltshev, 1979
- Lepthyphantes beshkovi Deltshev, 1979
- Lepthyphantes bhudbari Tikader, 1970
- Lepthyphantes bidentatus Hormiga & Ribera, 1990
- Lepthyphantes bigerrensis Simon, 1929
- Lepthyphantes biseriatus Simon & Fage, 1922
  - Lepthyphantes biseriatus infans Simon & Fage, 1922
- Lepthyphantes bituberculatus Bosmans, 1978
- Lepthyphantes brevihamatus Bosmans, 1985
- Lepthyphantes brignolianus Deltshev, 1979
- Lepthyphantes buensis Bosmans & Jocqué, 1983
- Lepthyphantes carlittensis Denis, 1952
- Lepthyphantes cavernicola Paik & Yaginuma, 1969
- Lepthyphantes centromeroides Kulczyński, 1914
  - Lepthyphantes centromeroides carpaticus Dumitrescu & Georgescu, 1970
- Lepthyphantes chamberlini Schenkel, 1950
- Lepthyphantes chita Scharff, 1990
- Lepthyphantes christodeltshev van Helsdingen, 2009
- Lepthyphantes concavus (Oi, 1960)
- Lepthyphantes constantinescui Georgescu, 1989
- Lepthyphantes coomansi Bosmans, 1979
- Lepthyphantes corfuensis Wunderlich, 1995
- Lepthyphantes corsicos Wunderlich, 1980
- Lepthyphantes cruciformis Tanasevitch, 1989
- Lepthyphantes cruentatus Tanasevitch, 1987
- Lepthyphantes cultellifer Schenkel, 1936
- Lepthyphantes deosaicola Caporiacco, 1935
- Lepthyphantes dilutus (Thorell, 1875)
- Lepthyphantes dolichoskeles Scharff, 1990
- Lepthyphantes eleonorae Wunderlich, 1995
- Lepthyphantes emarginatus Fage, 1931
- Lepthyphantes encaustus (Becker, 1879)
- Lepthyphantes erigonoides Schenkel, 1936
- Lepthyphantes escapus Tanasevitch, 1989
- Lepthyphantes eugeni Roewer, 1942
- Lepthyphantes exvaginatus Deeleman-Reinhold, 1984
- Lepthyphantes fagei Machado, 1939
- Lepthyphantes fernandezi Berland, 1924
- Lepthyphantes furcillifer Chamberlin & Ivie, 1933
- Lepthyphantes gadesi Fage, 1931
- Lepthyphantes garganicus Caporiacco, 1951
- Lepthyphantes hamifer Simon, 1884
- Lepthyphantes hirsutus Tanasevitch, 1988
- Lepthyphantes hissaricus Tanasevitch, 1989
- Lepthyphantes howelli Jocqué & Scharff, 1986
- Lepthyphantes huberti Wunderlich, 1980
- Lepthyphantes hublei Bosmans, 1986
- Lepthyphantes hummeli Schenkel, 1936
- Lepthyphantes ibericus Ribera, 1981
- Lepthyphantes impudicus Kulczyński, 1909
- Lepthyphantes incertissimus Caporiacco, 1935
- Lepthyphantes inopinatus Locket, 1968
- Lepthyphantes intricatus (Emerton, 1911)
- Lepthyphantes iranicus Saaristo & Tanasevitch, 1996
- Lepthyphantes japonicus Oi, 1960
- Lepthyphantes kansuensis Schenkel, 1936
- Lepthyphantes kekenboschi Bosmans, 1979
- Lepthyphantes kenyensis Bosmans, 1979
- Lepthyphantes kilimandjaricus Tullgren, 1910
- Lepthyphantes kolymensis Tanasevitch & Eskov, 1987
- Lepthyphantes kratochvili Fage, 1945
- Lepthyphantes laguncula Denis, 1937
- Lepthyphantes latrobei Millidge, 1995
- Lepthyphantes latus Paik, 1965
- Lepthyphantes lebronneci Berland, 1935
- Lepthyphantes leprosus (Ohlert, 1865)
- Lepthyphantes leucocerus Locket, 1968
- Lepthyphantes leucopygus Denis, 1939
- Lepthyphantes ligulifer Denis, 1952
- Lepthyphantes lingsoka Tikader, 1970
- Lepthyphantes linzhiensis Hu, 2001
- Lepthyphantes locketi van Helsdingen, 1977
- Lepthyphantes longihamatus Bosmans, 1985
- Lepthyphantes louettei Jocqué, 1985
- Lepthyphantes lundbladi Schenkel, 1938
- Lepthyphantes luteipes (L. Koch, 1879)
- Lepthyphantes maculatus (Banks, 1900)
- Lepthyphantes maesi Bosmans, 1986
- Lepthyphantes magnesiae Brignoli, 1979
- Lepthyphantes manengoubensis Bosmans, 1986
- Lepthyphantes mauli Wunderlich, 1992
- Lepthyphantes maurusius Brignoli, 1978
- Lepthyphantes mbaboensis Bosmans, 1986
- Lepthyphantes meillonae Denis, 1953
- Lepthyphantes messapicus Caporiacco, 1939
- Lepthyphantes micromegethes Locket, 1968
- Lepthyphantes microserratus Petrunkevitch, 1930
- Lepthyphantes minusculus Locket, 1968
- Lepthyphantes minutus (Blackwall, 1833)
- Lepthyphantes msuyai Scharff, 1990
- Lepthyphantes natalis Bosmans, 1986
- Lepthyphantes nenilini Tanasevitch, 1988
- Lepthyphantes neocaledonicus Berland, 1924
- Lepthyphantes nigridorsus Caporiacco, 1935
- Lepthyphantes nigropictus Bosmans, 1979
- Lepthyphantes nitidior Simon, 1929
- Lepthyphantes nodifer Simon, 1884
- Lepthyphantes noronhensis Rodrigues, Brescovit & Freitas, 2008
- Lepthyphantes notabilis Kulczyński, 1887
- Lepthyphantes obtusicornis Bosmans, 1979
- Lepthyphantes okuensis Bosmans, 1986
- Lepthyphantes opilio Simon, 1929
- Lepthyphantes palmeroensis Wunderlich, 1992
- Lepthyphantes pannonicus Kolosváry, 1935
- Lepthyphantes paoloi Wunderlich, 1995
- Lepthyphantes patulus Locket, 1968
- Lepthyphantes pennatus Scharff, 1990
- Lepthyphantes perfidus Tanasevitch, 1985
- Lepthyphantes phallifer Fage, 1931
- Lepthyphantes phialoides Scharff, 1990
- Lepthyphantes pieltaini Machado, 1940
- Lepthyphantes pratorum Caporiacco, 1935
- Lepthyphantes rainieri Emerton, 1926
- Lepthyphantes rimicola Lawrence, 1964
- Lepthyphantes ritae Bosmans, 1985
- Lepthyphantes rubescens Emerton, 1926
- Lepthyphantes rudrai Tikader, 1970
- Lepthyphantes ruwenzori Jocqué, 1985
- Lepthyphantes sardous Gozo, 1908
- Lepthyphantes saurensis Eskov, 1995
- Lepthyphantes serratus Oi, 1960
- Lepthyphantes silvamontanus Bosmans & Jocqué, 1983
- Lepthyphantes simiensis Bosmans, 1978
- Lepthyphantes speculae Denis, 1959
- Lepthyphantes striatiformis Caporiacco, 1934
- Lepthyphantes strinatii Hubert, 1970
- Lepthyphantes styx Wunderlich, 2011
- Lepthyphantes subtilis Tanasevitch, 1989
- Lepthyphantes tamara Chamberlin & Ivie, 1943
- Lepthyphantes tenerrimus Simon, 1929
- Lepthyphantes thienemanni Schenkel, 1925
- Lepthyphantes todillus Simon, 1929
- Lepthyphantes trivittatus Caporiacco, 1935
- Lepthyphantes tropicalis Tullgren, 1910
- Lepthyphantes tullgreni Bosmans, 1978
- Lepthyphantes turanicus Tanasevitch & Fet, 1986
- Lepthyphantes turbatrix (O. P.-Cambridge, 1877)
- Lepthyphantes ultimus Tanasevitch, 1989
- Lepthyphantes umbratilis (Keyserling, 1886)
- Lepthyphantes vanstallei Bosmans, 1986
- Lepthyphantes venereus Simon, 1913
- Lepthyphantes vividus Denis, 1955
- Lepthyphantes yushuensis Hu, 2001
- Lepthyphantes zaragozai Ribera, 1981
- Lepthyphantes zhangmuensis Hu, 2001

## Leptorhoptrum
Leptorhoptrum Kulczyński, 1894
- Leptorhoptrum robustum (Westring, 1851)

## Leptothrix
Leptothrix Menge, 1869
- Leptothrix hardyi (Blackwall, 1850)

## Lessertia
Lessertia Smith, 1908
- Lessertia barbara (Simon, 1884)
- Lessertia dentichelis (Simon, 1884)

## Lessertinella
Lessertinella Denis, 1947
- Lessertinella carpatica Weiss, 1979
- Lessertinella kulczynskii (Lessert, 1910)

## Lidia
Lidia Saaristo & Marusik, 2004
- Lidia molesta (Tanasevitch, 1989)
- Lidia tarabaevi Saaristo & Marusik, 2004

## Limoneta
Limoneta Bosmans & Jocqué, 1983
- Limoneta graminicola Bosmans & Jocqué, 1983
- Limoneta sirimoni (Bosmans, 1979)

## Linyphantes
Linyphantes Chamberlin & Ivie, 1942
- Linyphantes aeronauticus (Petrunkevitch, 1929)
- Linyphantes aliso Chamberlin & Ivie, 1942
- Linyphantes anacortes Chamberlin & Ivie, 1942
- Linyphantes delmarus Chamberlin & Ivie, 1942
- Linyphantes distinctus Chamberlin & Ivie, 1942
- Linyphantes eureka Chamberlin & Ivie, 1942
- Linyphantes laguna Chamberlin & Ivie, 1942
- Linyphantes microps Chamberlin & Ivie, 1942
- Linyphantes natches Chamberlin & Ivie, 1942
- Linyphantes nehalem Chamberlin & Ivie, 1942
- Linyphantes nigrescens Chamberlin & Ivie, 1942
- Linyphantes obscurus Chamberlin & Ivie, 1942
- Linyphantes orcinus (Emerton, 1917)
- Linyphantes pacificus (Banks, 1906)
- Linyphantes pacificus Chamberlin & Ivie, 1942
- Linyphantes pualla Chamberlin & Ivie, 1942
- Linyphantes santinez Chamberlin & Ivie, 1942
  - Linyphantes santinez verdugo Chamberlin & Ivie, 1942
- Linyphantes tragicus (Banks, 1898)
- Linyphantes victoria Chamberlin & Ivie, 1942

## Linyphia
Linyphia Latreille, 1804
- Linyphia adstricta (Keyserling, 1886)
- Linyphia albipunctata O. P.-Cambridge, 1885
- Linyphia alpicola van Helsdingen, 1969
- Linyphia armata (Keyserling, 1891)
- Linyphia bicuspis (F. O. P.-Cambridge, 1902)
- Linyphia bifasciata (F. O. P.-Cambridge, 1902)
- Linyphia bisignata (Banks, 1909)
- Linyphia calcarifera (Keyserling, 1886)
- Linyphia catalina Gertsch, 1951
- Linyphia chiapasia Gertsch & Davis, 1946
- Linyphia chiridota (Thorell, 1895)
- Linyphia clara (Keyserling, 1891)
- Linyphia confinis O. P.-Cambridge, 1902
- Linyphia consanguinea O. P.-Cambridge, 1885
- Linyphia cylindrata (Keyserling, 1891)
- Linyphia decorata (Keyserling, 1891)
- Linyphia duplicata (F. O. P.-Cambridge, 1902)
- Linyphia eiseni Banks, 1898
- Linyphia emertoni Thorell, 1875
- Linyphia falculifera (F. O. P.-Cambridge, 1902)
- Linyphia ferentaria (Keyserling, 1886)
- Linyphia horaea (Keyserling, 1886)
- Linyphia hortensis Sundevall, 1830
- Linyphia hospita (Keyserling, 1886)
- Linyphia hui Hu, 2001
- Linyphia karschi Roewer, 1942
- Linyphia lambda (F. O. P.-Cambridge, 1902)
- Linyphia lehmanni Simon, 1903
- Linyphia leucosternon White, 1841
- Linyphia limatula Simon, 1904
- Linyphia limbata (F. O. P.-Cambridge, 1902)
- Linyphia lineola Pavesi, 1883
- Linyphia linguatula (F. O. P.-Cambridge, 1902)
- Linyphia linzhiensis Hu, 2001
- Linyphia longiceps (Keyserling, 1891)
- Linyphia longispina (F. O. P.-Cambridge, 1902)
- Linyphia ludibunda (Keyserling, 1886)
- Linyphia lurida (Keyserling, 1886)
- Linyphia maculosa (Banks, 1909)
- Linyphia maura Thorell, 1875
- Linyphia melanoprocta Mello-Leitão, 1944
- Linyphia menyuanensis Hu, 2001
- Linyphia mimonti Simon, 1884
- Linyphia monticolens Roewer, 1942
- Linyphia neophita Hentz, 1850
- Linyphia nepalensis Wunderlich, 1983
- Linyphia nicobarensis Tikader, 1977
- Linyphia nigrita (F. O. P.-Cambridge, 1902)
- Linyphia nitens Urquhart, 1893
- Linyphia obesa Thorell, 1875
- Linyphia obscurella Roewer, 1942
- Linyphia octopunctata (Chamberlin & Ivie, 1936)
- Linyphia oligochronia (Keyserling, 1886)
- Linyphia orophila Thorell, 1877
- Linyphia perampla O. P.-Cambridge, 1885
- Linyphia peruana (Keyserling, 1886)
- Linyphia petrunkevitchi Roewer, 1942
- Linyphia phaeochorda Rainbow, 1920
- Linyphia phyllophora Thorell, 1890
- Linyphia polita Blackwall, 1870
- Linyphia postica (Banks, 1909)
- Linyphia rita Gertsch, 1951
- Linyphia rubella Keyserling, 1886
- Linyphia rubriceps (Keyserling, 1891)
- Linyphia rustica (F. O. P.-Cambridge, 1902)
- Linyphia sagana Dönitz & Strand, 1906
- Linyphia sikkimensis Tikader, 1970
- Linyphia simplicata (F. O. P.-Cambridge, 1902)
- Linyphia straminea O. P.-Cambridge, 1885
- Linyphia subluteae Urquhart, 1893
- Linyphia tauphora Chamberlin, 1928
- Linyphia tenuipalpis Simon, 1884
- Linyphia textrix Walckenaer, 1841
- Linyphia triangularis (Clerck, 1757)
  - Linyphia triangularis juniperina Kolosváry, 1933
- Linyphia triangularoides Schenkel, 1936
- Linyphia trifalcata (F. O. P.-Cambridge, 1902)
- Linyphia tuasivia Marples, 1955
- Linyphia tubernaculofaciens Hingston, 1932
- Linyphia urbasae Tikader, 1970
- Linyphia virgata (Keyserling, 1886)
- Linyphia xilitla Gertsch & Davis, 1946

## Locketidium
Locketidium Jocqué, 1981
- Locketidium bosmansi Jocqué, 1981
- Locketidium couloni Jocqué, 1981
- Locketidium stuarti Scharff, 1990

## Locketiella
Locketiella Millidge & Russell-Smith, 1992
- Locketiella merretti Millidge, 1995
- Locketiella parva Millidge & Russell-Smith, 1992

## Locketina
Locketina Kocak & Kemal, 2006
- Locketina fissivulva (Millidge & Russell-Smith, 1992)
- Locketina pusilla (Millidge & Russell-Smith, 1992)
- Locketina versa (Locket, 1982)

## Lomaita
Lomaita Bryant, 1948
- Lomaita darlingtoni Bryant, 1948

## Lophomma
Lophomma Menge, 1868
- Lophomma depressum (Emerton, 1882)
- Lophomma punctatum (Blackwall, 1841)
- Lophomma vaccinii (Emerton, 1926)

## Lotusiphantes
Lotusiphantes Chen & Yin, 2001
- Lotusiphantes nanyuensis Chen & Yin, 2001

## Lucrinus
Lucrinus O. P.-Cambridge, 1904
- Lucrinus putus O. P.-Cambridge, 1904

## Lygarina
Lygarina Simon, 1894
- Lygarina aurantiaca (Simon, 1905)
- Lygarina caracasana Simon, 1894
- Lygarina finitima Millidge, 1991
- Lygarina nitida Simon, 1894
- Lygarina silvicola Millidge, 1991

## Machadocara
Machadocara Miller, 1970
- Machadocara dubia Miller, 1970
- Machadocara gongylioides Miller, 1970

## Macrargus
Macrargus Dahl, 1886
- Macrargus alpinus Li & Zhu, 1993
- Macrargus boreus Holm, 1968
- Macrargus carpenteri (O. P.-Cambridge, 1894)
- Macrargus excavatus (O. P.-Cambridge, 1882)
- Macrargus multesimus (O. P.-Cambridge, 1875)
- Macrargus rufus (Wider, 1834)
- Macrargus sumyensis Gnelitsa & Koponen, 2010

## Maculoncus
Maculoncus Wunderlich, 1995
- Maculoncus orientalis Tanasevitch, 2011
- Maculoncus parvipalpus Wunderlich, 1995

## Malkinola
Malkinola Miller, 2007
- Malkinola insulanus (Millidge, 1991)

## Mansuphantes
Mansuphantes Saaristo & Tanasevitch, 1996
- Mansuphantes arciger (Kulczyński, 1882)
- Mansuphantes aridus (Thorell, 1875)
- Mansuphantes auruncus (Brignoli, 1979)
- Mansuphantes fragilis (Thorell, 1875)
- Mansuphantes gladiola (Simon, 1884)
- Mansuphantes korgei (Saaristo & Tanasevitch, 1996)
- Mansuphantes mansuetus (Thorell, 1875)
- Mansuphantes ovalis (Tanasevitch, 1987)
- Mansuphantes parmatus (Tanasevitch, 1990)
- Mansuphantes pseudoarciger (Wunderlich, 1985)
- Mansuphantes rectilamellus (Deltshev, 1988)
- Mansuphantes rossii (Caporiacco, 1927)
- Mansuphantes simoni (Kulczyński, 1894)

## Maorineta
Maorineta Millidge, 1988
- Maorineta acerba Millidge, 1988
- Maorineta ambigua Millidge, 1991
- Maorineta gentilis Millidge, 1988
- Maorineta minor Millidge, 1988
- Maorineta mollis Millidge, 1988
- Maorineta sulcata Millidge, 1988
- Maorineta tibialis Millidge, 1988
- Maorineta tumida Millidge, 1988

## Maro
Maro O. P.-Cambridge, 1906
- Maro amplus Dondale & Buckle, 2001
- Maro borealis Eskov, 1991
- Maro bureensis Tanasevitch, 2006
- Maro flavescens (O. P.-Cambridge, 1873)
- Maro khabarum Tanasevitch, 2006
- Maro lautus Saito, 1984
- Maro lehtineni Saaristo, 1971
- Maro lepidus Casemir, 1961
- Maro minutus O. P.-Cambridge, 1906
- Maro nearcticus Dondale & Buckle, 2001
- Maro pansibiricus Tanasevitch, 2006
- Maro perpusillus Saito, 1984
- Maro saaristoi Eskov, 1980
- Maro sibiricus Eskov, 1980
- Maro sublestus Falconer, 1915
- Maro ussuricus Tanasevitch, 2006

## Martensinus
Martensinus Wunderlich, 1973
- Martensinus annulatus Wunderlich, 1973
- Martensinus micronetiformis Wunderlich, 1973

## Masikia
Masikia Millidge, 1984
- Masikia indistincta (Kulczyński, 1908)
- Masikia relicta (Chamberlin, 1949)

## Maso
Maso Simon, 1884
- Maso alticeps (Emerton, 1909)
- Maso douro Bosmans & Cardoso, 2010
- Maso gallicus Simon, 1894
- Maso krakatauensis Bristowe, 1931
- Maso navajo Chamberlin, 1949
- Maso politus Banks, 1896
- Maso sundevalli (Westring, 1851)

## Masoncus
Masoncus Chamberlin, 1949
- Masoncus arienus Chamberlin, 1949
- Masoncus conspectus (Gertsch & Davis, 1936)
- Masoncus dux Chamberlin, 1949
- Masoncus pogonophilus Cushing, 1995

## Masonetta
Masonetta Chamberlin & Ivie, 1939
- Masonetta floridana (Ivie & Barrows, 1935)

## Mecopisthes
Mecopisthes Simon, 1926
- Mecopisthes alter Thaler, 1991
- Mecopisthes crassirostris (Simon, 1884)
- Mecopisthes daiarum Bosmans, 1993
- Mecopisthes jacquelinae Bosmans, 1993
- Mecopisthes latinus Millidge, 1978
- Mecopisthes millidgei Wunderlich, 1995
- Mecopisthes monticola Bosmans, 1993
- Mecopisthes nasutus Wunderlich, 1995
- Mecopisthes nicaeensis (Simon, 1884)
- Mecopisthes orientalis Tanasevitch & Fet, 1986
- Mecopisthes paludicola Bosmans, 1993
- Mecopisthes peuceticus Caporiacco, 1951
- Mecopisthes peusi Wunderlich, 1972
- Mecopisthes pictonicus Denis, 1949
- Mecopisthes pumilio Wunderlich, 2008
- Mecopisthes rhomboidalis Gao, Zhu & Gao, 1993
- Mecopisthes silus (O. P.-Cambridge, 1872)
- Mecopisthes tokumotoi Oi, 1964

## Mecynargoides
Mecynargoides Eskov, 1988
- Mecynargoides kolymensis Eskov, 1988

## Mecynargus
Mecynargus Kulczyński, 1894
- Mecynargus asiaticus Tanasevitch, 1989
- Mecynargus borealis (Jackson, 1930)
- Mecynargus brocchus (L. Koch, 1872)
- Mecynargus foveatus (Dahl, 1912)
- Mecynargus hypnicola Eskov, 1988
- Mecynargus longus (Kulczyński, 1882)
- Mecynargus monticola (Holm, 1943)
- Mecynargus morulus (O. P.-Cambridge, 1873)
- Mecynargus paetulus (O. P.-Cambridge, 1875)
- Mecynargus pinipumilis Eskov, 1988
- Mecynargus pyrenaeus (Denis, 1950)
- Mecynargus sphagnicola (Holm, 1939)
- Mecynargus tundricola Eskov, 1988
- Mecynargus tungusicus (Eskov, 1981)

## Mecynidis
Mecynidis Simon, 1894
- Mecynidis antiqua Jocqué & Scharff, 1986
- Mecynidis ascia Scharff, 1990
- Mecynidis bitumida Russell-Smith & Jocqué, 1986
- Mecynidis dentipalpis Simon, 1894
- Mecynidis laevitarsis Miller, 1970
- Mecynidis muthaiga Russell-Smith & Jocqué, 1986
- Mecynidis scutata Jocqué & Scharff, 1986
- Mecynidis spiralis Jocqué & Scharff, 1986

## Megafroneta
Megafroneta Blest, 1979
- Megafroneta dugdaleae Blest & Vink, 2002
- Megafroneta elongata Blest, 1979
- Megafroneta gigas Blest, 1979

## Megalepthyphantes
Megalepthyphantes Wunderlich, 1994
- Megalepthyphantes auresensis Bosmans, 2006
- Megalepthyphantes bkheitae (Bosmans & Bouragba, 1992)
- Megalepthyphantes camelus (Tanasevitch, 1990)
- Megalepthyphantes collinus (L. Koch, 1872)
- Megalepthyphantes globularis Tanasevitch, 2011
- Megalepthyphantes hellinckxorum Bosmans, 2006
- Megalepthyphantes kandahar Tanasevitch, 2009
- Megalepthyphantes kronebergi (Tanasevitch, 1989)
- Megalepthyphantes kuhitangensis (Tanasevitch, 1989)
- Megalepthyphantes lydiae Wunderlich, 1994
- Megalepthyphantes nebulosoides (Wunderlich, 1977)
- Megalepthyphantes nebulosus (Sundevall, 1830)
- Megalepthyphantes pseudocollinus Saaristo, 1997
- Megalepthyphantes turkestanicus (Tanasevitch, 1989)
- Megalepthyphantes turkeyensis Tanasevitch, Kunt & Seyyar, 2005

## Meioneta
Meioneta Hull, 1920
- Meioneta adami Millidge, 1991
- Meioneta affinis (Kulczyński, 1898)
- Meioneta affinisoides (Tanasevitch, 1984)
- Meioneta alaskensis Holm, 1960
- Meioneta albinotata Millidge, 1991
- Meioneta alboguttata Jocqué, 1985
- Meioneta albomaculata Baert, 1990
- Meioneta alpica (Tanasevitch, 2000)
- Meioneta amersaxatilis (Saaristo & Koponen, 1998)
- Meioneta angulata (Emerton, 1882)
- Meioneta arida Baert, 1990
- Meioneta atra Millidge, 1991
- Meioneta barrowsi Chamberlin & Ivie, 1944
- Meioneta bermudensis (Strand, 1906)
- Meioneta birulai (Kulczyński, 1908)
- Meioneta birulaioides (Wunderlich, 1995)
- Meioneta boninensis Saito, 1982
- Meioneta brevipes (Keyserling, 1886)
- Meioneta brevis Millidge, 1991
- Meioneta brusnewi (Kulczyński, 1908)
- Meioneta canariensis (Wunderlich, 1987)
- Meioneta castanea Millidge, 1991
- Meioneta cincta Millidge, 1991
- Meioneta collina Millidge, 1991
- Meioneta curvata Bosmans, 1979
- Meioneta dactylata Chamberlin & Ivie, 1944
- Meioneta dactylis Tao, Li & Zhu, 1995
- Meioneta decorata Chamberlin & Ivie, 1944
- Meioneta decurvis Tao, Li & Zhu, 1995
- Meioneta dentifera Locket, 1968
- Meioneta depigmentata (Wunderlich, 2008)
- Meioneta discolor Millidge, 1991
- Meioneta disjuncta Millidge, 1991
- Meioneta emertoni (Roewer, 1942)
- Meioneta equestris (L. Koch, 1881)
- Meioneta evadens (Chamberlin, 1925)
- Meioneta exigua Russell-Smith, 1992
- Meioneta fabra (Keyserling, 1886)
- Meioneta falcata Li & Zhu, 1995
- Meioneta ferosa (Chamberlin & Ivie, 1943)
- Meioneta fillmorana (Chamberlin, 1919)
- Meioneta flandroyae Jocqué, 1985
- Meioneta flavipes Ono, 1991
- Meioneta floridana (Banks, 1896)
- Meioneta fratrella (Chamberlin, 1919)
- Meioneta frigida Millidge, 1991
- Meioneta fusca Millidge, 1991
- Meioneta fuscipalpa (C. L. Koch, 1836)
- Meioneta fuscipes Chamberlin & Ivie, 1944
- Meioneta gagnei Gertsch, 1973
- Meioneta galapagosensis Baert, 1990
- Meioneta gracilipes Holm, 1968
- Meioneta grayi Barnes, 1953
- Meioneta gulosa (L. Koch, 1869)
- Meioneta habra Locket, 1968
- Meioneta ignorata Saito, 1982
- Meioneta imitata Chamberlin & Ivie, 1944
- Meioneta innotabilis (O. P.-Cambridge, 1863)
- Meioneta insolita Locket & Russell-Smith, 1980
- Meioneta insulana (Tanasevitch, 2000)
- Meioneta iranica (Tanasevitch, 2011)
- Meioneta jacksoni Braendegaard, 1937
- Meioneta kaszabi Loksa, 1965
- Meioneta kopetdaghensis (Tanasevitch, 1989)
- Meioneta laimonasi (Tanasevitch, 2006)
- Meioneta larva Locket, 1968
- Meioneta lauta Millidge, 1991
- Meioneta leucophora Chamberlin & Ivie, 1944
- Meioneta levii (Tanasevitch, 1984)
- Meioneta levis Locket, 1968
- Meioneta llanoensis (Gertsch & Davis, 1936)
- Meioneta longipes Chamberlin & Ivie, 1944
- Meioneta lophophor (Chamberlin & Ivie, 1933)
- Meioneta luctuosa Millidge, 1991
- Meioneta manni Crawford & Edwards, 1989
- Meioneta maritima (Emerton, 1919)
- Meioneta mediocris Millidge, 1991
- Meioneta mendosa Millidge, 1991
- Meioneta meridionalis (Crosby & Bishop, 1936)
- Meioneta merretti Locket, 1968
- Meioneta mesasiatica (Tanasevitch, 2000)
- Meioneta metropolis Russell-Smith & Jocqué, 1986
- Meioneta micaria (Emerton, 1882)
- Meioneta milleri Thaler et al., 1997
- Meioneta minorata Chamberlin & Ivie, 1944
- Meioneta mollis (O. P.-Cambridge, 1871)
- Meioneta mongolica Loksa, 1965
- Meioneta montana Millidge, 1991
- Meioneta montivaga Millidge, 1991
- Meioneta mossica Schikora, 1993
- Meioneta natalensis Jocqué, 1984
- Meioneta nigra Oi, 1960
- Meioneta nigripes (Simon, 1884)
  - Meioneta nigripes nivicola (Simon, 1929)
- Meioneta obscura Denis, 1950
- Meioneta oculata Millidge, 1991
- Meioneta officiosa (Barrows, 1940)
- Meioneta opaca Millidge, 1991
- Meioneta ordinaria Chamberlin & Ivie, 1947
- Meioneta orites (Thorell, 1875)
- Meioneta palgongsanensis Paik, 1991
- Meioneta palustris Li & Zhu, 1995
- Meioneta paraprosecta (Tanasevitch, 2010)
- Meioneta parva (Banks, 1896)
- Meioneta picta Chamberlin & Ivie, 1944
- Meioneta pinta Baert, 1990
- Meioneta plagiata (Banks, 1929)
- Meioneta pogonophora Locket, 1968
- Meioneta prima Millidge, 1991
- Meioneta propinqua Millidge, 1991
- Meioneta propria Millidge, 1991
- Meioneta prosectes Locket, 1968
- Meioneta prosectoides Locket & Russell-Smith, 1980
- Meioneta proxima Millidge, 1991
- Meioneta pseudofuscipalpis (Wunderlich, 1983)
- Meioneta pseudorurestris (Wunderlich, 1980)
- Meioneta pseudosaxatilis (Tanasevitch, 1984)
- Meioneta punctata (Wunderlich, 1995)
- Meioneta regina Chamberlin & Ivie, 1944
- Meioneta resima (L. Koch, 1881)
- Meioneta ressli Wunderlich, 1973
- Meioneta ripariensis (Tanasevitch, 1984)
- Meioneta rufidorsa Denis, 1961
- Meioneta rurestris (C. L. Koch, 1836)
- Meioneta saaristoi (Tanasevitch, 2000)
- Meioneta saxatilis (Blackwall, 1844)
- Meioneta semipallida Chamberlin & Ivie, 1944
- Meioneta serrata (Emerton, 1909)
- Meioneta serratichelis Denis, 1964
- Meioneta serratula (Wunderlich, 1995)
- Meioneta sheffordiana (Dupérré & Paquin, 2007)
- Meioneta silvae Millidge, 1991
- Meioneta similis (Kulczyński, 1926)
- Meioneta simplex (Emerton, 1926)
- Meioneta simplicitarsis (Simon, 1884)
- Meioneta straminicola Millidge, 1991
- Meioneta subnivalis (Tanasevitch, 1989)
- Meioneta tenuipes Ono, 2007
- Meioneta tianschanica (Tanasevitch, 1989)
- Meioneta tibialis (Tanasevitch, 2005)
- Meioneta tincta Jocqué, 1985
- Meioneta transversa (Banks, 1898)
- Meioneta unicornis Tao, Li & Zhu, 1995
- Meioneta unimaculata (Banks, 1892)
- Meioneta usitata Locket, 1968
- Meioneta uta (Chamberlin, 1920)
- Meioneta uzbekistanica (Tanasevitch, 1984)
- Meioneta vera (Wunderlich, 1976)
- Meioneta zebrina Chamberlin & Ivie, 1944
- Meioneta zygia (Keyserling, 1886)

## Mermessus
Mermessus O. P.-Cambridge, 1899
- Mermessus agressus (Gertsch & Davis, 1937)
- Mermessus albulus (Zorsch & Crosby, 1934)
- Mermessus annamae (Gertsch & Davis, 1937)
- Mermessus antraeus (Crosby, 1926)
- Mermessus augustae (Crosby & Bishop, 1933)
- Mermessus augustalis (Crosby & Bishop, 1933)
- Mermessus avius (Millidge, 1987)
- Mermessus brevidentatus (Emerton, 1909)
- Mermessus bryantae (Ivie & Barrows, 1935)
- Mermessus caelebs (Millidge, 1987)
- Mermessus coahuilanus (Gertsch & Davis, 1940)
- Mermessus cognatus (Millidge, 1987)
- Mermessus colimus (Millidge, 1987)
- Mermessus comes (Millidge, 1987)
- Mermessus conexus (Millidge, 1987)
- Mermessus conjunctus (Millidge, 1991)
- Mermessus contortus (Emerton, 1882)
- Mermessus denticulatus (Banks, 1898)
- Mermessus dentiger O. P.-Cambridge, 1899
- Mermessus dentimandibulatus (Keyserling, 1886)
- Mermessus dominicus (Millidge, 1987)
- Mermessus dopainus (Chamberlin & Ivie, 1936)
- Mermessus entomologicus (Emerton, 1911)
- Mermessus estrellae (Millidge, 1987)
- Mermessus facetus (Millidge, 1987)
- Mermessus floridus (Millidge, 1987)
- Mermessus formosus (Millidge, 1987)
- Mermessus fractus (Millidge, 1987)
- Mermessus fradeorum (Berland, 1932)
- Mermessus fuscus (Millidge, 1987)
- Mermessus hebes (Millidge, 1991)
- Mermessus holdus (Chamberlin & Ivie, 1939)
- Mermessus hospita (Millidge, 1987)
- Mermessus ignobilis (Millidge, 1987)
- Mermessus imago (Millidge, 1987)
- Mermessus index (Emerton, 1914)
- Mermessus indicabilis (Crosby & Bishop, 1928)
- Mermessus inornatus (Ivie & Barrows, 1935)
- Mermessus insulsus (Millidge, 1991)
- Mermessus jona (Bishop & Crosby, 1938)
- Mermessus leoninus (Millidge, 1987)
- Mermessus libanus (Millidge, 1987)
- Mermessus lindrothi (Holm, 1960)
- Mermessus maculatus (Banks, 1892)
- Mermessus maderus (Millidge, 1987)
- Mermessus major (Millidge, 1987)
- Mermessus mediocris (Millidge, 1987)
- Mermessus medius (Millidge, 1987)
- Mermessus merus (Millidge, 1987)
- Mermessus mniarus (Crosby & Bishop, 1928)
- Mermessus modicus (Millidge, 1987)
- Mermessus montanus (Millidge, 1987)
- Mermessus monticola (Millidge, 1987)
- Mermessus moratus (Millidge, 1987)
- Mermessus naniwaensis (Oi, 1960)
- Mermessus nigrus (Millidge, 1991)
- Mermessus obscurus (Millidge, 1991)
- Mermessus orbus (Millidge, 1987)
- Mermessus ornatus (Millidge, 1987)
- Mermessus paludosus (Millidge, 1987)
- Mermessus paulus (Millidge, 1987)
- Mermessus perplexus (Millidge, 1987)
- Mermessus persimilis (Millidge, 1987)
- Mermessus pinicola (Millidge, 1987)
- Mermessus probus (Millidge, 1987)
- Mermessus proximus (Keyserling, 1886)
- Mermessus rapidulus (Bishop & Crosby, 1938)
- Mermessus singularis (Millidge, 1987)
- Mermessus socius (Chamberlin, 1949)
- Mermessus sodalis (Millidge, 1987)
- Mermessus solitus (Millidge, 1987)
- Mermessus solus (Millidge, 1987)
- Mermessus subantillanus (Millidge, 1987)
- Mermessus taibo (Chamberlin & Ivie, 1933)
- Mermessus tenuipalpis (Emerton, 1911)
- Mermessus tepejicanus (Gertsch & Davis, 1937)
- Mermessus tibialis (Millidge, 1987)
- Mermessus tlaxcalanus (Gertsch & Davis, 1937)
- Mermessus tridentatus (Emerton, 1882)
- Mermessus trilobatus (Emerton, 1882)
- Mermessus undulatus (Emerton, 1914)

## Mesasigone
Mesasigone Tanasevitch, 1989
- Mesasigone mira Tanasevitch, 1989

## Metafroneta
Metafroneta Blest, 1979
- Metafroneta minima Blest, 1979
- Metafroneta sinuosa Blest, 1979
- Metafroneta subversa Blest & Vink, 2002

## Metaleptyphantes
Metaleptyphantes Locket, 1968
- Metaleptyphantes bifoliatus Locket, 1968
- Metaleptyphantes cameroonensis Bosmans, 1986
- Metaleptyphantes carinatus Locket, 1968
- Metaleptyphantes clavator Locket, 1968
- Metaleptyphantes dentiferens Bosmans, 1979
- Metaleptyphantes dubius Locket & Russell-Smith, 1980
- Metaleptyphantes familiaris Jocqué, 1984
- Metaleptyphantes foulfouldei Bosmans, 1986
- Metaleptyphantes kraepelini (Simon, 1905)
- Metaleptyphantes machadoi Locket, 1968
- Metaleptyphantes ovatus Scharff, 1990
- Metaleptyphantes perexiguus (Simon & Fage, 1922)
- Metaleptyphantes praecipuus Locket, 1968
- Metaleptyphantes triangulatus Holm, 1968
- Metaleptyphantes uncinatus Holm, 1968
- Metaleptyphantes vates Jocqué, 1983
- Metaleptyphantes vicinus Locket, 1968

## Metamynoglenes
Metamynoglenes Blest, 1979
- Metamynoglenes absurda Blest & Vink, 2002
- Metamynoglenes attenuata Blest, 1979
- Metamynoglenes flagellata Blest, 1979
- Metamynoglenes gracilis Blest, 1979
- Metamynoglenes helicoides Blest, 1979
- Metamynoglenes incurvata Blest, 1979
- Metamynoglenes magna Blest, 1979
- Metamynoglenes ngongotaha Blest & Vink, 2002

## Metapanamomops
Metapanamomops Millidge, 1977
- Metapanamomops kaestneri (Wiehle, 1961)

## Metopobactrus
Metopobactrus Simon, 1884
- Metopobactrus ascitus (Kulczyński, 1894)
- Metopobactrus cavernicola Wunderlich, 1992
- Metopobactrus deserticola Loksa, 1981
- Metopobactrus falcifrons Simon, 1884
- Metopobactrus nadigi Thaler, 1976
- Metopobactrus nodicornis Schenkel, 1927
- Metopobactrus orbelicus Deltshev, 1985
- Metopobactrus pacificus Emerton, 1923
- Metopobactrus prominulus (O. P.-Cambridge, 1872)
- Metopobactrus verticalis (Simon, 1881)

## Micrargus
Micrargus Dahl, 1886
- Micrargus aleuticus Holm, 1960
- Micrargus alpinus Relys & Weiss, 1997
- Micrargus apertus (O. P.-Cambridge, 1871)
- Micrargus cavernicola Wunderlich, 1995
- Micrargus cupidon (Simon, 1913)
- Micrargus dilutus (Denis, 1948)
- Micrargus dissimilis Denis, 1950
- Micrargus georgescuae Millidge, 1976
- Micrargus herbigradus (Blackwall, 1854)
- Micrargus hokkaidoensis Wunderlich, 1995
- Micrargus incomtus (O. P.-Cambridge, 1872)
- Micrargus laudatus (O. P.-Cambridge, 1881)
- Micrargus longitarsus (Emerton, 1882)
- Micrargus nibeoventris (Komatsu, 1942)
- Micrargus parvus Wunderlich, 2011
- Micrargus pervicax (Denis, 1947)
- Micrargus subaequalis (Westring, 1851)

## Microbathyphantes
Microbathyphantes van Helsdingen, 1985
- Microbathyphantes aokii (Saito, 1982)
- Microbathyphantes palmarius (Marples, 1955)
- Microbathyphantes spedani (Locket, 1968)
- Microbathyphantes tateyamaensis (Oi, 1960)

## Microctenonyx
Microctenonyx Dahl, 1886
- Microctenonyx apuliae (Caporiacco, 1951)
- Microctenonyx cavifrons (Caporiacco, 1935)
- Microctenonyx evansae (Locket & Russell-Smith, 1980)
- Microctenonyx subitaneus (O. P.-Cambridge, 1875)

## Microcyba
Microcyba Holm, 1962
- Microcyba aculeata Holm, 1964
- Microcyba affinis Holm, 1962
- Microcyba angulata Holm, 1962
- Microcyba brevidentata Holm, 1962
- Microcyba calida Jocqué, 1983
- Microcyba cameroonensis Bosmans, 1988
- Microcyba divisa Jocqué, 1983
- Microcyba erecta Holm, 1962
- Microcyba falcata Holm, 1962
- Microcyba hamata Holm, 1962
- Microcyba hedbergi Holm, 1962
- Microcyba leleupi Holm, 1968
- Microcyba projecta Holm, 1962
- Microcyba simulata Holm, 1962
- Microcyba tridentata Holm, 1962
- Microcyba vancotthemi Bosmans, 1977
- Microcyba viduata Holm, 1962
- Microcyba vilhenai Miller, 1970

## Microlinyphia
Microlinyphia Gerhardt, 1928
- Microlinyphia aethiopica (Tullgren, 1910)
- Microlinyphia cylindriformis Jocqué, 1985
- Microlinyphia dana (Chamberlin & Ivie, 1943)
- Microlinyphia delesserti (Caporiacco, 1949)
- Microlinyphia impigra (O. P.-Cambridge, 1871)
- Microlinyphia johnsoni (Blackwall, 1859)
- Microlinyphia mandibulata (Emerton, 1882)
  - Microlinyphia mandibulata punctata (Chamberlin & Ivie, 1943)
- Microlinyphia pusilla (Sundevall, 1830)
  - Microlinyphia pusilla quadripunctata (Strand, 1903)
- Microlinyphia simoni van Helsdingen, 1970
- Microlinyphia sterilis (Pavesi, 1883)
- Microlinyphia zhejiangensis (Chen, 1991)

## Microneta
Microneta Menge, 1869
- Microneta aterrima Eskov & Marusik, 1991
- Microneta caestata (Thorell, 1875)
- Microneta disceptra Crosby & Bishop, 1929
- Microneta flaveola Banks, 1892
- Microneta formicaria Balogh, 1938
- Microneta inops (Thorell, 1875)
- Microneta iracunda (O. P.-Cambridge, 1879)
- Microneta orines Chamberlin & Ivie, 1933
- Microneta protrudens Chamberlin & Ivie, 1933
- Microneta saaristoi Eskov & Marusik, 1991
- Microneta semiatra (Keyserling, 1886)
- Microneta sima Chamberlin & Ivie, 1936
- Microneta varia Simon, 1897
- Microneta viaria (Blackwall, 1841)
- Microneta watona Chamberlin & Ivie, 1936

## Microplanus
Microplanus Millidge, 1991
- Microplanus mollis Millidge, 1991
- Microplanus odin Miller, 2007

## Midia
Midia Saaristo & Wunderlich, 1995
- Midia midas (Simon, 1884)

## Miftengris
Miftengris Eskov, 1993
- Miftengris scutumatus Eskov, 1993

## Millidgea
Millidgea Locket, 1968
- Millidgea convoluta Locket, 1968
- Millidgea navicula Locket, 1968
- Millidgea verrucosa Locket, 1968

## Millidgella
Millidgella Kammerer, 2006
- Millidgella trisetosa (Millidge, 1985)

## Millplophrys
Millplophrys Platnick, 1998
- Millplophrys cracatoa (Millidge, 1995)
- Millplophrys pallida (Millidge, 1995)

## Minicia
Minicia Thorell, 1875
- Minicia alticola Tanasevitch, 1990
- Minicia candida Denis, 1946
  - Minicia candida obscurior Denis, 1963
- Minicia caspiana Tanasevitch, 1990
- Minicia elegans Simon, 1894
- Minicia floresensis Wunderlich, 1992
- Minicia gomerae (Schmidt, 1975)
- Minicia grancanariensis Wunderlich, 1987
- Minicia kirghizica Tanasevitch, 1985
- Minicia marginella (Wider, 1834)
- Minicia pallida Eskov, 1995
- Minicia teneriffensis Wunderlich, 1979
- Minicia vittata Caporiacco, 1935

## Minyriolus
Minyriolus Simon, 1884
- Minyriolus medusa (Simon, 1881)
- Minyriolus phaulobius (Thorell, 1875)
- Minyriolus pusillus (Wider, 1834)

## Mioxena
Mioxena Simon, 1926
- Mioxena blanda (Simon, 1884)
- Mioxena celisi Holm, 1968
- Mioxena longispinosa Miller, 1970

## Mitrager
Mitrager van Helsdingen, 1985
- Mitrager noordami van Helsdingen, 1985

## Moebelia
Moebelia Dahl, 1886
- Moebelia berolinensis (Wunderlich, 1969)
- Moebelia penicillata (Westring, 1851)
- Moebelia rectangula Song & Li, 2007

## Moebelotinus
Moebelotinus Wunderlich, 1995
- Moebelotinus transbaikalicus (Eskov, 1989)

## Molestia
Molestia Tu, Saaristo & Li, 2006
- Molestia molesta (Tao, Li & Zhu, 1995)

## Monocephalus
Monocephalus Smith, 1906
- Monocephalus castaneipes (Simon, 1884)
- Monocephalus fuscipes (Blackwall, 1836)

## Monocerellus
Monocerellus Tanasevitch, 1983
- Monocerellus montanus Tanasevitch, 1983

## Montilaira
Montilaira Chamberlin, 1921
- Montilaira uta (Chamberlin, 1919)

## Moreiraxena
Moreiraxena Miller, 1970
- Moreiraxena chicapensis Miller, 1970

## Moyosi
Moyosi Miller, 2007
- Moyosi chumota Miller, 2007
- Moyosi prativaga (Keyserling, 1886)
- Moyosi rugosa (Millidge, 1991)

## Mughiphantes
Mughiphantes Saaristo & Tanasevitch, 1999
- Mughiphantes aculifer (Tanasevitch, 1988)
- Mughiphantes afghanus (Denis, 1958)
- Mughiphantes alticola (Tanasevitch, 1987)
- Mughiphantes anachoretus (Tanasevitch, 1987)
- Mughiphantes ancoriformis (Tanasevitch, 1987)
- Mughiphantes arlaudi (Denis, 1954)
- Mughiphantes armatus (Kulczyński, 1905)
- Mughiphantes baebleri (Lessert, 1910)
- Mughiphantes beishanensis Tanasevitch, 2006
- Mughiphantes bicornis Tanasevitch & Saaristo, 2006
- Mughiphantes brunneri (Thaler, 1984)
- Mughiphantes carnicus (van Helsdingen, 1982)
- Mughiphantes cornutus (Schenkel, 1927)
- Mughiphantes cuspidatus Tanasevitch & Saaristo, 2006
- Mughiphantes edentulus Tanasevitch, 2010
- Mughiphantes falxus Tanasevitch & Saaristo, 2006
- Mughiphantes faustus (Tanasevitch, 1987)
- Mughiphantes hadzii (Miller & Polenec, 1975)
- Mughiphantes handschini (Schenkel, 1919)
- Mughiphantes hindukuschensis (Miller & Buchar, 1972)
- Mughiphantes ignavus (Simon, 1884)
- Mughiphantes inermus Tanasevitch & Saaristo, 2006
- Mughiphantes jaegeri Tanasevitch, 2006
- Mughiphantes johannislupi (Denis, 1953)
- Mughiphantes jugorum (Denis, 1954)
- Mughiphantes lithoclasicola (Deltshev, 1983)
- Mughiphantes logunovi Tanasevitch, 2000
- Mughiphantes longiproper Tanasevitch & Saaristo, 2006
- Mughiphantes martensi Tanasevitch, 2006
- Mughiphantes marusiki (Tanasevitch, 1988)
- Mughiphantes merretti (Millidge, 1975)
- Mughiphantes mughi (Fickert, 1875)
- Mughiphantes nigromaculatus (Zhu & Wen, 1983)
- Mughiphantes numilionis (Tanasevitch, 1987)
- Mughiphantes occultus (Tanasevitch, 1987)
- Mughiphantes omega (Denis, 1952)
- Mughiphantes ovtchinnikovi (Tanasevitch, 1989)
- Mughiphantes pulcher (Kulczyński, 1881)
- Mughiphantes pulcheroides (Wunderlich, 1985)
- Mughiphantes pyrenaeus (Denis, 1953)
- Mughiphantes restrictus Tanasevitch & Saaristo, 2006
- Mughiphantes rotundatus (Tanasevitch, 1987)
- Mughiphantes rupium (Thaler, 1984)
- Mughiphantes setifer (Tanasevitch, 1987)
- Mughiphantes setosus Tanasevitch & Saaristo, 2006
- Mughiphantes severus (Thaler, 1990)
- Mughiphantes sherpa (Tanasevitch, 1987)
- Mughiphantes sobrioides Tanasevitch, 2000
- Mughiphantes sobrius (Thorell, 1871)
- Mughiphantes styriacus (Thaler, 1984)
- Mughiphantes suffusus (Strand, 1901)
- Mughiphantes taczanowskii (O. P.-Cambridge, 1873)
- Mughiphantes tienschangensis (Tanasevitch, 1986)
- Mughiphantes triglavensis (Miller & Polenec, 1975)
- Mughiphantes variabilis (Kulczyński, 1887)
- Mughiphantes varians (Kulczyński, 1882)
- Mughiphantes vittatus (Spassky, 1941)
- Mughiphantes whymperi (F. O. P.-Cambridge, 1894)
- Mughiphantes yadongensis (Hu, 2001)
- Mughiphantes yeti (Tanasevitch, 1987)

## Murphydium
Murphydium Jocqué, 1996
- Murphydium foliatum Jocqué, 1996

## Mycula
Mycula Schikora, 1994
- Mycula mossakowskii Schikora, 1994

## Myrmecomelix
Myrmecomelix Millidge, 1993
- Myrmecomelix leucippus Miller, 2007
- Myrmecomelix pulcher (Millidge, 1991)

## Mythoplastoides
Mythoplastoides Crosby & Bishop, 1933
- Mythoplastoides erectus (Emerton, 1915)
- Mythoplastoides exiguus (Banks, 1892)

## Napometa
Napometa Benoit, 1977
- Napometa sanctaehelenae Benoit, 1977
- Napometa trifididens (O. P.-Cambridge, 1873)

## Nasoona
Nasoona Locket, 1982
- Nasoona chrysanthusi Locket, 1982
- Nasoona coronata (Simon, 1894)
- Nasoona crucifera (Thorell, 1895)
- Nasoona locketi Millidge, 1995
- Nasoona nigromaculata Gao, Fei & Xing, 1996
- Nasoona prominula Locket, 1982
- Nasoona silvestris Millidge, 1995

## Nasoonaria
Nasoonaria Wunderlich & Song, 1995
- Nasoonaria sinensis Wunderlich & Song, 1995

## Nematogmus
Nematogmus Simon, 1884
- Nematogmus dentimanus Simon, 1886
- Nematogmus digitatus Fei & Zhu, 1994
- Nematogmus longior Song & Li, 2008
- Nematogmus membranifer Song & Li, 2008
- Nematogmus nigripes Hu, 2001
- Nematogmus rutilis Oi, 1960
- Nematogmus sanguinolentus (Walckenaer, 1841)
- Nematogmus stylitus (Bösenberg & Strand, 1906)

## Nenilinium
Nenilinium Eskov, 1988
- Nenilinium asiaticum Eskov, 1988
- Nenilinium luteolum (Loksa, 1965)

## Nentwigia
Nentwigia Millidge, 1995
- Nentwigia diffusa Millidge, 1995

## Neocautinella
Neocautinella Baert, 1990
- Neocautinella neoterica (Keyserling, 1886)

## Neodietrichia
Neodietrichia Özdikmen, 2008
- Neodietrichia hesperia (Crosby & Bishop, 1933)

## Neoeburnella
Neoeburnella Koçak, 1986
- Neoeburnella avocalis (Jocqué & Bosmans, 1983)

## Neomaso
Neomaso Forster, 1970
- Neomaso abnormis Millidge, 1991
- Neomaso aequabilis Millidge, 1991
- Neomaso angusticeps Millidge, 1985
- Neomaso antarcticus (Hickman, 1939)
- Neomaso articeps Millidge, 1991
- Neomaso arundicola Millidge, 1991
- Neomaso bilobatus (Tullgren, 1901)
- Neomaso claggi Forster, 1970
- Neomaso damocles Miller, 2007
- Neomaso fagicola Millidge, 1985
- Neomaso fluminensis Millidge, 1991
- Neomaso insperatus Millidge, 1991
- Neomaso insulanus Millidge, 1991
- Neomaso minimus Millidge, 1985
- Neomaso parvus Millidge, 1985
- Neomaso patagonicus (Tullgren, 1901)
- Neomaso peltatus Millidge, 1985
- Neomaso pollicatus (Tullgren, 1901)
- Neomaso scutatus Millidge, 1985
- Neomaso setiger Millidge, 1991
- Neomaso vicinus Millidge, 1991

## Neonesiotes
Neonesiotes Millidge, 1991
- Neonesiotes hamatus Millidge, 1991
- Neonesiotes remiformis Millidge, 1991

## Neriene
Neriene Blackwall, 1833
- Neriene albolimbata (Karsch, 1879)
- Neriene amiculata (Simon, 1905)
- Neriene angulifera (Schenkel, 1953)
- Neriene aquilirostralis Chen & Zhu, 1989
- Neriene beccarii (Thorell, 1890)
- Neriene birmanica (Thorell, 1887)
- Neriene brongersmai van Helsdingen, 1969
- Neriene calozonata Chen & Zhu, 1989
- Neriene cavaleriei (Schenkel, 1963)
- Neriene clathrata (Sundevall, 1830)
- Neriene comoroensis Locket, 1980
- Neriene compta Zhu & Sha, 1986
- Neriene conica (Locket, 1968)
- Neriene coosa (Gertsch, 1951)
- Neriene decormaculata Chen & Zhu, 1988
- Neriene digna (Keyserling, 1886)
- Neriene emphana (Walckenaer, 1841)
- Neriene flammea van Helsdingen, 1969
- Neriene furtiva (O. P.-Cambridge, 1871)
- Neriene fusca (Oi, 1960)
- Neriene gyirongana Hu, 2001
- Neriene hammeni (van Helsdingen, 1963)
- Neriene helsdingeni (Locket, 1968)
- Neriene herbosa (Oi, 1960)
- Neriene japonica (Oi, 1960)
- Neriene jinjooensis Paik, 1991
- Neriene kartala Jocqué, 1985
- Neriene katyae van Helsdingen, 1969
- Neriene kibonotensis (Tullgren, 1910)
- Neriene kimyongkii (Paik, 1965)
- Neriene limbatinella (Bösenberg & Strand, 1906)
- Neriene litigiosa (Keyserling, 1886)
- Neriene liupanensis Tang & Song, 1992
- Neriene longipedella (Bösenberg & Strand, 1906)
- Neriene macella (Thorell, 1898)
- Neriene marginella (Oi, 1960)
- Neriene montana (Clerck, 1757)
- Neriene natalensis van Helsdingen, 1969
- Neriene nigripectoris (Oi, 1960)
- Neriene nitens Zhu & Chen, 1991
- Neriene obtusa (Locket, 1968)
- Neriene obtusoides Bosmans & Jocqué, 1983
- Neriene oidedicata van Helsdingen, 1969
- Neriene oxycera Tu & Li, 2006
- Neriene peltata (Wider, 1834)
- Neriene poculiforma Liu & Chen, 2010
- Neriene radiata (Walckenaer, 1841)
- Neriene redacta Chamberlin, 1925
- Neriene strandia (Blauvelt, 1936)
- Neriene subarctica Marusik, 1991
- Neriene sundaica (Simon, 1905)
- Neriene variabilis (Banks, 1892)
- Neriene yani Chen & Yin, 1999
- Neriene zanhuangica Zhu & Tu, 1986
- Neriene zhui Chen & Li, 1995

## Neserigone
Neserigone Eskov, 1992
- Neserigone basarukini Eskov, 1992
- Neserigone nigriterminorum (Oi, 1960)
- Neserigone torquipalpis (Oi, 1960)

## Nesioneta
Nesioneta Millidge, 1991
- Nesioneta arabica Tanasevitch, 2010
- Nesioneta benoiti (van Helsdingen, 1978)
- Nesioneta elegans Millidge, 1991
- Nesioneta ellipsoidalis Tu & Li, 2006
- Nesioneta lepida Millidge, 1991
- Nesioneta pacificana (Berland, 1935)
- Nesioneta similis Millidge, 1991
- Nesioneta sola (Millidge & Russell-Smith, 1992)

## Nippononeta
Nippononeta Eskov, 1992
- Nippononeta alpina Ono & Saito, 2001
- Nippononeta cheunghensis (Paik, 1978)
- Nippononeta coreana (Paik, 1991)
- Nippononeta elongata Ono & Saito, 2001
- Nippononeta embolica Tanasevitch, 2005
- Nippononeta kaiensis Ono & Saito, 2001
- Nippononeta kantonis Ono & Saito, 2001
- Nippononeta kurilensis Eskov, 1992
- Nippononeta masatakana Ono & Saito, 2001
- Nippononeta masudai Ono & Saito, 2001
- Nippononeta minuta (Oi, 1960)
- Nippononeta nodosa (Oi, 1960)
- Nippononeta obliqua (Oi, 1960)
- Nippononeta ogatai Ono & Saito, 2001
- Nippononeta okumae Ono & Saito, 2001
- Nippononeta pentagona (Oi, 1960)
- Nippononeta projecta (Oi, 1960)
- Nippononeta silvicola Ono & Saito, 2001
- Nippononeta sinica Tanasevitch, 2006
- Nippononeta subnigra Ono & Saito, 2001
- Nippononeta ungulata (Oi, 1960)
- Nippononeta xiphoidea Ono & Saito, 2001

## Nipponotusukuru
Nipponotusukuru Saito & Ono, 2001
- Nipponotusukuru enzanensis Saito & Ono, 2001
- Nipponotusukuru spiniger Saito & Ono, 2001

## Nispa
Nispa Eskov, 1993
- Nispa barbatus Eskov, 1993

## Notholepthyphantes
Notholepthyphantes Millidge, 1985
- Notholepthyphantes australis (Tullgren, 1901)
- Notholepthyphantes erythrocerus (Simon, 1902)

## Nothophantes
Nothophantes Merrett & Stevens, 1995
- Nothophantes horridus Merrett & Stevens, 1995

## Notiogyne
Notiogyne Tanasevitch, 2007
- Notiogyne falcata Tanasevitch, 2007

## Notiohyphantes
Notiohyphantes Millidge, 1985
- Notiohyphantes excelsus (Keyserling, 1886)
- Notiohyphantes laudatus Millidge, 1991
- Notiohyphantes meridionalis (Tullgren, 1901)

## Notiomaso
Notiomaso Banks, 1914
- Notiomaso australis Banks, 1914
- Notiomaso barbatus (Tullgren, 1901)
- Notiomaso exonychus Miller, 2007
- Notiomaso flavus Tambs-Lyche, 1954
- Notiomaso grytvikensis (Tambs-Lyche, 1954)
- Notiomaso striatus (Usher, 1983)

## Notioscopus
Notioscopus Simon, 1884
- Notioscopus australis Simon, 1894
- Notioscopus sarcinatus (O. P.-Cambridge, 1872)
- Notioscopus sibiricus Tanasevitch, 2007

## Novafroneta
Novafroneta Blest, 1979
- Novafroneta annulipes Blest, 1979
- Novafroneta gladiatrix Blest, 1979
- Novafroneta nova Blest & Vink, 2003
- Novafroneta parmulata Blest, 1979
- Novafroneta truncata Blest & Vink, 2003
- Novafroneta vulgaris Blest, 1979

## Novafrontina
Novafrontina Millidge, 1991
- Novafrontina bipunctata (Keyserling, 1886)
- Novafrontina patens Millidge, 1991
- Novafrontina uncata (F. O. P.-Cambridge, 1902)

## Novalaetesia
Novalaetesia Millidge, 1988
- Novalaetesia anceps Millidge, 1988
- Novalaetesia atra Blest & Vink, 2003

## Nusoncus
Nusoncus Wunderlich, 2008
- Nusoncus nasutus (Schenkel, 1925)

## Oaphantes
Oaphantes Chamberlin & Ivie, 1943
- Oaphantes pallidulus (Banks, 1904)

## Obrimona
Obrimona Strand, 1934
- Obrimona tennenti (Simon, 1894)

## Obscuriphantes
Obscuriphantes Saaristo & Tanasevitch, 2000
- Obscuriphantes bacelarae (Schenkel, 1938)
- Obscuriphantes obscurus (Blackwall, 1841)
  - Obscuriphantes obscurus dilutior (Simon, 1929)
- Obscuriphantes pseudoobscurus (Marusik, Hippa & Koponen, 1996)

## Oculocornia
Oculocornia Oliger, 1985
- Oculocornia orientalis Oliger, 1985

## Oedothorax
Oedothorax Bertkau, in Förster & Bertkau, 1883
- Oedothorax agrestis (Blackwall, 1853)
  - Oedothorax agrestis longipes (Simon, 1884)
- Oedothorax alascensis (Banks, 1900)
- Oedothorax angelus Tanasevitch, 1998
- Oedothorax annulatus Wunderlich, 1974
- Oedothorax apicatus (Blackwall, 1850)
- Oedothorax asocialis Wunderlich, 1974
- Oedothorax assuetus Tanasevitch, 1998
- Oedothorax banksi Strand, 1906
- Oedothorax brevipalpus (Banks, 1901)
- Oedothorax caporiaccoi Roewer, 1942
- Oedothorax cascadeus Chamberlin, 1949
- Oedothorax clypeellum Tanasevitch, 1998
- Oedothorax collinus Ma & Zhu, 1991
- Oedothorax coronatus Tanasevitch, 1998
- Oedothorax dismodicoides Wunderlich, 1974
- Oedothorax elongatus Wunderlich, 1974
- Oedothorax esyunini Zhang, Zhang & Yu, 2003
- Oedothorax falcifer Tanasevitch, 1998
- Oedothorax fuegianus (Simon, 1902)
- Oedothorax fuscus (Blackwall, 1834)
- Oedothorax gibbifer (Kulczyński, 1882)
- Oedothorax gibbosus (Blackwall, 1841)
- Oedothorax globiceps Thaler, 1987
- Oedothorax hirsutus Wunderlich, 1974
- Oedothorax holmi Wunderlich, 1978
- Oedothorax howardi Petrunkevitch, 1925
- Oedothorax hulongensis Zhu & Wen, 1980
- Oedothorax insignis (Bösenberg, 1902)
- Oedothorax insulanus Paik, 1980
- Oedothorax japonicus Kishida, 1910
- Oedothorax latitibialis Bosmans, 1988
- Oedothorax legrandi Jocqué, 1985
- Oedothorax limatus Crosby, 1905
- Oedothorax lineatus Wunderlich, 1974
- Oedothorax longiductus Bosmans, 1988
- Oedothorax lucidus Wunderlich, 1974
- Oedothorax macrophthalmus Locket & Russell-Smith, 1980
- Oedothorax malearmatus Tanasevitch, 1998
- Oedothorax maximus (Emerton, 1882)
- Oedothorax meridionalis Tanasevitch, 1987
- Oedothorax modestus Tanasevitch, 1998
- Oedothorax mongolensis (Heimer, 1987)
- Oedothorax monoceros Miller, 1970
- Oedothorax montifer (Emerton, 1882)
- Oedothorax muscicola Bosmans, 1988
- Oedothorax nazareti Scharff, 1989
- Oedothorax pallidus (Bösenberg, 1902)
- Oedothorax paludigena Simon, 1926
- Oedothorax pilosus Wunderlich, 1978
- Oedothorax retusus (Westring, 1851)
- Oedothorax savigniformis Tanasevitch, 1998
- Oedothorax seminolus Ivie & Barrows, 1935
- Oedothorax sexmaculatus Saito & Ono, 2001
- Oedothorax sexoculatus Wunderlich, 1974
- Oedothorax sexoculorum Tanasevitch, 1998
- Oedothorax simplicithorax Tanasevitch, 1998
- Oedothorax subniger (Bösenberg, 1902)
- Oedothorax tener (Bösenberg, 1902)
- Oedothorax tholusus Tanasevitch, 1998
- Oedothorax tingitanus (Simon, 1884)
- Oedothorax trilineatus Saito, 1934
- Oedothorax trilobatus (Banks, 1896)
- Oedothorax unicolor Wunderlich, 1974
- Oedothorax usitatus Jocqué & Scharff, 1986

## Oia
Oia Wunderlich, 1973
- Oia breviprocessia Song & Li, 2010
- Oia imadatei (Oi, 1964)
- Oia sororia Wunderlich, 1973

## Oilinyphia
Oilinyphia Ono & Saito, 1989
- Oilinyphia jadbounorum Ponksee & Tanikawa, 2010
- Oilinyphia peculiaris Ono & Saito, 1989

## Okhotigone
Okhotigone Eskov, 1993
- Okhotigone sounkyoensis (Saito, 1986)

## Onychembolus
Onychembolus Millidge, 1985
- Onychembolus anceps Millidge, 1991
- Onychembolus subalpinus Millidge, 1985

## Ophrynia
Ophrynia Jocqué, 1981
- Ophrynia galeata Jocqué & Scharff, 1986
  - Ophrynia galeata lukwangulensis Jocqué & Scharff, 1986
- Ophrynia infecta Jocqué & Scharff, 1986
- Ophrynia insulana Scharff, 1990
- Ophrynia juguma Scharff, 1990
- Ophrynia perspicua Scharff, 1990
- Ophrynia revelatrix Jocqué & Scharff, 1986
- Ophrynia rostrata Jocqué & Scharff, 1986
- Ophrynia summicola Jocqué & Scharff, 1986
- Ophrynia superciliosa Jocqué, 1981
- Ophrynia trituberculata Bosmans, 1988
- Ophrynia truncatula Scharff, 1990
- Ophrynia uncata Jocqué & Scharff, 1986

## Oreocyba
Oreocyba Holm, 1962
- Oreocyba elgonensis (Fage, 1936)
- Oreocyba propinqua Holm, 1962

## Oreoneta
Oreoneta Kulczyński, 1894
- Oreoneta alpina (Eskov, 1987)
- Oreoneta arctica (Holm, 1960)
- Oreoneta banffkluane Saaristo & Marusik, 2004
- Oreoneta beringiana Saaristo & Marusik, 2004
- Oreoneta brunnea (Emerton, 1882)
- Oreoneta eskimopoint Saaristo & Marusik, 2004
- Oreoneta eskovi Saaristo & Marusik, 2004
- Oreoneta fennica Saaristo & Marusik, 2004
- Oreoneta fortyukon Saaristo & Marusik, 2004
- Oreoneta frigida (Thorell, 1872)
- Oreoneta garrina (Chamberlin, 1949)
- Oreoneta herschel Saaristo & Marusik, 2004
- Oreoneta intercepta (O. P.-Cambridge, 1873)
- Oreoneta kurile Saaristo & Marusik, 2004
- Oreoneta leviceps (L. Koch, 1879)
- Oreoneta logunovi Saaristo & Marusik, 2004
- Oreoneta magaputo Saaristo & Marusik, 2004
- Oreoneta mineevi Saaristo & Marusik, 2004
- Oreoneta mongolica (Wunderlich, 1995)
- Oreoneta montigena (L. Koch, 1872)
- Oreoneta punctata (Tullgren, 1955)
- Oreoneta repeater Saaristo & Marusik, 2004
- Oreoneta sepe Saaristo & Marusik, 2004
- Oreoneta sinuosa (Tullgren, 1955)
- Oreoneta tatrica (Kulczyński, 1915)
- Oreoneta tienshangensis Saaristo & Marusik, 2004
- Oreoneta tuva Saaristo & Marusik, 2004
- Oreoneta uralensis Saaristo & Marusik, 2004
- Oreoneta vogelae Saaristo & Marusik, 2004
- Oreoneta wyomingia Saaristo & Marusik, 2004

## Oreonetides
Oreonetides Strand, 1901
- Oreonetides badzhalensis Eskov, 1991
- Oreonetides beattyi Paquin et al., 2009
- Oreonetides beringianus Eskov, 1991
- Oreonetides filicatus (Crosby, 1937)
- Oreonetides flavescens (Crosby, 1937)
- Oreonetides flavus (Emerton, 1915)
- Oreonetides glacialis (L. Koch, 1872)
- Oreonetides helsdingeni Eskov, 1984
- Oreonetides kolymensis Eskov, 1991
- Oreonetides longembolus Wunderlich & Li, 1995
- Oreonetides quadridentatus (Wunderlich, 1972)
- Oreonetides rectangulatus (Emerton, 1913)
- Oreonetides rotundus (Emerton, 1913)
- Oreonetides sajanensis Eskov, 1991
- Oreonetides shimizui (Yaginuma, 1972)
- Oreonetides taiwanus Tanasevitch, 2011
- Oreonetides vaginatus (Thorell, 1872)

## Oreophantes
Oreophantes Eskov, 1984
- Oreophantes recurvatus (Emerton, 1913)

## Orfeo
Orfeo Miller, 2007
- Orfeo desolatus (Keyserling, 1886)
- Orfeo jobim Miller, 2007

## Orientopus
Orientopus Eskov, 1992
- Orientopus yodoensis (Oi, 1960)

## Origanates
Origanates Crosby & Bishop, 1933
- Origanates rostratus (Emerton, 1882)

## Orsonwelles
Orsonwelles Hormiga, 2002
- Orsonwelles ambersonorum Hormiga, 2002
- Orsonwelles arcanus Hormiga, 2002
- Orsonwelles bellum Hormiga, 2002
- Orsonwelles calx Hormiga, 2002
- Orsonwelles falstaffius Hormiga, 2002
- Orsonwelles graphicus (Simon, 1900)
- Orsonwelles iudicium Hormiga, 2002
- Orsonwelles macbeth Hormiga, 2002
- Orsonwelles malus Hormiga, 2002
- Orsonwelles othello Hormiga, 2002
- Orsonwelles polites Hormiga, 2002
- Orsonwelles torosus (Simon, 1900)
- Orsonwelles ventus Hormiga, 2002

## Oryphantes
Oryphantes Hull, 1932
- Oryphantes aliquantulus Dupérré & Paquin, 2007
- Oryphantes angulatus (O. P.-Cambridge, 1881)
- Oryphantes bipilis (Kulczyński, 1885)
- Oryphantes cognatus (Tanasevitch, 1992)
- Oryphantes geminus (Tanasevitch, 1982)

## Ostearius
Ostearius Hull, 1911
- Ostearius melanopygius (O. P.-Cambridge, 1879)
- Ostearius muticus Gao, Gao & Zhu, 1994

## Ouedia
Ouedia Bosmans & Abrous, 1992
- Ouedia rufithorax (Simon, 1881)

## Pachydelphus
Pachydelphus Jocqué & Bosmans, 1983
- Pachydelphus africanus (Simon, 1894)
- Pachydelphus banco Jocqué & Bosmans, 1983
- Pachydelphus coiffaiti Jocqué, 1983
- Pachydelphus tonqui Jocqué & Bosmans, 1983

## Pacifiphantes
Pacifiphantes Eskov & Marusik, 1994
- Pacifiphantes magnificus (Chamberlin & Ivie, 1943)
- Pacifiphantes zakharovi Eskov & Marusik, 1994

## Paikiniana
Paikiniana Eskov, 1992
- Paikiniana bella (Paik, 1978)
- Paikiniana biceps Song & Li, 2008
- Paikiniana iriei (Ono, 2007)
- Paikiniana lurida (Seo, 1991)
- Paikiniana mikurana Ono, 2010
- Paikiniana mira (Oi, 1960)
- Paikiniana vulgaris (Oi, 1960)

## Palaeohyphantes
Palaeohyphantes Millidge, 1984
- Palaeohyphantes simplicipalpis (Wunderlich, 1976)

## Palliduphantes
Palliduphantes Saaristo & Tanasevitch, 2001
- Palliduphantes altus (Tanasevitch, 1986)
- Palliduphantes alutacius (Simon, 1884)
- Palliduphantes angustiformis (Simon, 1884)
- Palliduphantes antroniensis (Schenkel, 1933)
- Palliduphantes arenicola (Denis, 1964)
- Palliduphantes bayrami Demir, Topçu & Seyyar, 2008
- Palliduphantes bolivari (Fage, 1931)
- Palliduphantes brignolii (Kratochvíl, 1978)
- Palliduphantes byzantinus (Fage, 1931)
- Palliduphantes cadiziensis (Wunderlich, 1980)
- Palliduphantes carusoi (Brignoli, 1979)
- Palliduphantes cebennicus (Simon, 1929)
- Palliduphantes ceretanus (Denis, 1962)
- Palliduphantes cernuus (Simon, 1884)
- Palliduphantes chenini Bosmans, 2003
- Palliduphantes conradini (Brignoli, 1971)
- Palliduphantes cortesi Ribera & De Mas, 2003
- Palliduphantes culicinus (Simon, 1884)
- Palliduphantes dentatidens (Simon, 1929)
- Palliduphantes epaminondae (Brignoli, 1979)
- Palliduphantes ericaeus (Blackwall, 1853)
- Palliduphantes fagicola (Simon, 1929)
- Palliduphantes florentinus (Caporiacco, 1947)
- Palliduphantes gypsi Ribera & De Mas, 2003
- Palliduphantes insignis (O. P.-Cambridge, 1913)
- Palliduphantes intirmus (Tanasevitch, 1987)
- Palliduphantes istrianus (Kulczyński, 1914)
- Palliduphantes kalaensis (Bosmans, 1985)
- Palliduphantes khobarum (Charitonov, 1947)
- Palliduphantes labilis (Simon, 1913)
- Palliduphantes liguricus (Simon, 1929)
- Palliduphantes longiscapus (Wunderlich, 1987)
- Palliduphantes longiseta (Simon, 1884)
- Palliduphantes lorifer (Simon, 1907)
- Palliduphantes malickyi (Wunderlich, 1980)
- Palliduphantes margaritae (Denis, 1934)
- Palliduphantes melitensis (Bosmans, 1994)
- Palliduphantes milleri (Starega, 1972)
- Palliduphantes minimus (Deeleman-Reinhold, 1985)
- Palliduphantes montanus (Kulczyński, 1898)
- Palliduphantes oredonensis (Denis, 1950)
- Palliduphantes pallidus (O. P.-Cambridge, 1871)
- Palliduphantes palmensis (Wunderlich, 1992)
- Palliduphantes pillichi (Kulczyński, 1915)
- Palliduphantes rubens (Wunderlich, 1987)
- Palliduphantes salfii (Dresco, 1949)
- Palliduphantes sanctivincenti (Simon, 1872)
- Palliduphantes sbordonii (Brignoli, 1970)
- Palliduphantes schmitzi (Kulczyński, 1899)
- Palliduphantes solivagus (Tanasevitch, 1986)
- Palliduphantes spelaeorum (Kulczyński, 1914)
- Palliduphantes stygius (Simon, 1884)
- Palliduphantes tenerifensis (Wunderlich, 1992)
- Palliduphantes theosophicus (Tanasevitch, 1987)
- Palliduphantes tricuspis Bosmans, 2006
- Palliduphantes trnovensis (Drensky, 1931)
- Palliduphantes yakourensis Bosmans, 2006

## Panamomops
Panamomops Simon, 1884
- Panamomops affinis Miller & Kratochvíl, 1939
- Panamomops depilis Eskov & Marusik, 1994
- Panamomops dybowskii (O. P.-Cambridge, 1873)
- Panamomops fagei Miller & Kratochvíl, 1939
- Panamomops fedotovi (Charitonov, 1937)
- Panamomops inconspicuus (Miller & Valesova, 1964)
- Panamomops latifrons Miller, 1959
- Panamomops mengei Simon, 1926
- Panamomops mutilus (Denis, 1962)
- Panamomops palmgreni Thaler, 1973
- Panamomops pamiricus Tanasevitch, 1989
- Panamomops strandi Kolosváry, 1934
- Panamomops sulcifrons (Wider, 1834)
- Panamomops tauricornis (Simon, 1881)

## Paracornicularia
Paracornicularia Crosby & Bishop, 1931
- Paracornicularia bicapillata Crosby & Bishop, 1931

## Paracymboides
Paracymboides Tanasevitch, 2011
- Paracymboides aduncus Tanasevitch, 2011
- Paracymboides tibialis Tanasevitch, 2011

## Paraeboria
Paraeboria Eskov, 1990
- Paraeboria jeniseica (Eskov, 1981)

## Parafroneta
Parafroneta Blest, 1979
- Parafroneta ambigua Blest, 1979
- Parafroneta confusa Blest, 1979
- Parafroneta demota Blest & Vink, 2002
- Parafroneta haurokoae Blest & Vink, 2002
- Parafroneta hirsuta Blest & Vink, 2003
- Parafroneta insula Blest, 1979
- Parafroneta marrineri (Hogg, 1909)
- Parafroneta minuta Blest, 1979
- Parafroneta monticola Blest, 1979
- Parafroneta persimilis Blest, 1979
- Parafroneta pilosa Blest & Vink, 2003
- Parafroneta subalpina Blest & Vink, 2002
- Parafroneta subantarctica Blest, 1979
- Parafroneta westlandica Blest & Vink, 2002

## Paraglyphesis
Paraglyphesis Eskov, 1991
- Paraglyphesis lasiargoides Eskov, 1991
- Paraglyphesis monticola Eskov, 1991
- Paraglyphesis polaris Eskov, 1991

## Paragongylidiellum
Paragongylidiellum Wunderlich, 1973
- Paragongylidiellum caliginosum Wunderlich, 1973

## Paraletes
Paraletes Millidge, 1991
- Paraletes pogo Miller, 2007
- Paraletes timidus Millidge, 1991

## Parameioneta
Parameioneta Locket, 1982
- Parameioneta bilobata Li & Zhu, 1993
- Parameioneta spicata Locket, 1982

## Paranasoona
Paranasoona Heimer, 1984
- Paranasoona cirrifrons Heimer, 1984

## Parapelecopsis
Parapelecopsis Wunderlich, 1992
- Parapelecopsis conimbricensis Bosmans & Crespo, 2010
- Parapelecopsis mediocris (Kulczyński, 1899)
- Parapelecopsis nemoralioides (O. P.-Cambridge, 1884)
- Parapelecopsis nemoralis (Blackwall, 1841)

## Parasisis
Parasisis Eskov, 1984
- Parasisis amurensis Eskov, 1984

## Paratapinocyba
Paratapinocyba Saito, 1986
- Paratapinocyba kumadai Saito, 1986
- Paratapinocyba oiwa (Saito, 1980)

## Paratmeticus
Paratmeticus Marusik & Koponen, 2010
- Paratmeticus bipunctis (Bösenberg & Strand, 1906)

## Parawubanoides
Parawubanoides Eskov & Marusik, 1992
- Parawubanoides unicornis (O. P.-Cambridge, 1873)

## Parhypomma
Parhypomma Eskov, 1992
- Parhypomma naraense (Oi, 1960)

## Paro
Paro Berland, 1942
- Paro simoni Berland, 1942

## Patagoneta
Patagoneta Millidge, 1985
- Patagoneta antarctica (Tullgren, 1901)

## Pecado
Pecado Hormiga & Scharff, 2005
- Pecado impudicus (Denis, 1945)

## Pelecopsidis
Pelecopsidis Bishop & Crosby, 1935
- Pelecopsidis frontalis (Banks, 1904)

## Pelecopsis
Pelecopsis Simon, 1864
- Pelecopsis agaetensis Wunderlich, 1987
- Pelecopsis albifrons Holm, 1979
- Pelecopsis alpica Thaler, 1991
- Pelecopsis alticola (Berland, 1936)
  - Pelecopsis alticola elgonensis (Holm, 1962)
  - Pelecopsis alticola kenyensis (Holm, 1962)
  - Pelecopsis alticola kivuensis (Miller, 1970)
- Pelecopsis amabilis (Simon, 1884)
- Pelecopsis aureipes Denis, 1962
- Pelecopsis biceps (Holm, 1962)
- Pelecopsis bicornuta Hillyard, 1980
- Pelecopsis bishopi Kaston, 1945
- Pelecopsis bucephala (O. P.-Cambridge, 1875)
- Pelecopsis capitata (Simon, 1884)
- Pelecopsis cedricola Bosmans & Abrous, 1992
- Pelecopsis coccinea (O. P.-Cambridge, 1875)
- Pelecopsis crassipes Tanasevitch, 1987
- Pelecopsis denisi Brignoli, 1983
- Pelecopsis digitulus Bosmans & Abrous, 1992
- Pelecopsis dorniana Heimer, 1987
- Pelecopsis elongata (Wider, 1834)
- Pelecopsis eminula (Simon, 1884)
- Pelecopsis flava Holm, 1962
- Pelecopsis fornicata Miller, 1970
- Pelecopsis fulva Holm, 1962
- Pelecopsis hamata Bosmans, 1988
- Pelecopsis hipporegia (Denis, 1968)
- Pelecopsis humiliceps Holm, 1979
- Pelecopsis indus Tanasevitch, 2011
- Pelecopsis inedita (O. P.-Cambridge, 1875)
- Pelecopsis infusca Holm, 1962
- Pelecopsis intricata Jocqué, 1984
- Pelecopsis janus Jocqué, 1984
- Pelecopsis kabyliana Bosmans & Abrous, 1992
- Pelecopsis kalaensis Bosmans & Abrous, 1992
- Pelecopsis laptevi Tanasevitch & Fet, 1986
- Pelecopsis leonina (Simon, 1884)
- Pelecopsis litoralis Wunderlich, 1987
- Pelecopsis loksai Szinetár & Samu, 2003
- Pelecopsis lunaris Bosmans & Abrous, 1992
- Pelecopsis major (Denis, 1945)
- Pelecopsis malawiensis Jocqué, 1977
- Pelecopsis margaretae Georgescu, 1975
- Pelecopsis medusoides Jocqué, 1984
- Pelecopsis mengei (Simon, 1884)
- Pelecopsis minor Wunderlich, 1995
- Pelecopsis modica Hillyard, 1980
- Pelecopsis moesta (Banks, 1892)
- Pelecopsis monsantensis Bosmans & Crespo, 2010
- Pelecopsis moschensis (Caporiacco, 1947)
- Pelecopsis mutica Denis, 1957
- Pelecopsis nigriceps Holm, 1962
- Pelecopsis nigroloba Fei, Gao & Zhu, 1995
- Pelecopsis odontophora (Kulczyński, 1895)
- Pelecopsis oranensis (Simon, 1884)
- Pelecopsis oujda Bosmans & Abrous, 1992
- Pelecopsis palmgreni Marusik & Esyunin, 1998
- Pelecopsis papillii Scharff, 1990
- Pelecopsis parallela (Wider, 1834)
- Pelecopsis paralleloides Tanasevitch & Fet, 1986
- Pelecopsis partita Denis, 1953
- Pelecopsis parvicollis Wunderlich, 1995
- Pelecopsis parvioculis Miller, 1970
- Pelecopsis pasteuri (Berland, 1936)
- Pelecopsis pavida (O. P.-Cambridge, 1872)
- Pelecopsis physeter (Fage, 1936)
- Pelecopsis pooti Bosmans & Jocqué, 1993
- Pelecopsis proclinata Bosmans, 1988
- Pelecopsis punctilineata Holm, 1964
- Pelecopsis punctiseriata (Bösenberg & Strand, 1906)
- Pelecopsis radicicola (L. Koch, 1872)
- Pelecopsis reclinata (Holm, 1962)
- Pelecopsis riffensis Bosmans & Abrous, 1992
- Pelecopsis robusta Weiss, 1990
- Pelecopsis ruwenzoriensis (Holm, 1962)
- Pelecopsis sanje Scharff, 1990
- Pelecopsis sculpta (Emerton, 1917)
  - Pelecopsis sculpta digna Chamberlin & Ivie, 1939
- Pelecopsis senecicola Holm, 1962
- Pelecopsis steppensis Gnelitsa, 2008
- Pelecopsis subflava Russell-Smith & Jocqué, 1986
- Pelecopsis suilla (Simon, 1884)
- Pelecopsis susannae (Simon, 1914)
- Pelecopsis tenuipalpis Holm, 1979
- Pelecopsis tybaertielloides Jocqué, 1984
- Pelecopsis unimaculata (Banks, 1892)
- Pelecopsis varians (Holm, 1962)

## Peponocranium
Peponocranium Simon, 1884
- Peponocranium dubium Wunderlich, 1995
- Peponocranium ludicrum (O. P.-Cambridge, 1861)
- Peponocranium orbiculatum (O. P.-Cambridge, 1882)
- Peponocranium praeceps Miller, 1943
- Peponocranium simile Tullgren, 1955

## Perlongipalpus
Perlongipalpus Eskov & Marusik, 1991
- Perlongipalpus mannilai Eskov & Marusik, 1991
- Perlongipalpus mongolicus Marusik & Koponen, 2008
- Perlongipalpus pinipumilis Eskov & Marusik, 1991
- Perlongipalpus saaristoi Marusik & Koponen, 2008

## Perregrinus
Perregrinus Tanasevitch, 1992
- Perregrinus deformis (Tanasevitch, 1982)

## Perro
Perro Tanasevitch, 1992
- Perro camtschadalica (Kulczyński, 1885)
- Perro polaris (Eskov, 1986)
- Perro putoranica (Eskov, 1986)
- Perro subtilipes (Tanasevitch, 1985)
- Perro tshuktshorum (Eskov & Marusik, 1991)

## Phanetta
Phanetta Keyserling, 1886
- Phanetta subterranea (Emerton, 1875)

## Phlattothrata
Phlattothrata Crosby & Bishop, 1933
- Phlattothrata flagellata (Emerton, 1911)
- Phlattothrata parva (Kulczyński, 1926)

## Phyllarachne
Phyllarachne Millidge & Russell-Smith, 1992
- Phyllarachne levicula Millidge & Russell-Smith, 1992

## Piesocalus
Piesocalus Simon, 1894
- Piesocalus javanus Simon, 1894

## Piniphantes
Piniphantes Saaristo & Tanasevitch, 1996
- Piniphantes cinereus (Tanasevitch, 1986)
- Piniphantes cirratus (Thaler, 1986)
- Piniphantes himalayensis (Tanasevitch, 1987)
- Piniphantes macer (Tanasevitch, 1986)
- Piniphantes pinicola (Simon, 1884)
- Piniphantes plumatus (Tanasevitch, 1986)
- Piniphantes uzbekistanicus (Tanasevitch, 1983)
- Piniphantes zonsteini (Tanasevitch, 1989)

## Pityohyphantes
Pityohyphantes Simon, 1929
- Pityohyphantes alticeps Chamberlin & Ivie, 1943
- Pityohyphantes brachygynus Chamberlin & Ivie, 1942
- Pityohyphantes costatus (Hentz, 1850)
  - Pityohyphantes costatus annulipes (Banks, 1892)
- Pityohyphantes cristatus Chamberlin & Ivie, 1942
  - Pityohyphantes cristatus coloradensis Chamberlin & Ivie, 1942
- Pityohyphantes hesperus (Chamberlin, 1920)
- Pityohyphantes kamela Chamberlin & Ivie, 1943
- Pityohyphantes limitaneus (Emerton, 1915)
- Pityohyphantes lomondensis Chamberlin & Ivie, 1941
- Pityohyphantes minidoka Chamberlin & Ivie, 1943
- Pityohyphantes navajo Chamberlin & Ivie, 1942
- Pityohyphantes palilis (L. Koch, 1870)
- Pityohyphantes pallidus Chamberlin & Ivie, 1942
- Pityohyphantes phrygianus (C. L. Koch, 1836)
- Pityohyphantes rubrofasciatus (Keyserling, 1886)
- Pityohyphantes subarcticus Chamberlin & Ivie, 1943
- Pityohyphantes tacoma Chamberlin & Ivie, 1942

## Plaesianillus
Plaesianillus Simon, 1926
- Plaesianillus cyclops (Simon, 1881)

## Platyspira
Platyspira Song & Li, 2009
- Platyspira tanasevitchi Song & Li, 2009

## Plectembolus
Plectembolus Millidge & Russell-Smith, 1992
- Plectembolus biflectus Millidge & Russell-Smith, 1992
- Plectembolus quadriflectus Millidge & Russell-Smith, 1992
- Plectembolus quinqueflectus Millidge & Russell-Smith, 1992
- Plectembolus similis Millidge & Russell-Smith, 1992
- Plectembolus triflectus Millidge & Russell-Smith, 1992

## Plesiophantes
Plesiophantes Heimer, 1981
- Plesiophantes joosti Heimer, 1981
- Plesiophantes simplex Tanasevitch, 1987
- Plesiophantes tanasevitchi Wunderlich, 2011

## Plicatiductus
Plicatiductus Millidge & Russell-Smith, 1992
- Plicatiductus storki Millidge & Russell-Smith, 1992

## Pocadicnemis
Pocadicnemis Simon, 1884
- Pocadicnemis americana Millidge, 1976
- Pocadicnemis carpatica (Chyzer, 1894)
- Pocadicnemis desioi Caporiacco, 1935
- Pocadicnemis jacksoni Millidge, 1976
- Pocadicnemis juncea Locket & Millidge, 1953
- Pocadicnemis occidentalis Millidge, 1976
- Pocadicnemis pumila (Blackwall, 1841)

## Pocobletus
Pocobletus Simon, 1894
- Pocobletus bivittatus Simon, 1897
- Pocobletus coroniger Simon, 1894

## Poecilafroneta
Poecilafroneta Blest, 1979
- Poecilafroneta caudata Blest, 1979

## Poeciloneta
Poeciloneta Kulczyński, 1894
- Poeciloneta aggressa (Chamberlin & Ivie, 1943)
- Poeciloneta ancora Zhai & Zhu, 2008
- Poeciloneta bellona Chamberlin & Ivie, 1943
- Poeciloneta bihamata (Emerton, 1882)
- Poeciloneta calcaratus (Emerton, 1909)
- Poeciloneta canionis Chamberlin & Ivie, 1943
- Poeciloneta dokutchaevi Eskov & Marusik, 1994
- Poeciloneta fructuosa (Keyserling, 1886)
- Poeciloneta furcata (Emerton, 1913)
- Poeciloneta hengshanensis (Chen & Yin, 2000)
- Poeciloneta lyrica (Zorsch, 1937)
- Poeciloneta pallida Kulczyński, 1908
- Poeciloneta petrophila Tanasevitch, 1989
- Poeciloneta tanasevitchi Marusik, 1991
- Poeciloneta theridiformis (Emerton, 1911)
- Poeciloneta vakkhanka Tanasevitch, 1989
- Poeciloneta variegata (Blackwall, 1841)
- Poeciloneta xizangensis Zhai & Zhu, 2008

## Porrhomma
Porrhomma Simon, 1884
- Porrhomma boreale (Banks, 1899)
- Porrhomma borgesi Wunderlich, 2008
- Porrhomma cambridgei Merrett, 1994
- Porrhomma campbelli F. O. P.-Cambridge, 1894
- Porrhomma cavernicola (Keyserling, 1886)
- Porrhomma convexum (Westring, 1851)
- Porrhomma corsicum Simon, 1910
- Porrhomma egeria Simon, 1884
- Porrhomma errans (Blackwall, 1841)
- Porrhomma gertschi Hackman, 1954
- Porrhomma indecorum Simon, 1910
- Porrhomma kulczynskii Starega, 1974
- Porrhomma macrochelis (Emerton, 1917)
- Porrhomma marphaense Wunderlich, 1983
- Porrhomma microcavense Wunderlich, 1990
- Porrhomma microphthalmum (O. P.-Cambridge, 1871)
- Porrhomma microps (Roewer, 1931)
- Porrhomma montanum Jackson, 1913
- Porrhomma myops Simon, 1884
- Porrhomma oblitum (O. P.-Cambridge, 1871)
- Porrhomma ocella Chamberlin & Ivie, 1943
- Porrhomma ohkawai Saito, 1977
- Porrhomma omissum Miller, 1971
- Porrhomma pallidum Jackson, 1913
  - Porrhomma pallidum affinis Miller & Kratochvíl, 1940
- Porrhomma profundum Dahl, 1939
- Porrhomma pygmaeum (Blackwall, 1834)
- Porrhomma rakanum Yaginuma & Saito, 1981
- Porrhomma rosenhaueri (L. Koch, 1872)
- Porrhomma sodonta (Chamberlin, 1949)
- Porrhomma terrestre (Emerton, 1882)

## Praestigia
Praestigia Millidge, 1954
- Praestigia duffeyi Millidge, 1954
- Praestigia eskovi Marusik, Gnelitsa & Koponen, 2008
- Praestigia groenlandica Holm, 1967
- Praestigia kulczynskii Eskov, 1979
- Praestigia makarovae Marusik, Gnelitsa & Koponen, 2008
- Praestigia pini (Holm, 1950)
- Praestigia sibirica Marusik, Gnelitsa & Koponen, 2008
- Praestigia uralensis Marusik, Gnelitsa & Koponen, 2008

## Primerigonina
Primerigonina Wunderlich, 1995
- Primerigonina australis Wunderlich, 1995

## Prinerigone
Prinerigone Millidge, 1988
- Prinerigone aethiopica (Tullgren, 1910)
- Prinerigone pigra (Blackwall, 1862)
- Prinerigone vagans (Audouin, 1826)
  - Prinerigone vagans arabica (Jocqué, 1981)

## Priperia
Priperia Simon, 1904
- Priperia bicolor Simon, 1904

## Procerocymbium
Procerocymbium Eskov, 1989
- Procerocymbium buryaticum Marusik & Koponen, 2001
- Procerocymbium dondalei Marusik & Koponen, 2001
- Procerocymbium jeniseicum Marusik & Koponen, 2001
- Procerocymbium sibiricum Eskov, 1989

## Proelauna
Proelauna Jocqué, 1981
- Proelauna humicola (Miller, 1970)

## Proislandiana
Proislandiana Tanasevitch, 1985
- Proislandiana pallida (Kulczyński, 1908)

## Promynoglenes
Promynoglenes Blest, 1979
- Promynoglenes grandis Blest, 1979
- Promynoglenes minuscula Blest & Vink, 2003
- Promynoglenes minuta Blest & Vink, 2002
- Promynoglenes nobilis Blest, 1979
- Promynoglenes parvula Blest, 1979
- Promynoglenes silvestris Blest, 1979

## Pronasoona
Pronasoona Millidge, 1995
- Pronasoona aurata Millidge, 1995
- Pronasoona sylvatica Millidge, 1995

## Prosoponoides
Prosoponoides Millidge & Russell-Smith, 1992
- Prosoponoides hamatus Millidge & Russell-Smith, 1992
- Prosoponoides kaharianus Millidge & Russell-Smith, 1992
- Prosoponoides similis Millidge & Russell-Smith, 1992
- Prosoponoides sinensis (Chen, 1991)

## Protoerigone
Protoerigone Blest, 1979
- Protoerigone obtusa Blest, 1979
- Protoerigone otagoa Blest, 1979

## Pseudafroneta
Pseudafroneta Blest, 1979
- Pseudafroneta frigida Blest, 1979
- Pseudafroneta incerta (Bryant, 1935)
- Pseudafroneta lineata Blest, 1979
- Pseudafroneta maxima Blest, 1979
- Pseudafroneta pallida Blest, 1979
- Pseudafroneta perplexa Blest, 1979
- Pseudafroneta prominula Blest, 1979

## Pseudocarorita
Pseudocarorita Wunderlich, 1980
- Pseudocarorita thaleri (Saaristo, 1971)

## Pseudocyba
Pseudocyba Tanasevitch, 1984
- Pseudocyba miracula Tanasevitch, 1984

## Pseudohilaira
Pseudohilaira Eskov, 1990
- Pseudohilaira mirabilis Eskov, 1990

## Pseudomaro
Pseudomaro Denis, 1966
- Pseudomaro aenigmaticus Denis, 1966

## Pseudomaso
Pseudomaso Locket & Russell-Smith, 1980
- Pseudomaso longipes Locket & Russell-Smith, 1980

## Pseudomicrargus
Pseudomicrargus Eskov, 1992
- Pseudomicrargus acuitegulatus (Oi, 1960)
- Pseudomicrargus asakawaensis (Oi, 1964)
- Pseudomicrargus latitegulatus (Oi, 1960)

## Pseudomicrocentria
Pseudomicrocentria Miller, 1970
- Pseudomicrocentria minutissima Miller, 1970
- Pseudomicrocentria simplex Locket, 1982

## Pseudoporrhomma
Pseudoporrhomma Eskov, 1993
- Pseudoporrhomma maritimum Eskov, 1993

## Pseudotyphistes
Pseudotyphistes Brignoli, 1972
- Pseudotyphistes biriva Rodrigues & Ott, 2007
- Pseudotyphistes cambara (Ott & Lise, 1997)
- Pseudotyphistes cristatus (Ott & Lise, 1997)
- Pseudotyphistes ludibundus (Keyserling, 1886)
- Pseudotyphistes pallidus (Millidge, 1991)
- Pseudotyphistes pennatus Brignoli, 1972
- Pseudotyphistes vulpiscaudatus (Ott & Lise, 1997)

## Pseudowubana
Pseudowubana Eskov & Marusik, 1992
- Pseudowubana wagae (O. P.-Cambridge, 1873)

## Psilocymbium
Psilocymbium Millidge, 1991
- Psilocymbium acanthodes Miller, 2007
- Psilocymbium antonina Rodrigues & Ott, 2010
- Psilocymbium defloccatum (Keyserling, 1886)
- Psilocymbium incertum Millidge, 1991
- Psilocymbium lineatum (Millidge, 1991)
- Psilocymbium pilifrons Millidge, 1991
- Psilocymbium tuberosum Millidge, 1991

## Racata
Racata Millidge, 1995
- Racata grata Millidge, 1995

## Rhabdogyna
Rhabdogyna Millidge, 1985
- Rhabdogyna chiloensis Millidge, 1985
- Rhabdogyna patagonica (Tullgren, 1901)

## Ringina
Ringina Tambs-Lyche, 1954
- Ringina antarctica (Hickman, 1939)

## Russocampus
Russocampus Tanasevitch, 2004
- Russocampus polchaninovae Tanasevitch, 2004

## Ryojius
Ryojius Saito & Ono, 2001
- Ryojius japonicus Saito & Ono, 2001
- Ryojius nanyuensis (Chen & Yin, 2000)
- Ryojius occidentalis Saito & Ono, 2001

## Saaristoa
Saaristoa Millidge, 1978
- Saaristoa abnormis (Blackwall, 1841)
- Saaristoa ebinoensis (Oi, 1979)
- Saaristoa firma (O. P.-Cambridge, 1905)
- Saaristoa nipponica (Saito, 1984)
- Saaristoa sammamish (Levi & Levi, 1955)

## Sachaliphantes
Sachaliphantes Saaristo & Tanasevitch, 2004
- Sachaliphantes sachalinensis (Tanasevitch, 1988)

## Saitonia
Saitonia Eskov, 1992
- Saitonia kawaguchikonis Saito & Ono, 2001
- Saitonia longicephala (Saito, 1988)
- Saitonia muscus (Saito, 1989)
- Saitonia ojiroensis (Saito, 1990)
- Saitonia orientalis (Oi, 1960)

## Saloca
Saloca Simon, 1926
- Saloca diceros (O. P.-Cambridge, 1871)
- Saloca elevata Wunderlich, 2011
- Saloca gorapaniensis Wunderlich, 1983
- Saloca khumbuensis Wunderlich, 1983
- Saloca kulczynskii Miller & Kratochvíl, 1939
- Saloca ryvkini Eskov & Marusik, 1994

## Satilatlas
Satilatlas Keyserling, 1886
- Satilatlas arenarius (Emerton, 1911)
- Satilatlas britteni (Jackson, 1913)
- Satilatlas carens Millidge, 1981
- Satilatlas gentilis Millidge, 1981
- Satilatlas gertschi Millidge, 1981
- Satilatlas insolens Millidge, 1981
- Satilatlas marxi Keyserling, 1886
  - Satilatlas marxi matanuskae (Chamberlin, 1949)
- Satilatlas monticola Millidge, 1981

## Sauron
Sauron Eskov, 1995
- Sauron fissocornis Eskov, 1995
- Sauron rayi (Simon, 1881)

## Savignia
Savignia Blackwall, 1833
- Savignia amurensis Eskov, 1991
- Savignia badzhalensis Eskov, 1991
- Savignia basarukini Eskov, 1988
- Savignia birostra (Chamberlin & Ivie, 1947)
- Savignia borea Eskov, 1988
- Savignia bureensis Tanasevitch & Trilikauskas, 2006
- Savignia centrasiatica Eskov, 1991
- Savignia erythrocephala (Simon, 1908)
- Savignia eskovi Marusik, Koponen & Danilov, 2001
- Savignia frontata Blackwall, 1833
- Savignia fronticornis (Simon, 1884)
- Savignia harmsi Wunderlich, 1980
- Savignia kartalensis Jocqué, 1985
- Savignia kawachiensis Oi, 1960
- Savignia naniplopi Bosselaers & Henderickx, 2002
- Savignia producta Holm, 1977
- Savignia pseudofrontata Paik, 1978
- Savignia rostellatra Song & Li, 2009
- Savignia saitoi Eskov, 1988
- Savignia superstes Thaler, 1984
- Savignia ussurica Eskov, 1988
- Savignia yasudai (Saito, 1986)
- Savignia zero Eskov, 1988

## Savigniorrhipis
Savigniorrhipis Wunderlich, 1992
- Savigniorrhipis acoreensis Wunderlich, 1992

## Scandichrestus
Scandichrestus Wunderlich, 1995
- Scandichrestus tenuis (Holm, 1943)

## Schistogyna
Schistogyna Millidge, 1991
- Schistogyna arcana Millidge, 1991

## Sciastes
Sciastes Bishop & Crosby, 1938
- Sciastes carli (Lessert, 1907)
- Sciastes dubius (Hackman, 1954)
- Sciastes extremus Holm, 1967
- Sciastes hastatus Millidge, 1984
- Sciastes hyperboreus (Kulczyński, 1908)
- Sciastes mentasta (Chamberlin & Ivie, 1947)
- Sciastes tenna Chamberlin, 1949
- Sciastes truncatus (Emerton, 1882)

## Scirites
Scirites Bishop & Crosby, 1938
- Scirites finitimus Dupérré & Paquin, 2007
- Scirites pectinatus (Emerton, 1911)

## Scironis
Scironis Bishop & Crosby, 1938
- Scironis sima Chamberlin, 1949
- Scironis tarsalis (Emerton, 1911)

## Scolecura
Scolecura Millidge, 1991
- Scolecura cambara Rodrigues, 2005
- Scolecura cognata Millidge, 1991
- Scolecura parilis Millidge, 1991
- Scolecura propinqua Millidge, 1991

## Scolopembolus
Scolopembolus Bishop & Crosby, 1938
- Scolopembolus littoralis (Emerton, 1913)

## Scotargus
Scotargus Simon, 1913
- Scotargus enghoffi Wunderlich, 1992
- Scotargus grancanariensis Wunderlich, 1992
- Scotargus numidicus Bosmans, 2006
- Scotargus pilosus Simon, 1913
- Scotargus secundus Wunderlich, 1987
- Scotargus tenerifensis Wunderlich, 1992

## Scotinotylus
Scotinotylus Simon, 1884
- Scotinotylus alienus (Kulczyński, 1885)
- Scotinotylus allocotus Crawford & Edwards, 1989
- Scotinotylus alpigena (L. Koch, 1869)
- Scotinotylus alpinus (Banks, 1896)
- Scotinotylus altaicus Marusik, Hippa & Koponen, 1996
- Scotinotylus ambiguus Millidge, 1981
- Scotinotylus amurensis Eskov & Marusik, 1994
- Scotinotylus antennatus (O. P.-Cambridge, 1875)
- Scotinotylus apache (Chamberlin, 1949)
- Scotinotylus autor (Chamberlin, 1949)
- Scotinotylus bicavatus Millidge, 1981
- Scotinotylus bodenburgi (Chamberlin & Ivie, 1947)
- Scotinotylus boreus Millidge, 1981
- Scotinotylus castoris (Chamberlin, 1949)
- Scotinotylus clavatus (Schenkel, 1927)
- Scotinotylus columbia (Chamberlin, 1949)
- Scotinotylus crinitis Millidge, 1981
- Scotinotylus dubiosus Millidge, 1981
- Scotinotylus eutypus (Chamberlin, 1949)
- Scotinotylus evansi (O. P.-Cambridge, 1894)
- Scotinotylus exsectoides Millidge, 1981
- Scotinotylus formicarius (Dondale & Redner, 1972)
- Scotinotylus gracilis Millidge, 1981
- Scotinotylus humilis Millidge, 1981
- Scotinotylus kenus (Chamberlin, 1949)
- Scotinotylus kimjoopili Eskov & Marusik, 1994
- Scotinotylus kolymensis Eskov & Marusik, 1994
- Scotinotylus levii Marusik, 1988
- Scotinotylus majesticus (Chamberlin & Ivie, 1947)
- Scotinotylus millidgei Eskov, 1989
- Scotinotylus montanus Millidge, 1981
- Scotinotylus pallidus (Emerton, 1882)
- Scotinotylus patellatus (Emerton, 1917)
- Scotinotylus pollucis Millidge, 1981
- Scotinotylus protervus (L. Koch, 1879)
- Scotinotylus provincialis Denis, 1949
- Scotinotylus provo (Chamberlin, 1949)
- Scotinotylus regalis Millidge, 1981
- Scotinotylus sacer (Crosby, 1929)
- Scotinotylus sacratus Millidge, 1981
- Scotinotylus sagittatus Millidge, 1981
- Scotinotylus sanctus (Crosby, 1929)
- Scotinotylus sintalutus Millidge, 1981
- Scotinotylus tianschanicus Tanasevitch, 1989
- Scotinotylus venetus (Thorell, 1875)
- Scotinotylus vernalis (Emerton, 1882)

## Scutpelecopsis
Scutpelecopsis Marusik & Gnelitsa, 2009
- Scutpelecopsis krausi (Wunderlich, 1980)
- Scutpelecopsis loricata Duma & Tanasevitch, 2011
- Scutpelecopsis media Wunderlich, 2011
- Scutpelecopsis procer Wunderlich, 2011
- Scutpelecopsis wunderlichi Marusik & Gnelitsa, 2009

## Scylaceus
Scylaceus Bishop & Crosby, 1938
- Scylaceus pallidus (Emerton, 1882)
- Scylaceus selma (Chamberlin, 1949)

## Scyletria
Scyletria Bishop & Crosby, 1938
- Scyletria inflata Bishop & Crosby, 1938

## Selenyphantes
Selenyphantes Gertsch & Davis, 1946
- Selenyphantes longispinosus (O. P.-Cambridge, 1896)

## Semljicola
Semljicola Strand, 1906
- Semljicola alticola (Holm, 1950)
- Semljicola angulatus (Holm, 1963)
- Semljicola arcticus (Eskov, 1989)
- Semljicola barbiger (L. Koch, 1879)
- Semljicola beringianus (Eskov, 1989)
- Semljicola caliginosus (Falconer, 1910)
- Semljicola convexus (Holm, 1963)
- Semljicola faustus (O. P.-Cambridge, 1900)
- Semljicola lapponicus (Holm, 1939)
- Semljicola latus (Holm, 1939)
- Semljicola obtusus (Emerton, 1915)
- Semljicola qixiensis (Gao, Zhu & Fei, 1993)
- Semljicola simplex (Kulczyński, 1908)
- Semljicola thaleri (Eskov, 1981)

## Sengletus
Sengletus Tanasevitch, 2008
- Sengletus latus Tanasevitch, 2009
- Sengletus longiscapus Tanasevitch, 2008

## Shaanxinus
Shaanxinus Tanasevitch, 2006
- Shaanxinus anguilliformis (Xia et al., 2001)
- Shaanxinus rufus Tanasevitch, 2006

## Shanus
Shanus Tanasevitch, 2006
- Shanus taibaiensis Tanasevitch, 2006

## Sibirocyba
Sibirocyba Eskov & Marusik, 1994
- Sibirocyba incerta (Kulczyński, 1916)

## Silometopoides
Silometopoides Eskov, 1990
- Silometopoides asiaticus (Eskov, 1995)
- Silometopoides koponeni (Eskov & Marusik, 1994)
- Silometopoides mongolensis Eskov & Marusik, 1992
- Silometopoides pampia (Chamberlin, 1949)
- Silometopoides pingrensis (Crosby & Bishop, 1933)
- Silometopoides sibiricus (Eskov, 1989)
- Silometopoides sphagnicola Eskov & Marusik, 1992
- Silometopoides tibialis (Heimer, 1987)

## Silometopus
Silometopus Simon, 1926
- Silometopus acutus Holm, 1977
- Silometopus ambiguus (O. P.-Cambridge, 1905)
- Silometopus bonessi Casemir, 1970
- Silometopus braunianus Thaler, 1978
- Silometopus crassipedis Tanasevitch & Piterkina, 2007
- Silometopus curtus (Simon, 1881)
- Silometopus elegans (O. P.-Cambridge, 1872)
- Silometopus incurvatus (O. P.-Cambridge, 1873)
- Silometopus nitidithorax (Simon, 1914)
- Silometopus reussi (Thorell, 1871)
- Silometopus rosemariae Wunderlich, 1969
- Silometopus sachalinensis (Eskov & Marusik, 1994)
- Silometopus tenuispinus Denis, 1949
- Silometopus uralensis Tanasevitch, 1985

## Simplicistilus
Simplicistilus Locket, 1968
- Simplicistilus tanuekes Locket, 1968

## Sinolinyphia
Sinolinyphia Wunderlich & Li, 1995
- Sinolinyphia henanensis (Hu, Wang & Wang, 1991)

## Sintula
Sintula Simon, 1884
- Sintula affinioides Kolosváry, 1934
- Sintula corniger (Blackwall, 1856)
- Sintula cretaensis Wunderlich, 1995
- Sintula criodes (Thorell, 1875)
- Sintula cristatus Wunderlich, 1995
- Sintula diceros Simon, 1926
- Sintula furcifer (Simon, 1911)
- Sintula iberica Bosmans, 2010
- Sintula orientalis Bosmans, 1991
- Sintula oseticus Tanasevitch, 1990
- Sintula pecten Wunderlich, 2011
- Sintula penicilliger (Simon, 1884)
- Sintula pseudocorniger Bosmans, 1991
- Sintula retroversus (O. P.-Cambridge, 1875)
- Sintula roeweri Kratochvíl, 1935
- Sintula spiniger (Balogh, 1935)
- Sintula subterminalis Bosmans, 1991

## Sisicottus
Sisicottus Bishop & Crosby, 1938
- Sisicottus aenigmaticus Miller, 1999
- Sisicottus crossoclavis Miller, 1999
- Sisicottus cynthiae Miller, 1999
- Sisicottus montanus (Emerton, 1882)
- Sisicottus montigenus Bishop & Crosby, 1938
- Sisicottus nesides (Chamberlin, 1921)
- Sisicottus orites (Chamberlin, 1919)
- Sisicottus panopeus Miller, 1999
- Sisicottus quoylei Miller, 1999

## Sisicus
Sisicus Bishop & Crosby, 1938
- Sisicus apertus (Holm, 1939)
- Sisicus penifusifer Bishop & Crosby, 1938
- Sisicus volutasilex Dupérré & Paquin, 2007

## Sisis
Sisis Bishop & Crosby, 1938
- Sisis plesius (Chamberlin, 1949)
- Sisis rotundus (Emerton, 1925)

## Sisyrbe
Sisyrbe Bishop & Crosby, 1938
- Sisyrbe rustica (Banks, 1892)

## Sitalcas
Sitalcas Bishop & Crosby, 1938
- Sitalcas ruralis Bishop & Crosby, 1938

## Smermisia
Smermisia Simon, 1894
- Smermisia caracasana Simon, 1894
- Smermisia esperanzae (Tullgren, 1901)
- Smermisia holdridgi Miller, 2007
- Smermisia parvoris Miller, 2007
- Smermisia vicosana (Bishop & Crosby, 1938)

## Smodix
Smodix Bishop & Crosby, 1938
- Smodix reticulata (Emerton, 1915)

## Solenysa
Solenysa Simon, 1894
- Solenysa akihisai Tu, 2011
- Solenysa geumoensis Seo, 1996
- Solenysa lanyuensis Tu, 2011
- Solenysa longqiensis Li & Song, 1992
- Solenysa melloteei Simon, 1894
- Solenysa partibilis Tu, Ono & Li, 2007
- Solenysa protrudens Gao, Zhu & Sha, 1993
- Solenysa reflexilis Tu, Ono & Li, 2007
- Solenysa retractilis Tu, 2011
- Solenysa tianmushana Tu, 2011
- Solenysa wulingensis Li & Song, 1992
- Solenysa yangmingshana Tu, 2011

## Soucron
Soucron Crosby & Bishop, 1936
- Soucron arenarium (Emerton, 1925)

## Souessa
Souessa Crosby & Bishop, 1936
- Souessa spinifera (O. P.-Cambridge, 1874)

## Souessoula
Souessoula Crosby & Bishop, 1936
- Souessoula parva (Banks, 1899)

## Sougambus
Sougambus Crosby & Bishop, 1936
- Sougambus bostoniensis (Emerton, 1882)

## Souidas
Souidas Crosby & Bishop, 1936
- Souidas tibialis (Emerton, 1882)

## Soulgas
Soulgas Crosby & Bishop, 1936
- Soulgas corticarius (Emerton, 1909)

## Spanioplanus
Spanioplanus Millidge, 1991
- Spanioplanus mitis Millidge, 1991

## Sphecozone
Sphecozone O. P.-Cambridge, 1870
- Sphecozone altehabitans (Keyserling, 1886)
- Sphecozone alticeps Millidge, 1991
- Sphecozone araeonciformis (Simon, 1895)
- Sphecozone bicolor (Nicolet, 1849)
- Sphecozone capitata Millidge, 1991
- Sphecozone castanea (Millidge, 1991)
- Sphecozone corniculans Millidge, 1991
- Sphecozone cornuta Millidge, 1991
- Sphecozone crassa (Millidge, 1991)
- Sphecozone crinita Millidge, 1991
- Sphecozone diversicolor (Keyserling, 1886)
- Sphecozone fastibilis (Keyserling, 1886)
- Sphecozone formosa (Millidge, 1991)
- Sphecozone gravis (Millidge, 1991)
- Sphecozone ignigena (Keyserling, 1886)
- Sphecozone labiata (Keyserling, 1886)
- Sphecozone lobata Millidge, 1991
- Sphecozone longipes (Strand, 1908)
- Sphecozone magnipalpis Millidge, 1993
- Sphecozone melanocephala (Millidge, 1991)
- Sphecozone modesta (Nicolet, 1849)
- Sphecozone modica Millidge, 1991
- Sphecozone nigripes Millidge, 1991
- Sphecozone nitens Millidge, 1991
- Sphecozone niwina (Chamberlin, 1916)
- Sphecozone novaeteutoniae (Baert, 1987)
- Sphecozone personata (Simon, 1894)
- Sphecozone rostrata Millidge, 1991
- Sphecozone rubescens O. P.-Cambridge, 1870
- Sphecozone rubicunda (Keyserling, 1886)
- Sphecozone spadicaria (Simon, 1894)
- Sphecozone tumidosa (Keyserling, 1886)
- Sphecozone varia Millidge, 1991
- Sphecozone venialis (Keyserling, 1886)

## Spiralophantes
Spiralophantes Tanasevitch & Saaristo, 2006
- Spiralophantes mirabilis Tanasevitch & Saaristo, 2006

## Spirembolus
Spirembolus Chamberlin, 1920
- Spirembolus abnormis Millidge, 1980
- Spirembolus approximatus (Chamberlin, 1949)
- Spirembolus bilobatus (Chamberlin & Ivie, 1945)
- Spirembolus cheronus Chamberlin, 1949
- Spirembolus chilkatensis (Chamberlin & Ivie, 1947)
- Spirembolus demonologicus (Crosby, 1925)
- Spirembolus dispar Millidge, 1980
- Spirembolus elevatus Millidge, 1980
- Spirembolus erratus Millidge, 1980
- Spirembolus falcatus Millidge, 1980
- Spirembolus fasciatus (Banks, 1904)
- Spirembolus fuscus Millidge, 1980
- Spirembolus hibernus Millidge, 1980
- Spirembolus humilis Millidge, 1980
- Spirembolus latebricola Millidge, 1980
- Spirembolus levis Millidge, 1980
- Spirembolus maderus Chamberlin, 1949
- Spirembolus mendax Millidge, 1980
- Spirembolus mirus Millidge, 1980
- Spirembolus monicus (Chamberlin, 1949)
- Spirembolus monticolens (Chamberlin, 1919)
- Spirembolus montivagus Millidge, 1980
- Spirembolus mundus Chamberlin & Ivie, 1933
- Spirembolus novellus Millidge, 1980
- Spirembolus oreinoides Chamberlin, 1949
- Spirembolus pachygnathus Chamberlin & Ivie, 1935
- Spirembolus pallidus Chamberlin & Ivie, 1935
- Spirembolus perjucundus Crosby, 1925
- Spirembolus phylax Chamberlin & Ivie, 1935
- Spirembolus praelongus Millidge, 1980
- Spirembolus prominens Millidge, 1980
- Spirembolus proximus Millidge, 1980
- Spirembolus pusillus Millidge, 1980
- Spirembolus redondo (Chamberlin & Ivie, 1945)
- Spirembolus spirotubus (Banks, 1895)
- Spirembolus synopticus Crosby, 1925
- Spirembolus tiogensis Millidge, 1980
- Spirembolus tortuosus (Crosby, 1925)
- Spirembolus vallicolens Chamberlin, 1920
- Spirembolus venustus Millidge, 1980
- Spirembolus whitneyanus Chamberlin & Ivie, 1935

## Stemonyphantes
Stemonyphantes Menge, 1866
- Stemonyphantes abantensis Wunderlich, 1978
- Stemonyphantes agnatus Tanasevitch, 1990
- Stemonyphantes altaicus Tanasevitch, 2000
- Stemonyphantes blauveltae Gertsch, 1951
- Stemonyphantes conspersus (L. Koch, 1879)
- Stemonyphantes curvipes Tanasevitch, 1989
- Stemonyphantes griseus (Schenkel, 1936)
- Stemonyphantes grossus Tanasevitch, 1985
- Stemonyphantes lineatus (Linnaeus, 1758)
- Stemonyphantes menyuanensis Hu, 2001
- Stemonyphantes montanus Wunderlich, 1978
- Stemonyphantes parvipalpus Tanasevitch, 2007
- Stemonyphantes serratus Tanasevitch, 2011
- Stemonyphantes sibiricus (Grube, 1861)
- Stemonyphantes solitudus Tanasevitch, 1994
- Stemonyphantes taiganus (Ermolajev, 1930)

## Sthelota
Sthelota Simon, 1894
- Sthelota albonotata (Keyserling, 1886)
- Sthelota sana (O. P.-Cambridge, 1898)

## Stictonanus
Stictonanus Millidge, 1991
- Stictonanus exiguus Millidge, 1991
- Stictonanus paucus Millidge, 1991

## Strandella
Strandella Oi, 1960
- Strandella fluctimaculata Saito, 1982
- Strandella pargongensis (Paik, 1965)
- Strandella quadrimaculata (Uyemura, 1937)
- Strandella yaginumai Saito, 1982

## Strongyliceps
Strongyliceps Fage, in Fage & Simon, 1936
- Strongyliceps alluaudi Fage, 1936
- Strongyliceps anderseni Holm, 1962

## Styloctetor
Styloctetor Simon, 1884
- Styloctetor austerus (L. Koch, 1884)
- Styloctetor lehtineni Marusik & Tanasevitch, 1998
- Styloctetor logunovi (Eskov & Marusik, 1994)
- Styloctetor okhotensis (Eskov, 1993)
- Styloctetor purpurescens (Keyserling, 1886)
- Styloctetor romanus (O. P.-Cambridge, 1872)
- Styloctetor stativus (Simon, 1881)
- Styloctetor tuvinensis Marusik & Tanasevitch, 1998

## Subbekasha
Subbekasha Millidge, 1984
- Subbekasha flabellifera Millidge, 1984

## Syedra
Syedra Simon, 1884
- Syedra apetlonensis Wunderlich, 1992
- Syedra caporiaccoi Kolosváry, 1938
- Syedra gracilis (Menge, 1869)
- Syedra myrmicarum (Kulczyński, 1882)
- Syedra nigrotibialis Simon, 1884
- Syedra oii Saito, 1983
- Syedra parvula Kritscher, 1996
- Syedra scamba (Locket, 1968)

## Symmigma
Symmigma Crosby & Bishop, 1933
- Symmigma minimum (Emerton, 1923)

## Tachygyna
Tachygyna Chamberlin & Ivie, 1939
- Tachygyna alia Millidge, 1984
- Tachygyna cognata Millidge, 1984
- Tachygyna coosi Millidge, 1984
- Tachygyna delecta Chamberlin & Ivie, 1939
- Tachygyna exilis Millidge, 1984
- Tachygyna gargopa (Crosby & Bishop, 1929)
- Tachygyna haydeni Chamberlin & Ivie, 1939
- Tachygyna pallida Chamberlin & Ivie, 1939
- Tachygyna proba Millidge, 1984
- Tachygyna sonoma Millidge, 1984
- Tachygyna speciosa Millidge, 1984
- Tachygyna tuoba (Chamberlin & Ivie, 1933)
- Tachygyna ursina (Bishop & Crosby, 1938)
- Tachygyna vancouverana Chamberlin & Ivie, 1939
- Tachygyna watona Chamberlin, 1949

## Taibainus
Taibainus Tanasevitch, 2006
- Taibainus shanensis Tanasevitch, 2006

## Taibaishanus
Taibaishanus Tanasevitch, 2006
- Taibaishanus elegans Tanasevitch, 2006

## Tallusia
Tallusia Lehtinen & Saaristo, 1972
- Tallusia bicristata Lehtinen & Saaristo, 1972
- Tallusia experta (O. P.-Cambridge, 1871)
- Tallusia forficala (Zhu & Tu, 1986)
- Tallusia pindos Thaler, 1997
- Tallusia vindobonensis (Kulczyński, 1898)

## Tanasevitchia
Tanasevitchia Marusik & Saaristo, 1999
- Tanasevitchia strandi (Ermolajev, 1937)
- Tanasevitchia uralensis (Tanasevitch, 1983)

## Tapinocyba
Zie Tapinocyba Simon, 1884

## Tapinocyboides
Tapinocyboides Wiehle, 1960
- Tapinocyboides bengalensis Tanasevitch, 2011
- Tapinocyboides pygmaeus (Menge, 1869)

## Tapinopa
Tapinopa Westring, 1851
- Tapinopa bilineata Banks, 1893
- Tapinopa disjugata Simon, 1884
- Tapinopa gerede Saaristo, 1997
- Tapinopa guttata Komatsu, 1937
- Tapinopa hentzi Gertsch, 1951
- Tapinopa longidens (Wider, 1834)
- Tapinopa vara Locket, 1982

## Tapinotorquis
Tapinotorquis Dupérré & Paquin, 2007
- Tapinotorquis yamaskensis Dupérré & Paquin, 2007

## Taranucnus
Taranucnus Simon, 1884
- Taranucnus bihari Fage, 1931
- Taranucnus nishikii Yaginuma, 1972
- Taranucnus ornithes (Barrows, 1940)
- Taranucnus setosus (O. P.-Cambridge, 1863)

## Tarsiphantes
Tarsiphantes Strand, 1905
- Tarsiphantes latithorax Strand, 1905

## Tchatkalophantes
Tchatkalophantes Tanasevitch, 2001
- Tchatkalophantes baltistan Tanasevitch, 2011
- Tchatkalophantes bonneti (Schenkel, 1963)
- Tchatkalophantes huangyuanensis (Zhu & Li, 1983)
- Tchatkalophantes hyperauritus (Loksa, 1965)
- Tchatkalophantes karatau Tanasevitch, 2001
- Tchatkalophantes kungei Tanasevitch, 2001
- Tchatkalophantes mongolicus Tanasevitch, 2001
- Tchatkalophantes rupeus (Tanasevitch, 1986)
- Tchatkalophantes tarabaevi Tanasevitch, 2001
- Tchatkalophantes tchatkalensis (Tanasevitch, 1983)

## Tennesseellum
Tennesseellum Petrunkevitch, 1925
- Tennesseellum formica (Emerton, 1882)

## Tenuiphantes
Tenuiphantes Saaristo & Tanasevitch, 1996
- Tenuiphantes aduncus (Zhu, Li & Sha, 1986)
- Tenuiphantes aequalis (Tanasevitch, 1987)
- Tenuiphantes alacris (Blackwall, 1853)
- Tenuiphantes altimontanus Tanasevitch & Saaristo, 2006
- Tenuiphantes ancatus (Li & Zhu, 1989)
- Tenuiphantes ateripes (Tanasevitch, 1988)
- Tenuiphantes canariensis (Wunderlich, 1987)
- Tenuiphantes contortus (Tanasevitch, 1986)
- Tenuiphantes cracens (Zorsch, 1937)
- Tenuiphantes crassus Tanasevitch & Saaristo, 2006
- Tenuiphantes cristatus (Menge, 1866)
- Tenuiphantes drenskyi (van Helsdingen, 1977)
- Tenuiphantes flavipes (Blackwall, 1854)
- Tenuiphantes floriana (van Helsdingen, 1977)
- Tenuiphantes fogarasensis (Weiss, 1986)
- Tenuiphantes fulvus (Wunderlich, 1987)
- Tenuiphantes herbicola (Simon, 1884)
- Tenuiphantes jacksoni (Schenkel, 1925)
- Tenuiphantes jacksonoides (van Helsdingen, 1977)
- Tenuiphantes leprosoides (Schmidt, 1975)
- Tenuiphantes mengei (Kulczyński, 1887)
- Tenuiphantes miguelensis (Wunderlich, 1992)
- Tenuiphantes monachus (Simon, 1884)
- Tenuiphantes morosus (Tanasevitch, 1987)
- Tenuiphantes nigriventris (L. Koch, 1879)
- Tenuiphantes perseus (van Helsdingen, 1977)
- Tenuiphantes plumipes (Tanasevitch, 1987)
- Tenuiphantes retezaticus (Ruzicka, 1985)
- Tenuiphantes sabulosus (Keyserling, 1886)
- Tenuiphantes spiniger (Simon, 1929)
- Tenuiphantes stramencola (Scharff, 1990)
- Tenuiphantes striatiscapus (Wunderlich, 1987)
- Tenuiphantes suborientalis Tanasevitch, 2000
- Tenuiphantes teberdaensis Tanasevitch, 2010
- Tenuiphantes tenebricola (Wider, 1834)
- Tenuiphantes tenebricoloides (Schenkel, 1938)
- Tenuiphantes tenuis (Blackwall, 1852)
- Tenuiphantes wunderlichi (Saaristo & Tanasevitch, 1996)
- Tenuiphantes zebra (Emerton, 1882)
- Tenuiphantes zelatus (Zorsch, 1937)
- Tenuiphantes zibus (Zorsch, 1937)
- Tenuiphantes zimmermanni (Bertkau, 1890)

## Tessamoro
Tessamoro Eskov, 1993
- Tessamoro pallidus Eskov, 1993

## Thainetes
Thainetes Millidge, 1995
- Thainetes tristis Millidge, 1995

## Thaiphantes
Thaiphantes Millidge, 1995
- Thaiphantes milneri Millidge, 1995
- Thaiphantes similis Millidge, 1995

## Thaleria
Thaleria Tanasevitch, 1984
- Thaleria alnetorum Eskov & Marusik, 1992
- Thaleria evenkiensis Eskov & Marusik, 1992
- Thaleria leechi Eskov & Marusik, 1992
- Thaleria orientalis Tanasevitch, 1984
- Thaleria sajanensis Eskov & Marusik, 1992
- Thaleria sukatchevae Eskov & Marusik, 1992

## Thapsagus
Thapsagus Simon, 1894
- Thapsagus pulcher Simon, 1894

## Thaumatoncus
Thaumatoncus Simon, 1884
- Thaumatoncus indicator Simon, 1884
- Thaumatoncus secundus Bosmans, 2002

## Theoa
Theoa Saaristo, 1995
- Theoa tricaudata (Locket, 1982)

## Theonina
Theonina Simon, 1929
- Theonina cornix (Simon, 1881)
- Theonina kratochvili Miller & Weiss, 1979
- Theonina linyphioides (Denis, 1937)

## Thyreobaeus
Thyreobaeus Simon, 1889
- Thyreobaeus scutiger Simon, 1889

## Thyreosthenius
Thyreosthenius Simon, 1884
- Thyreosthenius biovatus (O. P.-Cambridge, 1875)
- Thyreosthenius parasiticus (Westring, 1851)

## Tibiaster
Tibiaster Tanasevitch, 1987
- Tibiaster djanybekensis Tanasevitch, 1987
- Tibiaster wunderlichi Eskov, 1995

## Tibioploides
Tibioploides Eskov & Marusik, 1991
- Tibioploides arcuatus (Tullgren, 1955)
- Tibioploides cyclicus Sha & Zhu, 1995
- Tibioploides eskovianus Saito & Ono, 2001
- Tibioploides kurenstchikovi Eskov & Marusik, 1991
- Tibioploides monticola Saito & Ono, 2001
- Tibioploides pacificus Eskov & Marusik, 1991
- Tibioploides stigmosus (Xia et al., 2001)

## Tibioplus
Tibioplus Chamberlin & Ivie, 1947
- Tibioplus diversus (L. Koch, 1879)
- Tibioplus tachygynoides Tanasevitch, 1989

## Tiso
Tiso Simon, 1884
- Tiso aestivus (L. Koch, 1872)
- Tiso biceps Gao, Zhu & Gao, 1993
- Tiso camillus Tanasevitch, 1990
- Tiso golovatchi Tanasevitch, 2006
- Tiso incisus Tanasevitch, 2011
- Tiso indianus Tanasevitch, 2011
- Tiso megalops Caporiacco, 1935
- Tiso strandi Kolosváry, 1934
- Tiso vagans (Blackwall, 1834)

## Tmeticides
Tmeticides Strand, 1907
- Tmeticides araneiformis Strand, 1907

## Tmeticodes
Tmeticodes Ono, 2010
- Tmeticodes gibbifer Ono, 2010

## Tmeticus
Tmeticus Menge, 1868
- Tmeticus affinis (Blackwall, 1855)
- Tmeticus neserigonoides Saito & Ono, 2001
- Tmeticus nigerrimus Saito & Ono, 2001
- Tmeticus nigriceps (Kulczyński, 1916)
- Tmeticus ornatus (Emerton, 1914)
- Tmeticus tolli Kulczyński, 1908
- Tmeticus vulcanicus Saito & Ono, 2001

## Tojinium
Tojinium Saito & Ono, 2001
- Tojinium japonicum Saito & Ono, 2001

## Toltecaria
Toltecaria Miller, 2007
- Toltecaria antricola (Millidge, 1984)

## Tomohyphantes
Tomohyphantes Millidge, 1995
- Tomohyphantes niger Millidge, 1995
- Tomohyphantes opacus Millidge, 1995

## Toschia
Toschia Caporiacco, 1949
- Toschia aberdarensis Holm, 1962
- Toschia casta Jocqué & Scharff, 1986
- Toschia celans Gao, Xing & Zhu, 1996
- Toschia concolor Caporiacco, 1949
- Toschia cypericola Jocqué, 1981
- Toschia minuta Jocqué, 1984
- Toschia picta Caporiacco, 1949
- Toschia spinosa Holm, 1968
- Toschia telekii Holm, 1962
- Toschia virgo Jocqué & Scharff, 1986

## Totua
Totua Keyserling, 1891
- Totua gracilipes Keyserling, 1891

## Trachyneta
Trachyneta Holm, 1968
- Trachyneta extensa Holm, 1968
- Trachyneta jocquei Merrett, 2004

## Traematosisis
Traematosisis Bishop & Crosby, 1938
- Traematosisis bispinosus (Emerton, 1911)

## Trematocephalus
Trematocephalus Dahl, 1886
- Trematocephalus cristatus (Wider, 1834)
- Trematocephalus obscurus Denis, 1950
- Trematocephalus simplex Simon, 1894
- Trematocephalus tripunctatus Simon, 1894

## Trichobactrus
Trichobactrus Wunderlich, 1995
- Trichobactrus brevispinosus Wunderlich, 1995

## Trichoncoides
Trichoncoides Denis, 1950
- Trichoncoides pilosus Denis, 1950
- Trichoncoides piscator (Simon, 1884)

## Trichoncus
Trichoncus Simon, 1884
- Trichoncus affinis Kulczyński, 1894
- Trichoncus ambrosii Wunderlich, 2011
- Trichoncus aurantiipes Simon, 1884
- Trichoncus auritus (L. Koch, 1869)
- Trichoncus gibbulus Denis, 1944
- Trichoncus hackmani Millidge, 1955
- Trichoncus helveticus Denis, 1965
- Trichoncus hirtus Denis, 1965
- Trichoncus hispidosus Tanasevitch, 1990
- Trichoncus hyperboreus Eskov, 1992
- Trichoncus kenyensis Thaler, 1974
- Trichoncus lanatus Tanasevitch, 1987
- Trichoncus maculatus Fei, Gao & Zhu, 1997
- Trichoncus monticola Denis, 1965
- Trichoncus nairobi Russell-Smith & Jocqué, 1986
- Trichoncus orientalis Eskov, 1992
- Trichoncus patrizii Caporiacco, 1953
- Trichoncus pinguis Simon, 1926
- Trichoncus saxicola (O. P.-Cambridge, 1861)
- Trichoncus scrofa Simon, 1884
- Trichoncus similipes Denis, 1965
- Trichoncus sordidus Simon, 1884
- Trichoncus steppensis Eskov, 1995
- Trichoncus trifidus Denis, 1965
- Trichoncus uncinatus Denis, 1965
- Trichoncus varipes Denis, 1965
- Trichoncus vasconicus Denis, 1944
- Trichoncus villius Tanasevitch & Piterkina, 2007

## Trichoncyboides
Trichoncyboides Wunderlich, 2008
- Trichoncyboides simoni (Lessert, 1904)

## Trichopterna
Trichopterna Kulczyński, 1894
- Trichopterna cito (O. P.-Cambridge, 1872)
- Trichopterna cucurbitina (Simon, 1881)
- Trichopterna grummi Tanasevitch, 1989
- Trichopterna krueperi (Simon, 1884)
- Trichopterna loricata Denis, 1962
- Trichopterna lucasi (O. P.-Cambridge, 1875)
- Trichopterna macrophthalma Denis, 1962
- Trichopterna rotundiceps Denis, 1962
- Trichopterna seculifera Denis, 1962

## Trichopternoides
Trichopternoides Wunderlich, 2008
- Trichopternoides thorelli (Westring, 1861)

## Triplogyna
Triplogyna Millidge, 1991
- Triplogyna ignitula (Keyserling, 1886)
- Triplogyna major Millidge, 1991

## Troglohyphantes
Troglohyphantes Joseph, 1881
- Troglohyphantes adjaricus Tanasevitch, 1987
- Troglohyphantes affinis (Kulczyński, 1914)
- Troglohyphantes affirmatus (Simon, 1913)
- Troglohyphantes albicaudatus Bosmans, 2006
- Troglohyphantes albopictus Pesarini, 1989
- Troglohyphantes aldae Pesarini, 2001
- Troglohyphantes alluaudi Fage, 1919
- Troglohyphantes balazuci Dresco, 1956
- Troglohyphantes birsteini Charitonov, 1947
- Troglohyphantes bolivarorum Machado, 1939
- Troglohyphantes bolognai Brignoli, 1975
- Troglohyphantes bonzanoi Brignoli, 1979
- Troglohyphantes bornensis Isaia & Pantini, 2008
- Troglohyphantes boudewijni Deeleman-Reinhold, 1974
- Troglohyphantes brevipes Deeleman-Reinhold, 1978
- Troglohyphantes brignolii Deeleman-Reinhold, 1978
- Troglohyphantes bureschianus Deltshev, 1975
- Troglohyphantes caecus Fage, 1919
- Troglohyphantes caligatus Pesarini, 1989
- Troglohyphantes cantabricus Simon, 1911
- Troglohyphantes caporiaccoi Brignoli, 1971
- Troglohyphantes cavadinii Pesarini, 1989
- Troglohyphantes cerberus (Simon, 1884)
- Troglohyphantes charitonovi Tanasevitch, 1987
- Troglohyphantes cirtensis (Simon, 1910)
- Troglohyphantes comottii Pesarini, 1989
- Troglohyphantes confusus Kratochvíl, 1939
- Troglohyphantes croaticus (Chyzer, 1894)
- Troglohyphantes cruentus Brignoli, 1971
- Troglohyphantes dalmaticus (Kulczyński, 1914)
- Troglohyphantes deelemanae Tanasevitch, 1987
- Troglohyphantes dekkingae Deeleman-Reinhold, 1978
  - Troglohyphantes dekkingae pauciaculeatus Deeleman-Reinhold, 1978
- Troglohyphantes diabolicus Deeleman-Reinhold, 1978
- Troglohyphantes dinaricus (Kratochvíl, 1948)
- Troglohyphantes diurnus Kratochvíl, 1932
- Troglohyphantes dominici Pesarini, 1988
- Troglohyphantes draconis Deeleman-Reinhold, 1978
- Troglohyphantes drenskii Deltshev, 1973
- Troglohyphantes excavatus Fage, 1919
- Troglohyphantes exul Thaler, 1987
- Troglohyphantes fagei Roewer, 1931
- Troglohyphantes fallax Deeleman-Reinhold, 1978
- Troglohyphantes fatalis Pesarini, 1988
- Troglohyphantes fugax (Kulczyński, 1914)
- Troglohyphantes furcifer (Simon, 1884)
- Troglohyphantes gamsi Deeleman-Reinhold, 1978
- Troglohyphantes gestroi Fage, 1933
- Troglohyphantes giromettai (Kulczyński, 1914)
- Troglohyphantes gladius Wunderlich, 1995
- Troglohyphantes gracilis Fage, 1919
- Troglohyphantes gregori (Miller, 1947)
- Troglohyphantes hadzii Kratochvíl, 1934
- Troglohyphantes helsdingeni Deeleman-Reinhold, 1978
- Troglohyphantes henroti Dresco, 1956
- Troglohyphantes herculanus (Kulczyński, 1894)
- Troglohyphantes inermis Deeleman-Reinhold, 1978
- Troglohyphantes iulianae Brignoli, 1971
- Troglohyphantes jamatus Roewer, 1931
- Troglohyphantes jeanneli Dumitrescu & Georgescu, 1970
- Troglohyphantes juris Thaler, 1982
- Troglohyphantes karawankorum Deeleman-Reinhold, 1978
- Troglohyphantes karolianus Topçu, Türkes & Seyyar, 2008
- Troglohyphantes konradi Brignoli, 1975
- Troglohyphantes kordunlikanus Deeleman-Reinhold, 1978
- Troglohyphantes kratochvili Drensky, 1935
- Troglohyphantes lakatnikensis Drensky, 1931
- Troglohyphantes lanai Isaia & Pantini, 2010
- Troglohyphantes latzeli Thaler, 1986
- Troglohyphantes lesserti Kratochvíl, 1935
- Troglohyphantes lessinensis Caporiacco, 1936
- Troglohyphantes liburnicus Caporiacco, 1927
- Troglohyphantes lucifuga (Simon, 1884)
- Troglohyphantes marqueti (Simon, 1884)
  - Troglohyphantes marqueti pauciaculeatus Simon, 1929
- Troglohyphantes microcymbium Pesarini, 2001
- Troglohyphantes milleri (Kratochvíl, 1948)
- Troglohyphantes montanus Absolon & Kratochvíl, 1932
- Troglohyphantes nigraerosae Brignoli, 1971
- Troglohyphantes noricus (Thaler & Polenec, 1974)
- Troglohyphantes novicordis Thaler, 1978
- Troglohyphantes numidus (Simon, 1911)
- Troglohyphantes nyctalops Simon, 1911
- Troglohyphantes orghidani Dumitrescu & Georgescu, 1977
- Troglohyphantes oromii (Ribera & Blasco, 1986)
- Troglohyphantes orpheus (Simon, 1884)
- Troglohyphantes paulusi Thaler, 2002
- Troglohyphantes pavesii Pesarini, 1988
- Troglohyphantes pedemontanus (Gozo, 1908)
- Troglohyphantes phragmitis (Simon, 1884)
- Troglohyphantes pisidicus Brignoli, 1971
- Troglohyphantes pluto Caporiacco, 1938
- Troglohyphantes poleneci Wiehle, 1964
- Troglohyphantes polyophthalmus Joseph, 1881
- Troglohyphantes pretneri Deeleman-Reinhold, 1978
- Troglohyphantes pugnax Deeleman-Reinhold, 1978
- Troglohyphantes pumilio Denis, 1959
- Troglohyphantes pyrenaeus Simon, 1907
- Troglohyphantes racovitzai Dumitrescu & Georgescu, 1970
- Troglohyphantes regalini Pesarini, 1989
- Troglohyphantes roberti Deeleman-Reinhold, 1978
  - Troglohyphantes roberti dalmatensis Deeleman-Reinhold, 1978
- Troglohyphantes ruffoi Caporiacco, 1936
- Troglohyphantes salax (Kulczyński, 1914)
- Troglohyphantes saouaf Bosmans, 2006
- Troglohyphantes sarae Pesarini, 2011
- Troglohyphantes sbordonii Brignoli, 1975
- Troglohyphantes schenkeli (Miller, 1937)
- Troglohyphantes sciakyi Pesarini, 1989
- Troglohyphantes scientificus Deeleman-Reinhold, 1978
- Troglohyphantes similis Fage, 1919
- Troglohyphantes simoni Fage, 1919
- Troglohyphantes sketi Deeleman-Reinhold, 1978
- Troglohyphantes solitarius Fage, 1919
- Troglohyphantes sordellii (Pavesi, 1875)
- Troglohyphantes spatulifer Pesarini, 2001
- Troglohyphantes spinipes Fage, 1919
- Troglohyphantes strandi Absolon & Kratochvíl, 1932
- Troglohyphantes subalpinus Thaler, 1967
- Troglohyphantes svilajensis (Kratochvíl, 1948)
  - Troglohyphantes svilajensis bosnicus (Kratochvíl, 1948)
  - Troglohyphantes svilajensis noctiphilus (Kratochvíl, 1948)
- Troglohyphantes tauriscus Thaler, 1982
- Troglohyphantes thaleri Miller & Polenec, 1975
- Troglohyphantes trispinosus Miller & Polenec, 1975
- Troglohyphantes troglodytes (Kulczyński, 1914)
- Troglohyphantes typhlonetiformis Absolon & Kratochvíl, 1932
- Troglohyphantes vicinus Miller & Polenec, 1975
- Troglohyphantes vignai Brignoli, 1971
- Troglohyphantes wiebesi Deeleman-Reinhold, 1978
- Troglohyphantes wiehlei Miller & Polenec, 1975
- Troglohyphantes zanoni Pesarini, 1988

## Troxochrota
Troxochrota Kulczyński, 1894
- Troxochrota kashmirica (Caporiacco, 1935)
- Troxochrota scabra Kulczyński, 1894

## Troxochrus
Troxochrus Simon, 1884
- Troxochrus apertus Tanasevitch, 2011
- Troxochrus cirrifrons (O. P.-Cambridge, 1871)
- Troxochrus laevithorax Miller, 1970
- Troxochrus rugulosus (Westring, 1851)
- Troxochrus scabriculus (Westring, 1851)

## Tubercithorax
Tubercithorax Eskov, 1988
- Tubercithorax furcifer Eskov, 1988
- Tubercithorax subarcticus (Tanasevitch, 1984)

## Tunagyna
Tunagyna Chamberlin & Ivie, 1933
- Tunagyna debilis (Banks, 1892)

## Turbinellina
Turbinellina Millidge, 1993
- Turbinellina nigra (Millidge, 1991)

## Turinyphia
Turinyphia van Helsdingen, 1982
- Turinyphia cavernicola Wunderlich, 2008
- Turinyphia clairi (Simon, 1884)
- Turinyphia maderiana (Schenkel, 1938)
- Turinyphia yunohamensis (Bösenberg & Strand, 1906)

## Tusukuru
Tusukuru Eskov, 1993
- Tusukuru hartlandianus (Emerton, 1913)
- Tusukuru tamburinus Eskov, 1993

## Tutaibo
Tutaibo Chamberlin, 1916
- Tutaibo anglicanus (Hentz, 1850)
- Tutaibo debilipes Chamberlin, 1916
- Tutaibo formosus Millidge, 1991
- Tutaibo fucosus (Keyserling, 1891)
- Tutaibo niger (O. P.-Cambridge, 1882)
- Tutaibo phoeniceus (O. P.-Cambridge, 1894)
- Tutaibo pullus Millidge, 1991
- Tutaibo rubescens Millidge, 1991
- Tutaibo rusticellus (Keyserling, 1891)
- Tutaibo velox (Keyserling, 1886)

## Tybaertiella
Tybaertiella Jocqué, 1979
- Tybaertiella convexa (Holm, 1962)
- Tybaertiella krugeri (Simon, 1894)
- Tybaertiella peniculifera Jocqué, 1979

## Typhistes
Typhistes Simon, 1894
- Typhistes antilope Simon, 1894
- Typhistes comatus Simon, 1894
- Typhistes elephas Berland, 1922
- Typhistes gloriosus Jocqué, 1984

## Typhlonyphia
Typhlonyphia Kratochvíl, 1936
- Typhlonyphia reimoseri Kratochvíl, 1936
  - Typhlonyphia reimoseri meridionalis Kratochvíl, 1978

## Typhochrestinus
Typhochrestinus Eskov, 1990
- Typhochrestinus titulifer Eskov, 1990

## Typhochrestoides
Typhochrestoides Eskov, 1990
- Typhochrestoides baikalensis Eskov, 1990

## Typhochrestus
Typhochrestus Simon, 1884
- Typhochrestus acoreensis Wunderlich, 1992
- Typhochrestus alticola Denis, 1953
- Typhochrestus berniae Bosmans, 2008
- Typhochrestus bifurcatus Simon, 1884
- Typhochrestus bogarti Bosmans, 1990
- Typhochrestus brucei Tullgren, 1955
- Typhochrestus chiosensis Wunderlich, 1995
- Typhochrestus curvicervix (Denis, 1964)
- Typhochrestus cyrenanius Denis, 1964
- Typhochrestus digitatus (O. P.-Cambridge, 1872)
- Typhochrestus djellalensis Bosmans & Bouragba, 1992
- Typhochrestus dubius Denis, 1949
- Typhochrestus epidaurensis Wunderlich, 1995
- Typhochrestus fortunatus Thaler, 1984
- Typhochrestus hesperius Thaler, 1984
- Typhochrestus ikarianus Tanasevitch, 2011
- Typhochrestus inflatus Thaler, 1980
- Typhochrestus longisulcus Gnelitsa, 2006
- Typhochrestus mauretanicus Bosmans, 1990
- Typhochrestus montanus Wunderlich, 1987
- Typhochrestus numidicus Bosmans, 1990
- Typhochrestus paradorensis Wunderlich, 1987
- Typhochrestus pygmaeus (Sørensen, 1898)
- Typhochrestus sardus Bosmans, 2008
- Typhochrestus simoni Lessert, 1907
- Typhochrestus sireti Bosmans, 2008
- Typhochrestus spatulatus Bosmans, 1990
- Typhochrestus splendidus Bosmans, 1990
- Typhochrestus sylviae Hauge, 1968
- Typhochrestus uintanus (Chamberlin & Ivie, 1939)
- Typhochrestus ultimus Bosmans, 1990
- Typhochrestus virilis Bosmans, 1990

## Uahuka
Uahuka Berland, 1935
- Uahuka affinis Berland, 1935
- Uahuka spinifrons Berland, 1935

## Uapou
Uapou Berland, 1935
- Uapou maculata Berland, 1935

## Ulugurella
Ulugurella Jocqué & Scharff, 1986
- Ulugurella longimana Jocqué & Scharff, 1986

## Ummeliata
Ummeliata Strand, 1942
- Ummeliata angulituberis (Oi, 1960)
- Ummeliata erigonoides (Oi, 1960)
- Ummeliata feminea (Bösenberg & Strand, 1906)
- Ummeliata insecticeps (Bösenberg & Strand, 1906)
- Ummeliata onoi Saito, 1993
- Ummeliata osakaensis (Oi, 1960)
- Ummeliata saitoi Matsuda & Ono, 2001
- Ummeliata sibirica (Eskov, 1980)

## Uralophantes
Uralophantes Esyunin, 1992
- Uralophantes troitskensis Esyunin, 1992

## Ussurigone
Ussurigone Eskov, 1993
- Ussurigone melanocephala Eskov, 1993

## Uusitaloia
Uusitaloia Marusik, Koponen & Danilov, 2001
- Uusitaloia transbaicalica Marusik, Koponen & Danilov, 2001
- Uusitaloia wrangeliana Marusik & Koponen, 2009

## Vagiphantes
Vagiphantes Saaristo & Tanasevitch, 2004
- Vagiphantes vaginatus (Tanasevitch, 1983)

## Venia
Venia Seyfulina & Jocqué, 2009
- Venia kakamega Seyfulina & Jocqué, 2009

## Vermontia
Vermontia Millidge, 1984
- Vermontia thoracica (Emerton, 1913)

## Vesicapalpus
Vesicapalpus Millidge, 1991
- Vesicapalpus serranus Rodrigues & Ott, 2006
- Vesicapalpus simplex Millidge, 1991

## Viktorium
Viktorium Eskov, 1988
- Viktorium putoranicum Eskov, 1988

## Wabasso
Wabasso Millidge, 1984
- Wabasso cacuminatus Millidge, 1984
- Wabasso hilairoides Eskov, 1988
- Wabasso koponeni Tanasevitch, 2006
- Wabasso millidgei Eskov, 1988
- Wabasso quaestio (Chamberlin, 1949)
- Wabasso replicatus (Holm, 1950)
- Wabasso saaristoi Tanasevitch, 2006
- Wabasso tungusicus Eskov, 1988

## Walckenaeria
Walckenaeria Blackwall, 1833
- Walckenaeria abantensis Wunderlich, 1995
- Walckenaeria aberdarensis (Holm, 1962)
- Walckenaeria acuminata Blackwall, 1833
- Walckenaeria aenea Millidge, 1983
- Walckenaeria afur Thaler, 1984
- Walckenaeria aksoyi Seyyar, Demir & Türkes, 2008
- Walckenaeria alba Wunderlich, 1987
- Walckenaeria allopatriae Jocqué & Scharff, 1986
- Walckenaeria alticeps (Denis, 1952)
- Walckenaeria anceps Millidge, 1983
- Walckenaeria angelica Millidge, 1979
- Walckenaeria angustifrons (Simon, 1884)
- Walckenaeria antica (Wider, 1834)
- Walckenaeria aprilis Millidge, 1983
- Walckenaeria arcana Millidge, 1983
- Walckenaeria arctica Millidge, 1983
- Walckenaeria asymmetrica Song & Li, 2011
- Walckenaeria atrotibialis (O. P.-Cambridge, 1878)
- Walckenaeria auranticeps (Emerton, 1882)
- Walckenaeria aurata Millidge, 1983
- Walckenaeria baborensis Bosmans, 1993
- Walckenaeria basarukini Eskov & Marusik, 1994
- Walckenaeria bifasciculata Tanasevitch, 1987
- Walckenaeria bifida Millidge, 1983
- Walckenaeria blanda Millidge, 1983
- Walckenaeria breviaria (Crosby & Bishop, 1931)
- Walckenaeria brevicornis (Emerton, 1882)
- Walckenaeria brucei (Tullgren, 1955)
- Walckenaeria camposi Wunderlich, 1992
- Walckenaeria caobangensis Tu & Li, 2004
- Walckenaeria capito (Westring, 1861)
- Walckenaeria carolina Millidge, 1983
- Walckenaeria castanea (Emerton, 1882)
- Walckenaeria cavernicola Wunderlich, 1992
- Walckenaeria chikunii Saito & Ono, 2001
- Walckenaeria chiyokoae Saito, 1988
- Walckenaeria christae Wunderlich, 1995
- Walckenaeria cirriceps Thaler, 1996
- Walckenaeria clavicornis (Emerton, 1882)
- Walckenaeria claviloba Wunderlich, 1995
- Walckenaeria clavipalpis Millidge, 1983
- Walckenaeria cognata Holm, 1984
- Walckenaeria columbia Millidge, 1983
- Walckenaeria communis (Emerton, 1882)
- Walckenaeria coniceps Thaler, 1996
- Walckenaeria coreana (Paik, 1983)
- Walckenaeria corniculans (O. P.-Cambridge, 1875)
- Walckenaeria cornuella (Chamberlin & Ivie, 1939)
- Walckenaeria cretaensis Wunderlich, 1995
- Walckenaeria crocata (Simon, 1884)
- Walckenaeria crocea Millidge, 1983
- Walckenaeria crosbyi (Fage, 1938)
- Walckenaeria cucullata (C. L. Koch, 1836)
- Walckenaeria cuspidata Blackwall, 1833
  - Walckenaeria cuspidata brevicula (Crosby & Bishop, 1931)
  - Walckenaeria cuspidata obsoleta Chyzer & Kulczyński, 1894
- Walckenaeria cyprusensis Wunderlich, 1995
- Walckenaeria dahaituoensis Song & Li, 2011
- Walckenaeria dalmasi (Simon, 1914)
- Walckenaeria denisi Thaler, 1984
- Walckenaeria digitata (Emerton, 1913)
- Walckenaeria directa (O. P.-Cambridge, 1874)
- Walckenaeria discolor Millidge, 1983
- Walckenaeria dixiana (Chamberlin & Ivie, 1944)
- Walckenaeria dondalei Millidge, 1983
- Walckenaeria dulciacensis (Denis, 1949)
- Walckenaeria dysderoides (Wider, 1834)
- Walckenaeria elgonensis Holm, 1984
- Walckenaeria emarginata Millidge, 1983
- Walckenaeria erythrina (Simon, 1884)
- Walckenaeria exigua Millidge, 1983
- Walckenaeria extraterrestris Bosmans, 1993
- Walckenaeria faceta Millidge, 1983
- Walckenaeria fallax Millidge, 1983
- Walckenaeria ferruginea Seo, 1991
- Walckenaeria floridiana Millidge, 1983
- Walckenaeria fraudatrix Millidge, 1983
- Walckenaeria furcillata (Menge, 1869)
- Walckenaeria fusca Rosca, 1935
- Walckenaeria fusciceps Millidge, 1983
- Walckenaeria fuscocephala Wunderlich, 1987
- Walckenaeria gertschi Millidge, 1983
- Walckenaeria gologolensis Scharff, 1990
- Walckenaeria golovatchi Eskov & Marusik, 1994
- Walckenaeria gomerensis Wunderlich, 1987
- Walckenaeria grancanariensis Wunderlich, 2011
- Walckenaeria grandis (Wunderlich, 1992)
- Walckenaeria hamus Wunderlich, 1995
- Walckenaeria heimbergi Bosmans, 2007
- Walckenaeria helenae Millidge, 1983
- Walckenaeria hierropalma Wunderlich, 1987
- Walckenaeria ichifusaensis Saito & Ono, 2001
- Walckenaeria incisa (O. P.-Cambridge, 1871)
- Walckenaeria incompleta Wunderlich, 1992
- Walckenaeria indirecta (O. P.-Cambridge, 1874)
- Walckenaeria inflexa (Westring, 1861)
- Walckenaeria insperata Millidge, 1979
- Walckenaeria intoleranda (Keyserling, 1886)
- Walckenaeria iviei Millidge, 1983
- Walckenaeria jocquei Holm, 1984
- Walckenaeria kabyliana Bosmans, 1993
- Walckenaeria karpinskii (O. P.-Cambridge, 1873)
- Walckenaeria katanda Marusik, Hippa & Koponen, 1996
- Walckenaeria kazakhstanica Eskov, 1995
- Walckenaeria keikoae Saito, 1988
- Walckenaeria kikogensis Scharff, 1990
- Walckenaeria kochi (O. P.-Cambridge, 1872)
- Walckenaeria koenboutjei Baert, 1994
- Walckenaeria korobeinikovi Esyunin & Efimik, 1996
- Walckenaeria kulalensis Holm, 1984
- Walckenaeria languida (Simon, 1914)
- Walckenaeria latens Millidge, 1983
- Walckenaeria lepida (Kulczyński, 1885)
- Walckenaeria maesta Millidge, 1983
- Walckenaeria mariannae Bosmans, 1993
- Walckenaeria martensi Wunderlich, 1972
- Walckenaeria mauensis Holm, 1984
- Walckenaeria mengei Bösenberg, 1902
- Walckenaeria meruensis Tullgren, 1910
- Walckenaeria mesus (Chamberlin, 1949)
- Walckenaeria mexicana Millidge, 1983
- Walckenaeria microps Holm, 1984
- Walckenaeria microspiralis Millidge, 1983
- Walckenaeria minuscula Holm, 1984
- Walckenaeria minuta (Emerton, 1882)
- Walckenaeria mitrata (Menge, 1868)
- Walckenaeria monoceras (Chamberlin & Ivie, 1947)
- Walckenaeria monoceros (Wider, 1834)
- Walckenaeria neglecta Bosmans, 1993
- Walckenaeria ngorongoroensis Holm, 1984
- Walckenaeria nigeriensis Locket & Russell-Smith, 1980
- Walckenaeria nishikawai Saito, 1986
- Walckenaeria nodosa O. P.-Cambridge, 1873
- Walckenaeria nudipalpis (Westring, 1851)
- Walckenaeria obtusa Blackwall, 1836
- Walckenaeria occidentalis Millidge, 1983
- Walckenaeria ocularis Holm, 1984
- Walckenaeria oregona Millidge, 1983
- Walckenaeria orghidani Georgescu, 1977
- Walckenaeria orientalis (Oliger, 1985)
- Walckenaeria pallida (Emerton, 1882)
- Walckenaeria palmgreni Eskov & Marusik, 1994
- Walckenaeria palmierro Wunderlich, 1987
- Walckenaeria palustris Millidge, 1983
- Walckenaeria parvicornis Wunderlich, 1995
- Walckenaeria pellax Millidge, 1983
- Walckenaeria perdita (Chamberlin, 1949)
- Walckenaeria picetorum (Palmgren, 1976)
- Walckenaeria pinocchio (Kaston, 1945)
- Walckenaeria pinoensis Wunderlich, 1992
- Walckenaeria placida (Banks, 1892)
- Walckenaeria plumata Millidge, 1979
- Walckenaeria prominens Millidge, 1983
- Walckenaeria puella Millidge, 1983
- Walckenaeria pullata Millidge, 1983
- Walckenaeria pyrenaea (Denis, 1952)
- Walckenaeria reclusa Millidge, 1983
- Walckenaeria redneri Millidge, 1983
- Walckenaeria rufula Millidge, 1983
- Walckenaeria rutilis Millidge, 1983
- Walckenaeria ruwenzoriensis (Holm, 1962)
- Walckenaeria saetigera Tanasevitch, 2011
- Walckenaeria saniuana (Chamberlin & Ivie, 1939)
- Walckenaeria serrata Millidge, 1983
- Walckenaeria simplex Chyzer, 1894
- Walckenaeria solivaga Millidge, 1983
- Walckenaeria spiralis (Emerton, 1882)
- Walckenaeria stepposa Tanasevitch & Piterkina, 2007
- Walckenaeria striata Wunderlich, 1987
- Walckenaeria stylifrons (O. P.-Cambridge, 1875)
- Walckenaeria subdirecta Millidge, 1983
- Walckenaeria subpallida Millidge, 1983
- Walckenaeria subspiralis Millidge, 1983
- Walckenaeria subterranea Wunderlich, 2011
- Walckenaeria subvigilax Millidge, 1983
- Walckenaeria suspecta (Kulczyński, 1882)
- Walckenaeria tanzaniensis Jocqué & Scharff, 1986
- Walckenaeria teideensis Wunderlich, 1992
- Walckenaeria tenella Millidge, 1983
- Walckenaeria tenuitibialis Bosmans, 1993
- Walckenaeria teres Millidge, 1983
- Walckenaeria thrinax (Chamberlin & Ivie, 1933)
- Walckenaeria tibialis (Emerton, 1882)
- Walckenaeria tilos Wunderlich, 2011
- Walckenaeria torta Bosmans, 1993
- Walckenaeria tricornis (Emerton, 1882)
- Walckenaeria tumida (Crosby & Bishop, 1931)
- Walckenaeria turbulenta Bosmans, 1993
- Walckenaeria tystchenkoi Eskov & Marusik, 1994
- Walckenaeria uenoi Saito & Irie, 1992
- Walckenaeria unicornis O. P.-Cambridge, 1861
- Walckenaeria uzungwensis Scharff, 1990
- Walckenaeria vigilax (Blackwall, 1853)
- Walckenaeria vilbasteae Wunderlich, 1979
- Walckenaeria weber (Chamberlin, 1949)
- Walckenaeria westringi Strand, 1903
- Walckenaeria wunderlichi Tanasevitch, 1983
- Walckenaeria yunnanensis Xia et al., 2001

## Walckenaerianus
Walckenaerianus Wunderlich, 1995
- Walckenaerianus aimakensis Wunderlich, 1995
- Walckenaerianus esyunini Tanasevitch, 2004

## Wiehlea
Wiehlea Braun, 1959
- Wiehlea calcarifera (Simon, 1884)

## Wiehlenarius
Wiehlenarius Eskov, 1990
- Wiehlenarius boreus Eskov, 1990
- Wiehlenarius tirolensis (Schenkel, 1939)

## Wubana
Wubana Chamberlin, 1919
- Wubana atypica Chamberlin & Ivie, 1936
- Wubana drassoides (Emerton, 1882)
- Wubana ornata Chamberlin & Ivie, 1936
- Wubana pacifica (Banks, 1896)
- Wubana reminiscens Chamberlin, 1949
- Wubana suprema Chamberlin & Ivie, 1936
- Wubana utahana Chamberlin & Ivie, 1936

## Wubanoides
Wubanoides Eskov, 1986
- Wubanoides fissus (Kulczyński, 1926)
- Wubanoides uralensis (Pakhorukov, 1981)
  - Wubanoides uralensis lithodytes Schikora, 2004

## Yakutopus
Yakutopus Eskov, 1990
- Yakutopus xerophilus Eskov, 1990

## Zerogone
Zerogone Eskov & Marusik, 1994
- Zerogone submissella (Strand, 1907)

## Zornella
Zornella Jackson, 1932
- Zornella armata (Banks, 1906)
- Zornella cryptodon (Chamberlin, 1920)
- Zornella cultrigera (L. Koch, 1879)

## Zygottus
Zygottus Chamberlin, 1949
- Zygottus corvallis Chamberlin, 1949
- Zygottus oregonus Chamberlin, 1949